# Liste d'édifices brutalistes
 (mars 2025).
Le brutalisme est un style architectural issu du mouvement architectural moderniste et qui a prospéré des années 1950 aux années 1970. La liste suivante fournit de nombreux exemples de ce style architectural, ce dans le monde entier.

## Afrique

### Afrique du Sud
- Tour Brixton, Johannesburg (1962)
- Théâtre Joburg (en), Johannesburg (1962)
- Commissariat central de police de Johannesburg (1968)
- Tour Hillbrow, Johannesbourg (1968)
- Tour Ponte, Johannesburg (1975)
- Campus d'Auckland Park (en), Université de Johannesburg (1975)

### Algérie
- Cathédrale du Sacré-Cœur d'Alger (Paul Herbé, Jean Le Couteur, 1963)
- Centre Albert-Camus, Chlef, Louis Miquel et Roland Simounet (1961)

### Cameroun

Le Monument à la réunification du Cameroun, à Yaoundé.

- Monument de la réunification, Yaoundé, Armand Salomon, 1973

### Congo
- Tour Nabemba, Brazzaville, Jean Marie Legrand, 1986

### Côte d'Ivoire
- La Pyramide, Abidjan (1973)

### Kenya
- Centre international de congrès Kenyatta, Nairobi (1973)
- Campus de la ville de Mombasa de l'Université de Nairobi (en)
- Hôpital national Kenyatta, Nairobi (1952)

### Soudan
- Bâtiment de l'Assemblée nationale, Cezar Lăzărescu, 1978

### Tunisie

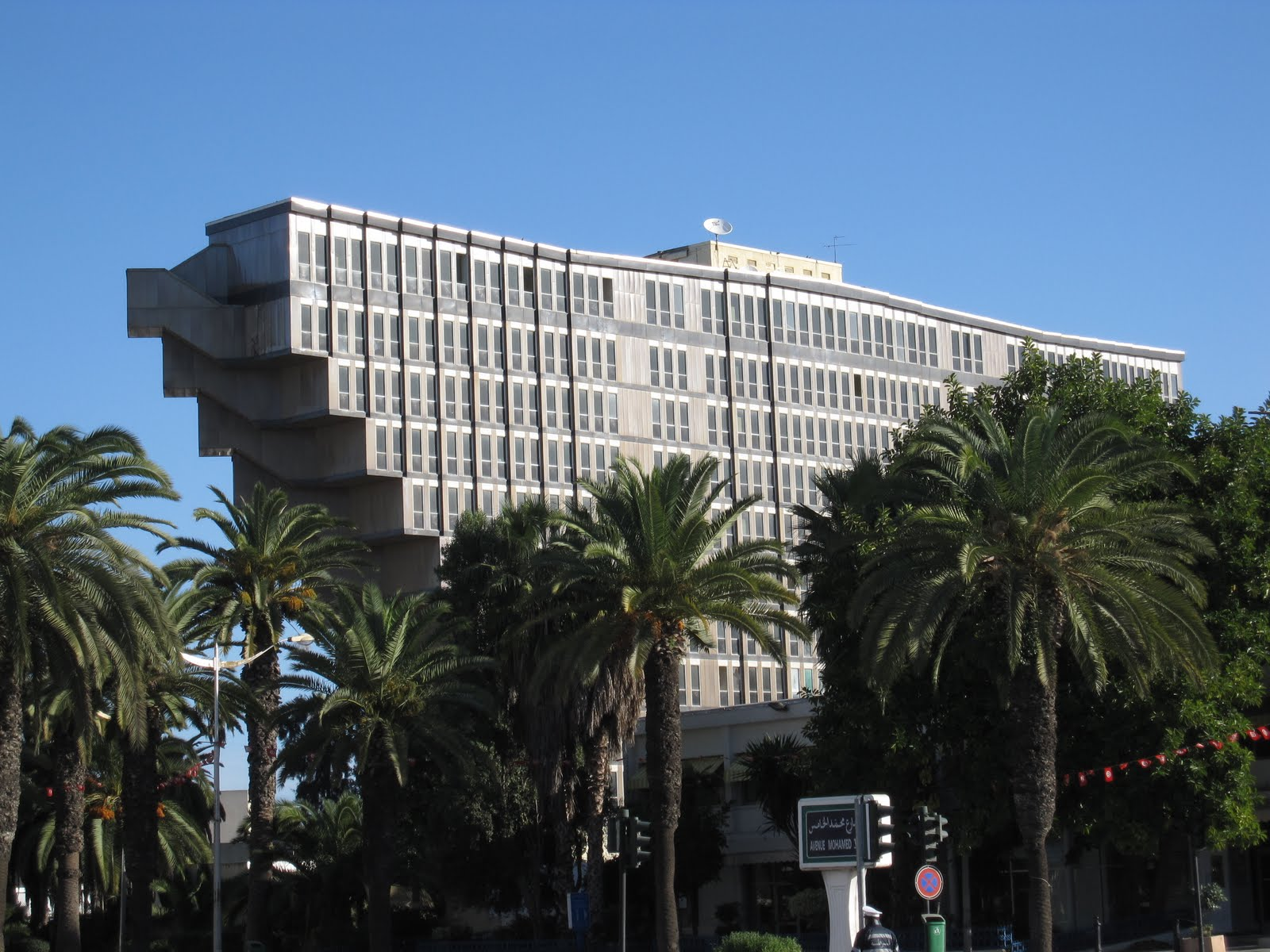
L'Hôtel du Lac à Tunis.

- Hôtel du Lac, Raffaele Contigiani, 1973

### Zambie
- Findeco House, Lusaka, Dušan Milenković et Branimir Ganović, 1978

## Asie

### Bangladesh

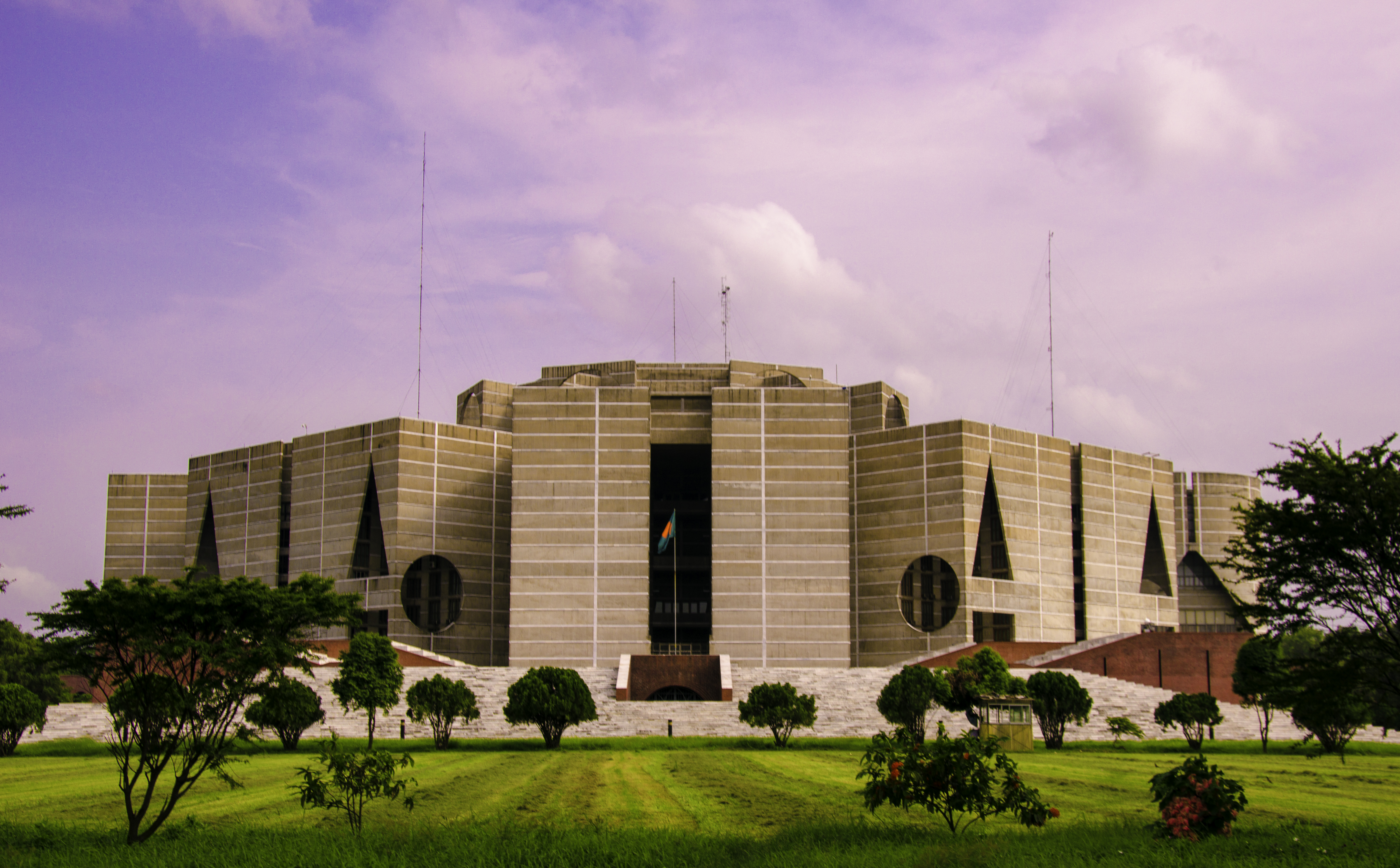
L'Assemblée nationale du Bangladesh

- Jatiyo Sangshad Bhaban (Assemblée nationale de Dhaka), Dhaka (Louis Kahn, 1982)

### Chine
- Université chinoise de Hong Kong, Wai Szeto, 1978
- Poste centrale de Hong Kong, 1976

### Inde

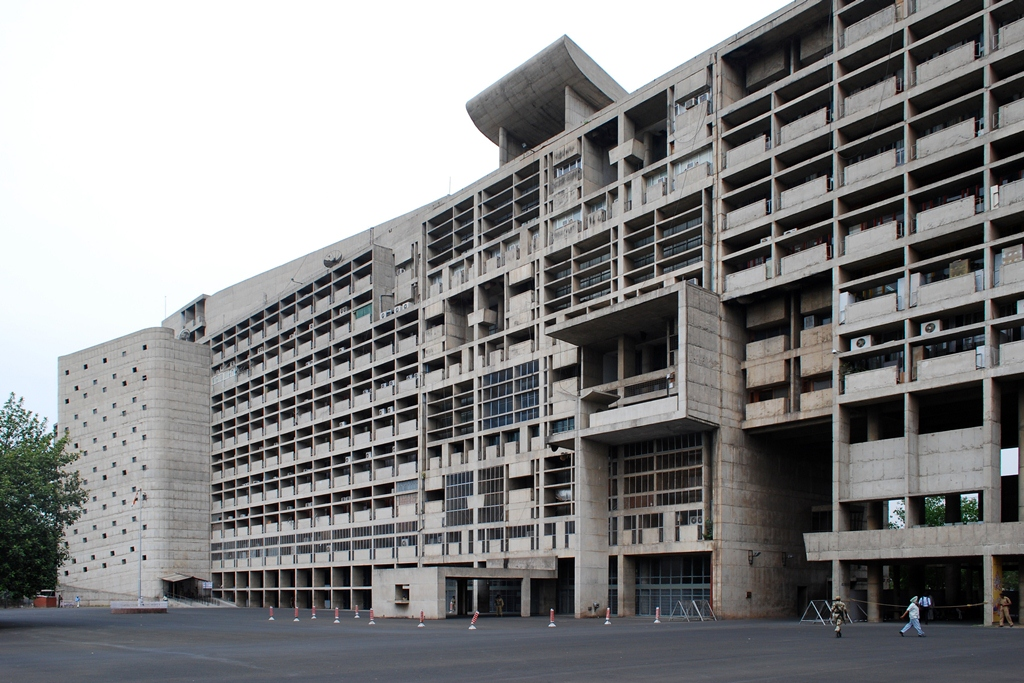
Le Bâtiment du Secrétariat, à Chandigarh, en Inde ; un site classé au patrimoine mondial de l'UNESCO.

- Bâtiment du Secrétariat, Chandigarh, Le Corbusier (1953)
- Complexe du Capitole de Chandigarh, Chandigarh, Le Corbusier (1955)
- Mémorial Tagore (en), Ahmedabad, BV Doshi (1971)

### Indonésie
- Université Andalas (en), Padang (1955)
- Wisma Intiland, Surabaya, Paul Rudolph (1997)[1]
- Bibliothèque de l'Institut de technologie de Bandung (1985)

### Iran
- Université de Chiraz, Minoru Yamasaki et Mohammad Reza Moghtader, 1979

### Irak
- Bâtiment Al Zaqura (en), Bagdad (1975)

### Israël
- Hôtel de ville de Tel Aviv-Jaffa (en), Tel Aviv-Jaffa, Menachem Cohen (1956–1964)
- Basilique de l'Annonciation, Nazareth, Giovanni Muzio (1960-1969)
- Sanatorium de Mivtachim (en), Zikhron Yaakov, Yaakov Rechter (1966)
- Bâtiment des sciences humaines, Université Ben Gourion du Néguev, Raffi Ripper, Amnon Niv, Natan Magen (1968)
- Carlton Tel-Aviv (he) (1977)
- Synagogue de Hecht (en), Jérusalem, Ram Karmi, 1981
- Metzudat Ze'ev (en), Tel Aviv, Mordechai Ben-Horin, 1963
- Bâtiment de la Banque d’Israël, Tel Aviv-Jaffa, 1954
- Bet Ammot Miszpat (pl), Tel Aviv, Sharon Idelson Architects, Eli Mashiah, 1970
- Dizengoff Tower (pl), Tel Aviv, Ben Horin Architects, 1985
- Maison de l'Amérique de Tel Aviv (pl), Eldar Sharon, 1971
- Leonardo Plaza Hotel Tel Aviv (pl), Rechter Zarchi Peri Architects, 1972

### Japon

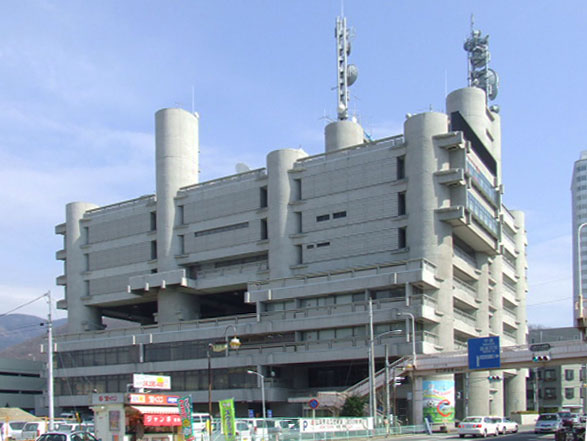
Maison de la culture à Kurashiki

- Bunka Kaikan de Tokyo, Maekawa Kunio, 1961
- Kyoto International Conference Center, Kyoto, Sachio Otani, 1966
- Maison-tour de Tokyo (en), Takamitsu Azuma (1967)
- Maison de la culture à Kurashiki, Kenzō Tange, 1960
- Cathédrale Notre-Dame-des-Victoires de Fukuoka, 1986

### Jordanie
- Al Burj (Amman) (en), 1985

### Liban
- L'Œuf, également connu sous le nom de « Le Dôme » et « Le Savon », Beyrouth, Joseph Philippe Karam (1968)

### Ouzbékistan
- Hotel Uzbekistan, Tachkent, 1974

### Philippines
- Tanghalang Pambansa (en) (Théâtre national), Complexe du Centre culturel des Philippines, Pasay (Leandro Locsin, 1969)
- Centre international de congrès des Philippines (en), Manille (Leandro Locsin)

### Singapour
- Bâtiment électrique de Singapour (en), Group 2 Architects (1971)
- Complexe Golden Mile (en), DP Architects (1973)

### Vietnam
- Mausolée d'Hô Chi Minh, Hanoï, Garol Isakovich (1975)[2]
- Palais de l'Indépendance, Hô Chi Minh Ville, Ngô Viết Thụ (1966)[3]

## Amériques

### Argentine

#### Buenos Aires

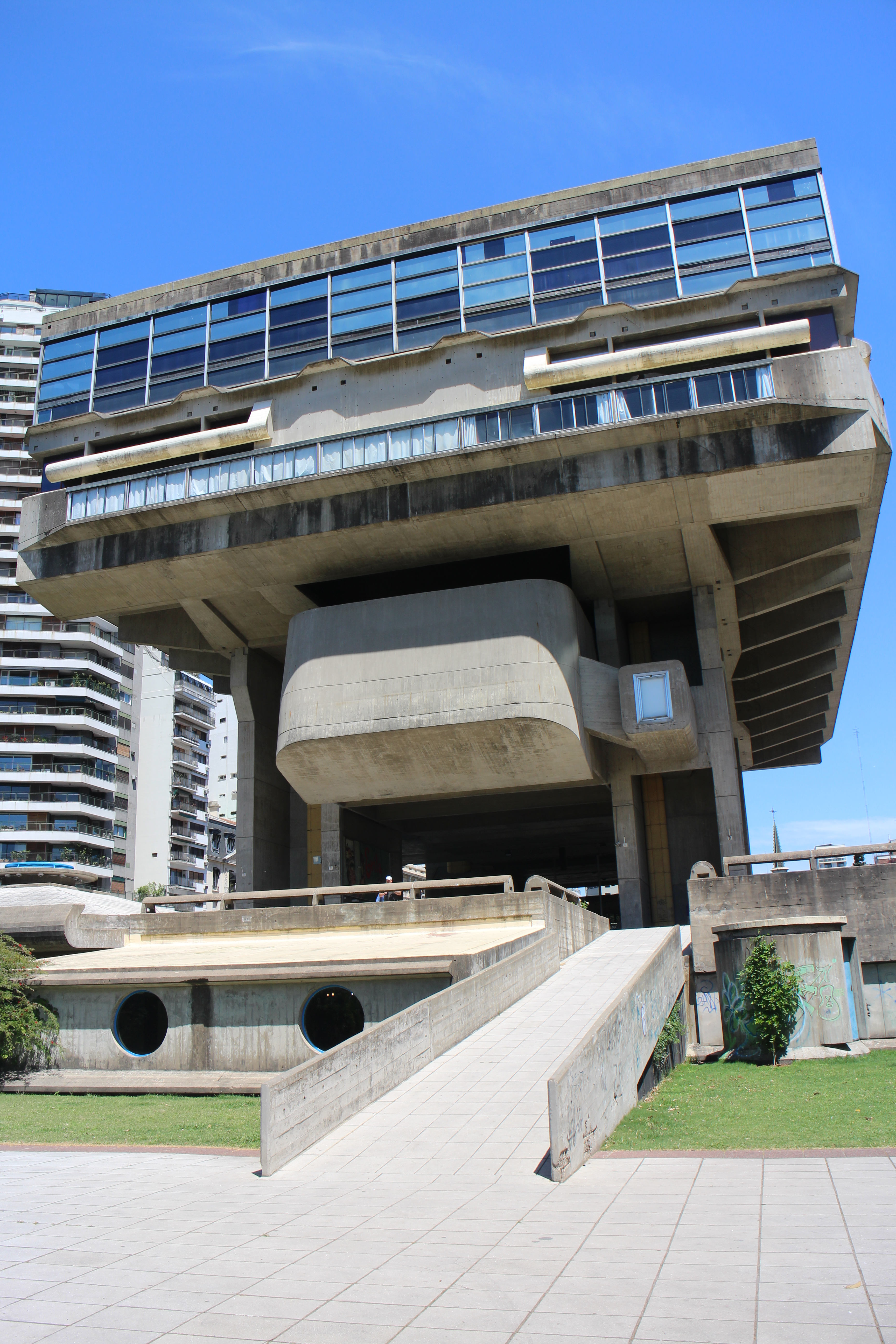
Édifice de la Bibliothèque nationale, inauguré en 1992

- Cimetière souterrain de Chacarita / Sixième Panthéon (1950-1958)
- Bâtiment Republica (1951-1954)
- Paroisse Santa Maria de Betania (1954)
- Église Santa Catalina de Alejandria (1957-1968)
- Immeuble de la Banque de Londres, Clorindo Testa (1959)
- Campus universitaire / Pavillon II (1961)
- École Della Penna (1963-1969)
- Club Automobile Argentin - Once (1968)
- Club Automobile Argentin - Palerme (1968)
- Telefónica Inclán (1968)
- Tour Dorrego (1968-1971)
- Paroisse Nuestra Señora del Valle (1969)
- Complexe Acoyte (1969)
- Complexe de la Rioja (1969-1973)
- Institut de la Police Fédérale Argentine (1974)
- Tour Castex (1975-1985)
- Parking Marcelo T. De Alvear 686 (années 1970)
- Arribeños 1630 (années 1970)
- Arribeños 1684 (années 1970)
- École San Pauls (années 1970)
- Lycée Normal N°1 (années 1970)
- Bâtiment Rodriguez Peña 2043, (1975-1978)
- Colpayo 54/56, Buenos Aires, (1978)
- Stade Monumental River Plate (1978-1982)
- Ambassade du Brésil (1978-1989)
- Bibliothèque nationale de la République argentine, Clorindo Testa (1992)

#### Córdoba
- Complexe Hélas (1974)

#### La Plata
- Théâtre Argentin de La Plata (en) (1999)

### Barbade
- Bureau de poste général (GPO), Bridgetown (1984)

### Brésil
- Métro de São Paulo (1974-1980)

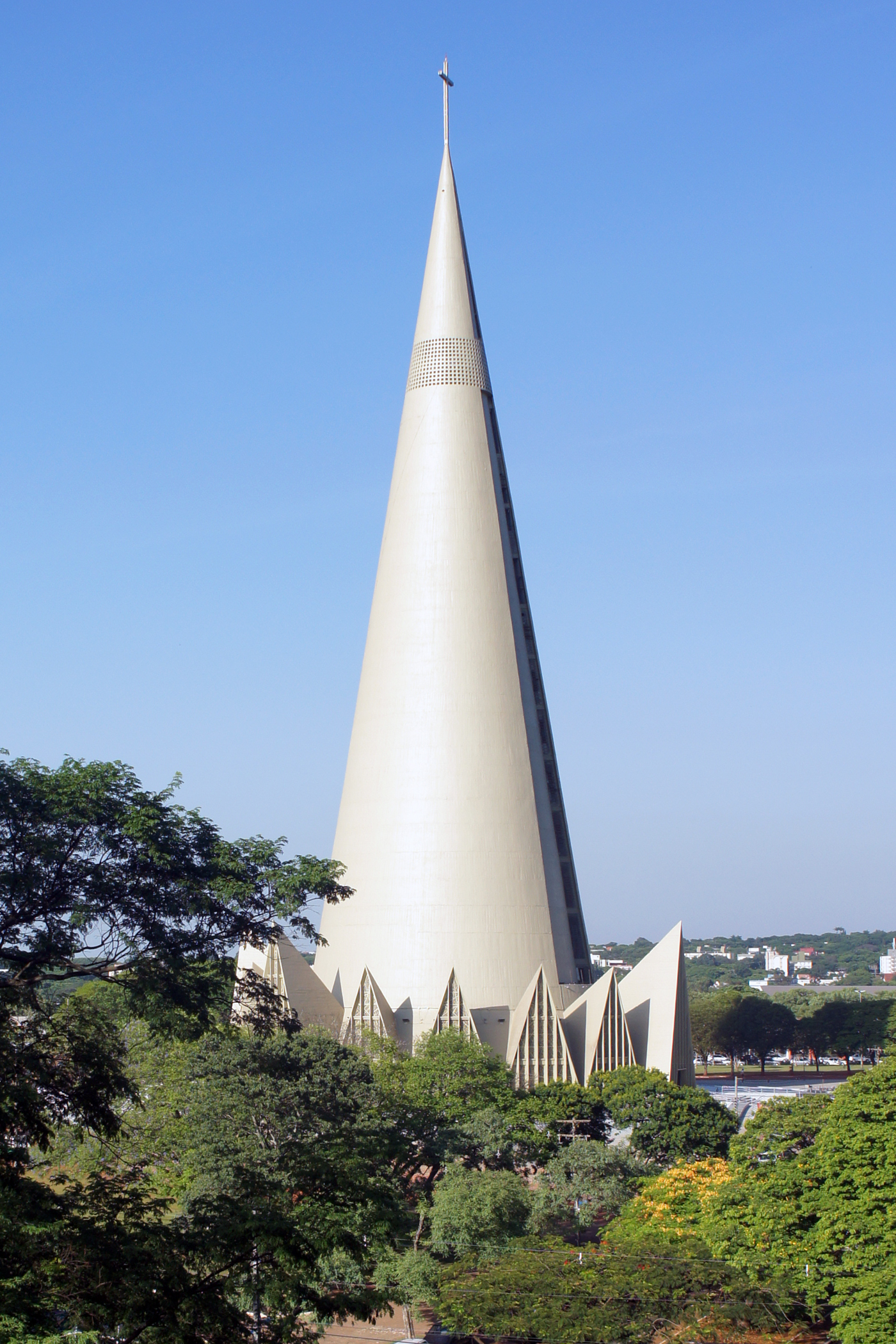
Cathédrale métropolitaine de Maringá

- Cathédrale métropolitaine de Maringá (1958-1972)
- Musée d'art de São Paulo, Lina Bo Bardi, 1978
- Catedral Diocesana de Toledo (pt), Toledo, 1985
- Faculté d'architecture et d'urbanisme de l'université de São Paulo, Vilanova Artigas
- Rio Sul Center, Rio de Janeiro, Ulysses Petrônio Burlamaqui et Alexandre Chan, 1982
- Edifício São Vito (pt), São Paulo, Zarzur e Kogan, 1959 (démoli en 2010)
- Escola Paulista (pt), São Paulo, Vilanova Artigas

### Canada

#### Alberta

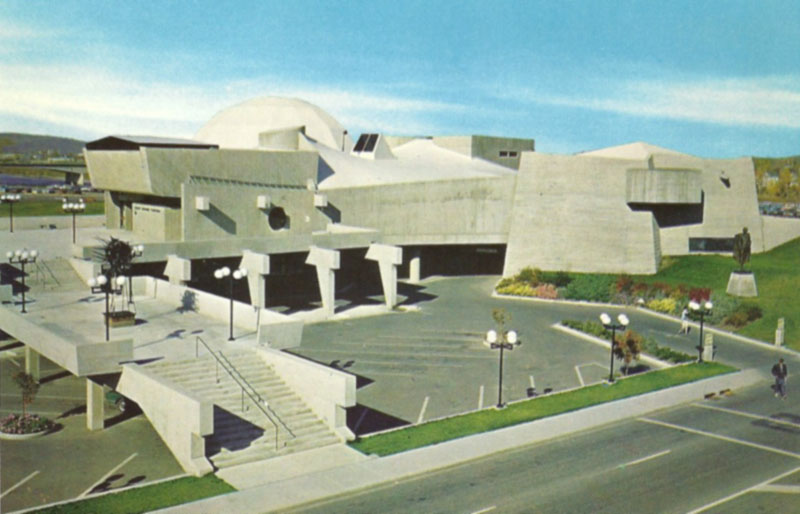
Planétarium du Centenaire

- Planétarium du Centenaire, Calgary, McMillan Long & Associates (1967, désormais le Contemporary Calgary)
- Bâtiment du Centre d'éducation, Calgary (1969)
- 404, 6e Avenue Sud-Ouest, Calgary (1970)

#### Colombie-Britannique

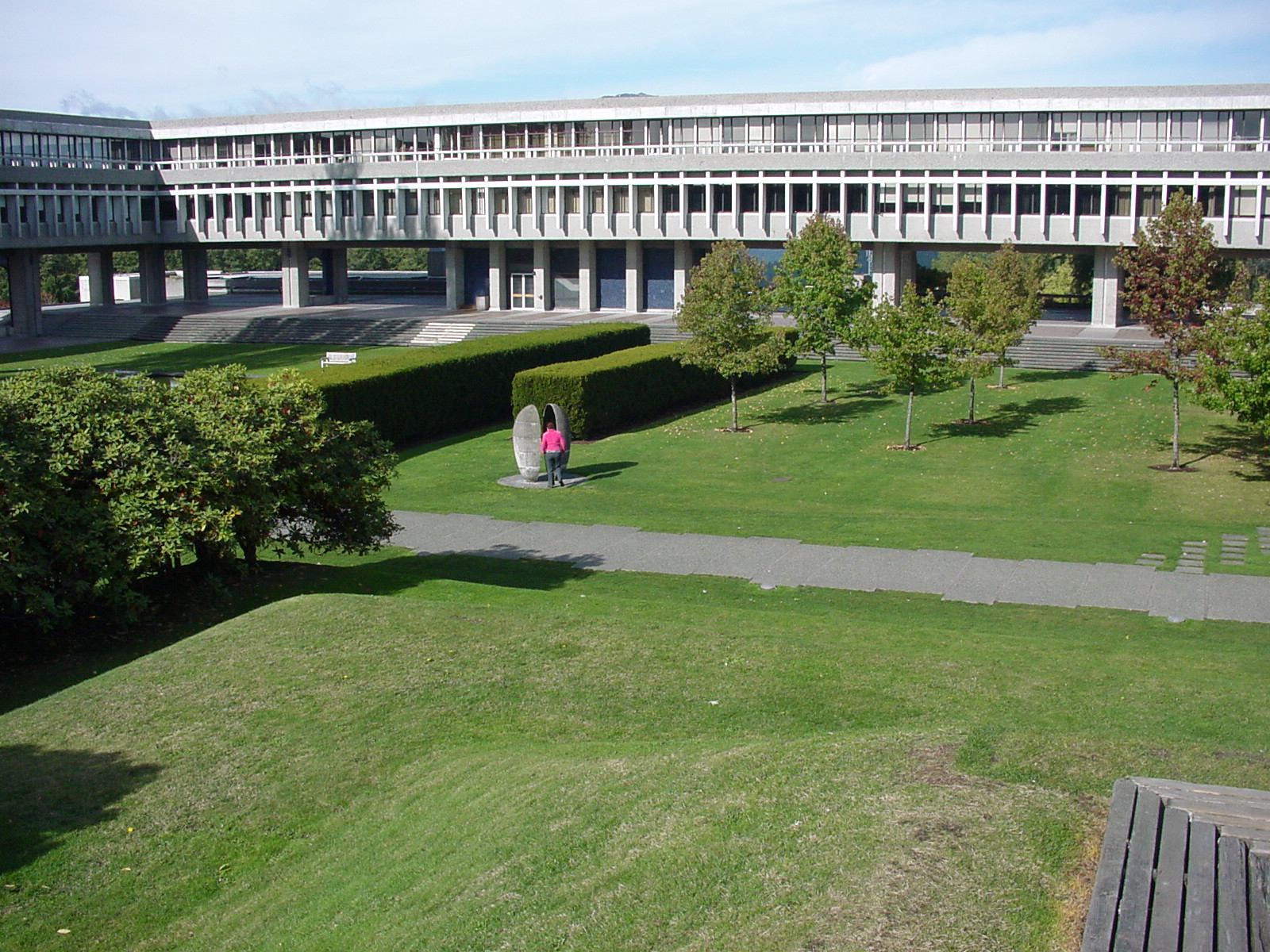
Simon Fraser University Academic Quadrangle

- Bâtiment MacMillan Bloedel (en), Vancouver (Erickson/Massey Architects avec Francis Donaldson, 1968)
- Université Simon Fraser – Campus de Burnaby, Burnaby, Arthur Erickson (1965)
- Université de Victoria – Résidences Craigdarroch, Victoria (1964–1967)
- Université de Victoria - Résidences Lansdowne, Victoria (1969)

#### Manitoba
- Salle de concert Centennial (en), Winnipeg (1968)
- Centre théâtral du Manitoba (en), Winnipeg (Groupe d'architectes Number Ten, 1972)
- Bâtiment de la sécurité publique de Winnipeg (en), (Libling Michener & Associates, 1965)

#### Nouvelle-Écosse
- Tour Fenwick (en), Halifax, Sydney P. Dumaresq, (1971)
- Bibliothèque commémorative Killam (en), Université Dalhousie, Halifax, Leslie R. Fairn, (1966–1971)

#### Ontario
- Bâtiment Allen Square, 180 King St. S Waterloo (1980)
- Environnement Canada, siège social du SMC, Toronto (1971)
- Édifice Lester B. Pearson (en), Ottawa (1973)
- Centre national des Arts, Ottawa (1969)
- Centre des arts de la scène d'Oakville (en), Oakville (1977)
- Centre des sciences de l'Ontario, Toronto (1969)
- Collège Rochdale (en), Toronto, Elmar Tampõld et John Wells (1968)
- Université métropolitaine de Toronto - Bibliothèque de l'Université métropolitaine de Toronto (1974)
- Université de Guelph – Centre, Bibliothèque principale et Résidence Sud/Maritime/Prairie Hall, Guelph (John Andrews, 1965)
- Université de Toronto - Bibliothèque de recherche John P. Robarts, Toronto, AS Mathers et EJ Haldenby (1973)
- Université de Toronto à Scarborough - Section des sciences humaines, Section des sciences, toutes deux dirigées par John Andrews (1964)
- Université de Waterloo - Bâtiment de mathématiques et d'informatique, Waterloo (1968)
- Université de Western Ontario - Bibliothèque DB Weldon, London (1972)
- Bibliothèque publique de Waterloo (en) - Succursale principale, rue Albert, Waterloo (1966)
- Centre Walter Carsen (en), Toronto, Arthur Erickson (1984)

#### Québec

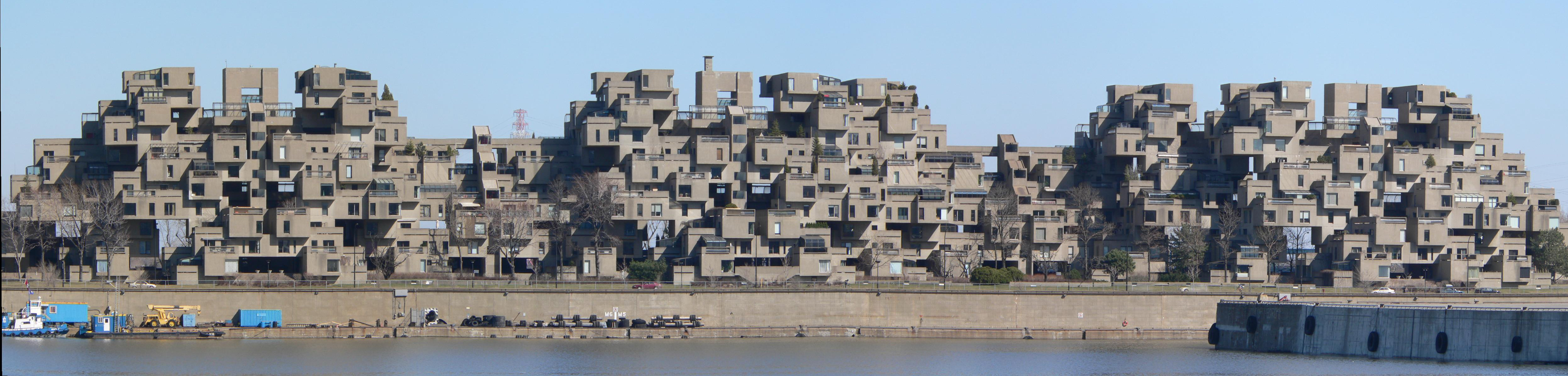
LHabitat 67, à Montréal.

- Édifice Marie-Guyart, Québec (1972)
- Habitat 67, Exposition universelle de 1967, Montréal, Moshe Safdie (1967)
- Place Bonaventure, Montréal, Ray Affleck (1967)
- Aile Huard de la Cégep de Chicoutimi, Saguenay

#### Saskatchewan
- Université de la Saskatchewan - Bibliothèque principale, Pavillon de l'éducation, Pavillon des sciences de la santé, Saskatoon (1970)

### Chili
- Congrès national du Chili, Valparaiso (1990)
- Basilique Notre-Dame-du-Mont-Carmel de Maipú, Maipú, Juan Martínez Gutiérrez (es), 1974

### Cuba

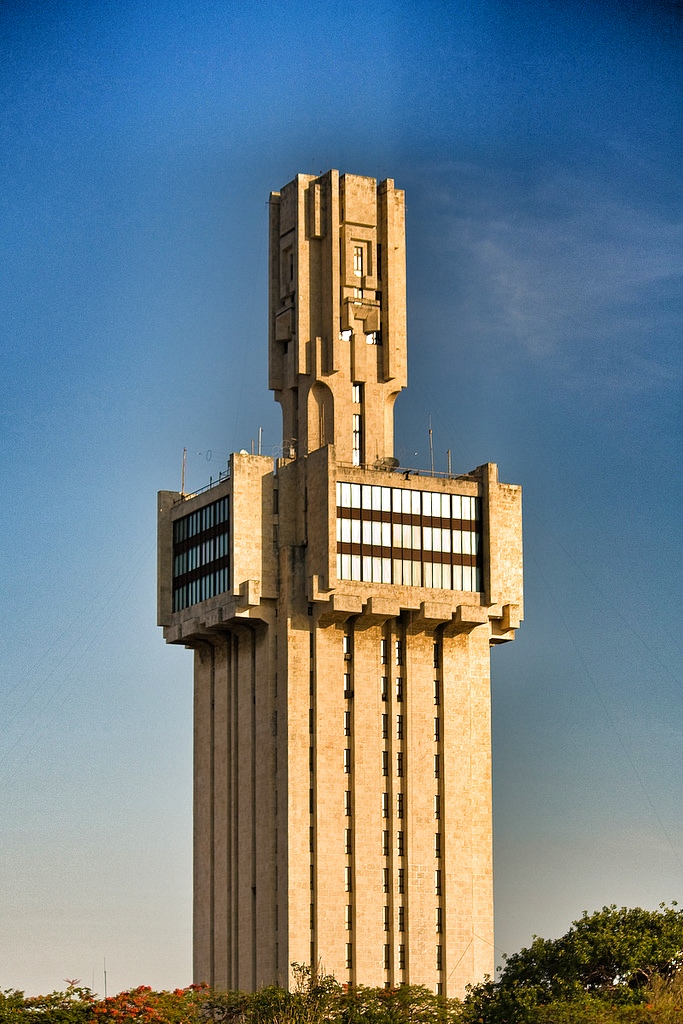
L'ambassade soviétique à la Havane

- Ambassade des États-Unis, La Havane, 1953
- Ambassade de l'URSS à la Havane, A. Rotchegov, 1985

### États-Unis

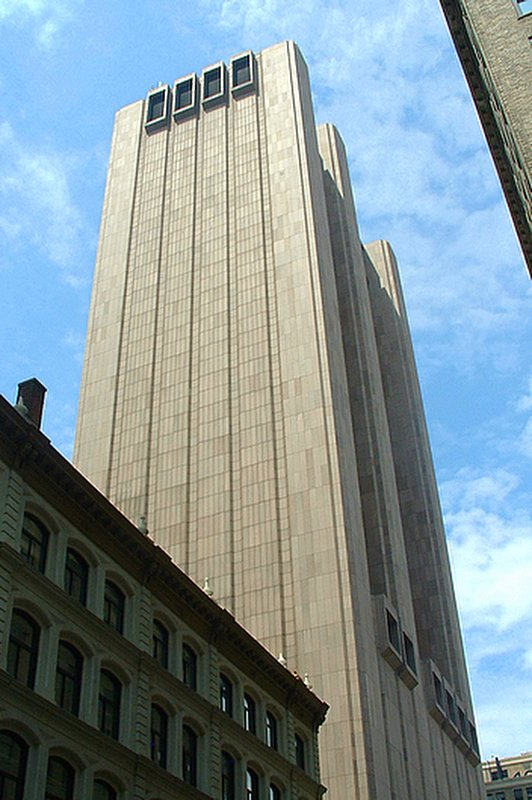
AT&T Long Lines Building à New-York

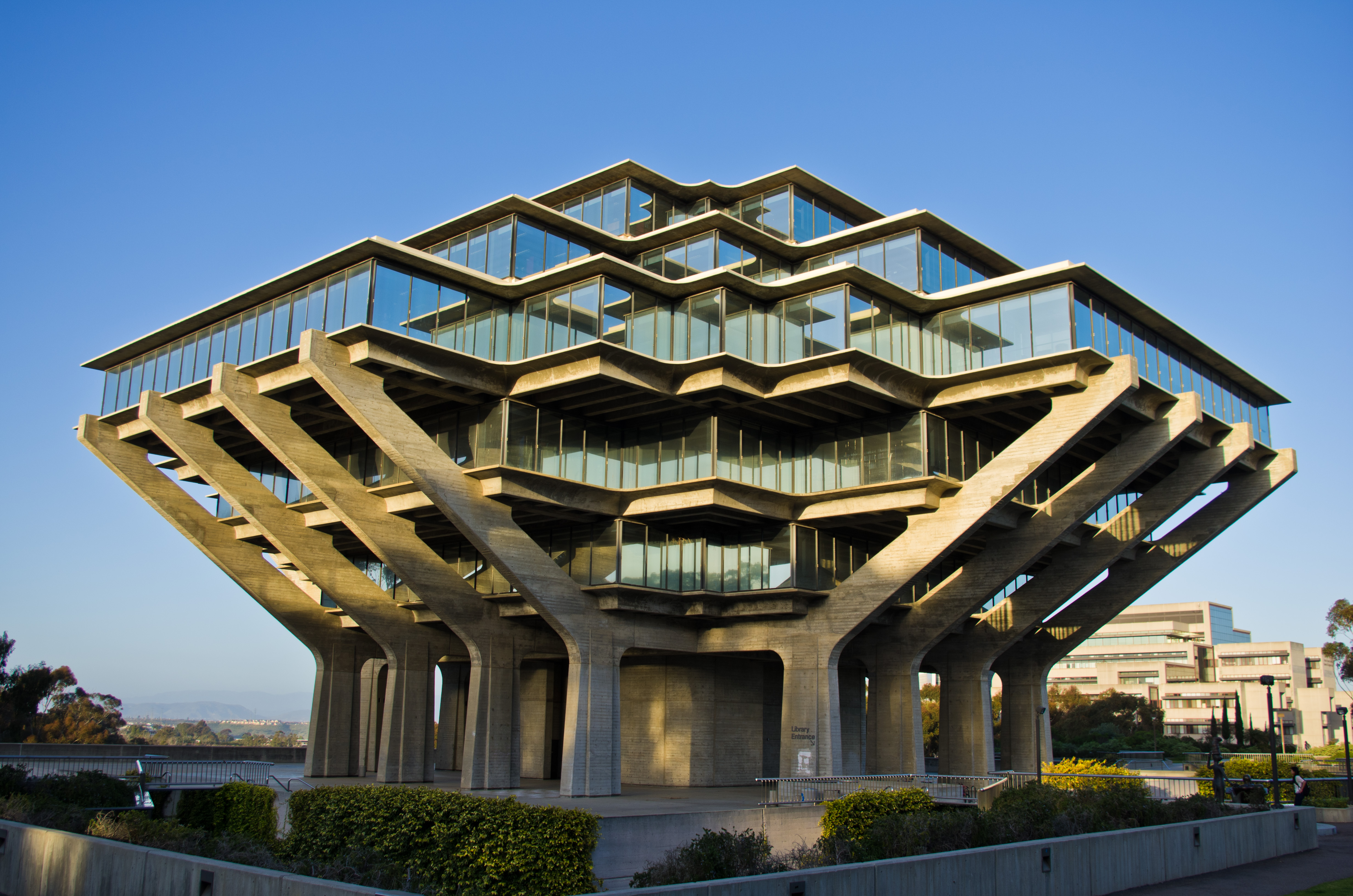
La librairie Geisel à San Diego.

- Hôtel de ville de Boston (Kallmann McKinnell & Wood, 1969)
- Regenstein Library (en), Chicago, Walter Netsch
- AT&T Long Lines Building, New-York, John Carl Warnecke & Associates, 1974
- Geisel Library, San Diego, William Pereira, années 1970s
- J. Edgar Hoover Building, Washington D. C., Charles Murphy (en), 1974
- 1 Police Plaza, New-York, Gruzen and Partners, 1973
- Bâtiment Elion-Hitchings, Paul Rudolph, Research Triangle Park, 1972 (démoli en 2021)
- Berkeley Art Museum and Pacific Film Archive, Berkeley, Mario J. Ciampi, 1963
- Salk Institute for Biological Studies, San Diego, Louis Kahn, 1960
- Centre correctionnel métropolitain de Chicago, Harry Weese (en), 1975
- Freeway Park, Seattle, Lawrence Halprin, 1976
- Pirelli Tire Building, New Haven, Marcel Breuer, 1970
- Tracey Towers, New-York, Paul Rudolph
- Whitney Museum of American Art, New-York, Renzo Piano
- Milam Residence, Ponte Vedra Beach, Paul Rudolph, 1961
- St. Basil Catholic Church (en), Los Angeles, Albert C. Martin Sr. (en), 1969
- Marina City, Chicago, Bertrand Goldberg, 1964
- Rudolph Hall (en), New Haven, Paul Rudolph, 1963

### Guyana
- Banque du Guyana (1965)

### Mexique
- Musée Tamayo d'Art Contemporáneo, Mexico, Abraham Zabludovsky et Teodoro González de León (1981)

### Pérou
- Bâtiment Petroperú, Lima
- Musée de la Nation (en), Lima
- Université d'ingénierie et de technologie de Lima (en)
- Centro Cívico de Lima
- QG de l'armée péruvienne (en), Lima, Juan Günther Doering, 1975

### Venezuela
- Complexe culturel Teresa Carreño (1983)
- Basilique Notre-Dame-de-Coromoto de La Virgen de Coromoto, Guanare, Erasmo Calvani, 1996

## Europe

### Allemagne

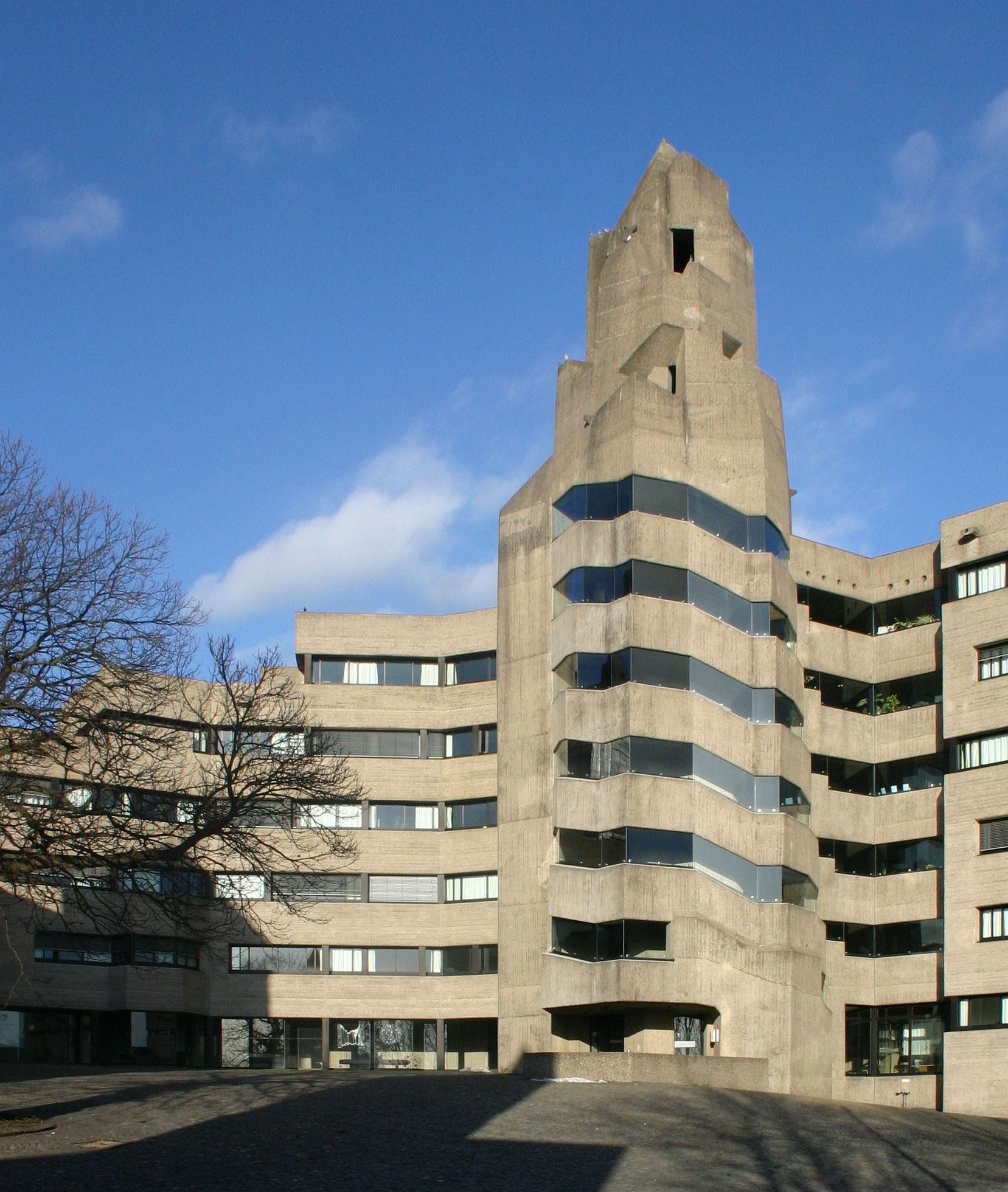
Mairie du quartier de Bensberg de Bergisch Gladbach (Gottfried Böhm).

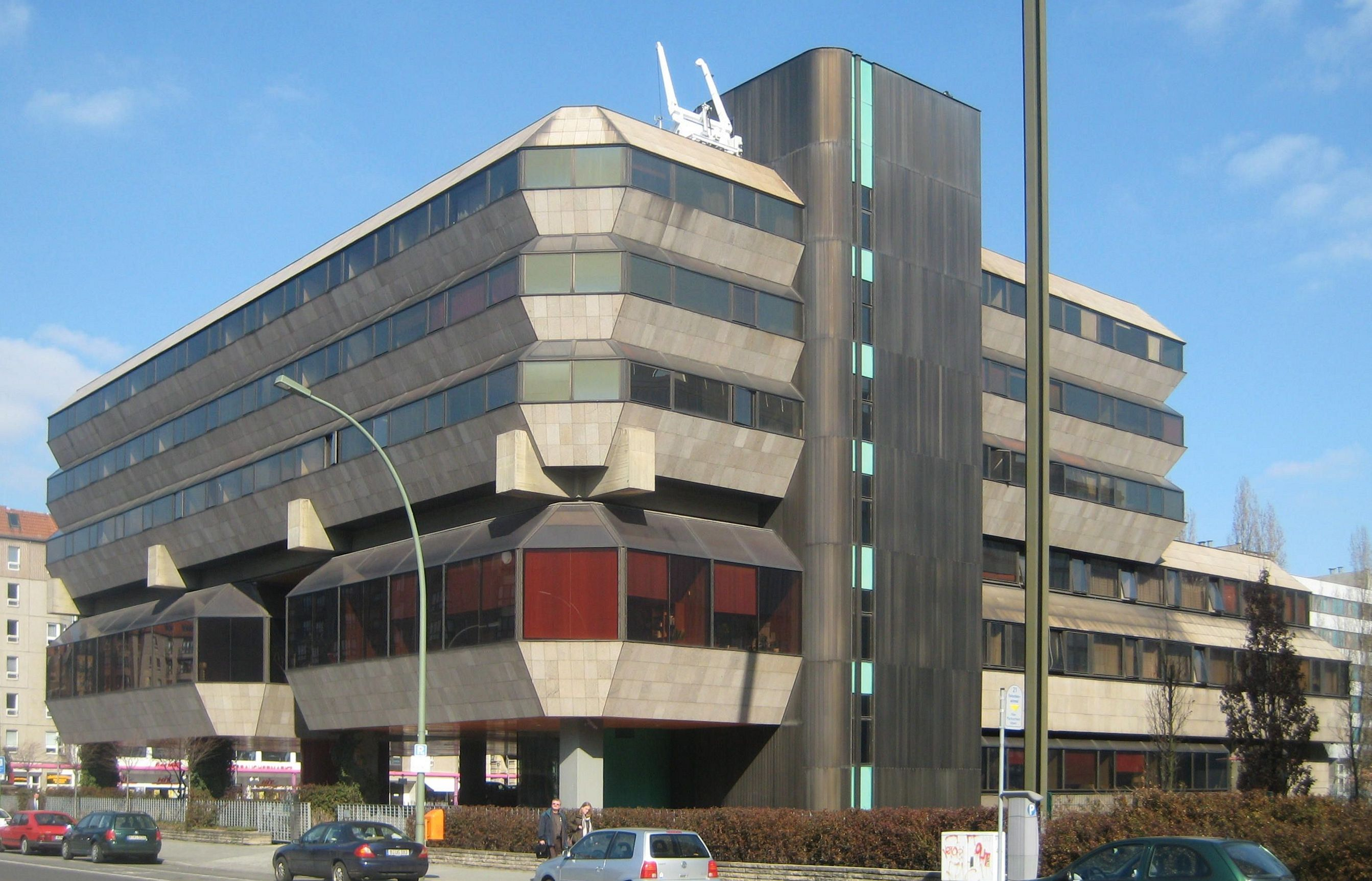
Bâtiment de l'ambassade de Tchéquie à Berlin

- Université de la Ruhr à Bochum (Hentrich, Petschnigg & Partner, 1964)
- Université de Ratisbonne, Ratisbonne (1965)
- AfE-Turm, Francfort-sur-le-Main (Staatliches Universitätsbauamt, Staatliche Neubauleitung Frankfurt, 1972) (démoli en 2014)
- Église de la Paix de Monheim-Baumberg (en) (1974)
- Bâtiment principal de l'Université de Bielefeld, Université de Bielefeld, Bielefeld (1971-1976)
- Ambassade de Tchécoslovaquie à Berlin (Věra et Vladimír Machonin, 1978)
- Mosquée Bilal d'Aix-la-Chapelle (de), Gernot Kramer, 1968
- Clinique universitaire d'Aix-la-Chapelle (de), Benno Schachner, 1985
- Château d'eau de Backnang (de), Helmut Erdle, 1961
- Spitteleck (de), Berlin, Eckart Schmidt, 1985
- Église Sainte-Agnès de Berlin (de), Werner Düttmann, 1967
- Forschungseinrichtung für experimentelle Medizin, Berlin, Gerd Hänska, 1981
- Unité d'habitation de Berlin, Le Corbusier, 1958
- Bâtiments de l'Université de Bielefeld, Helmut Herzog, Klaus Köpke, Peter Kulka, Wolf Siepmann, Katte Töpper, Stephan Legge, 1970
- Vonovia Ruhrstadion, Bochum, 1979
- Bâtiments de l'Université de la Ruhr à Bochum, Helmut Hentrich, Petschnigg & Partner, Eller Moser Walter, Bruno Lambart, Albin Hennig, Werner Lehmann, 1984
- Église de la réconciliation à Dachau (de), Helmut Striffler, 1967
- École d'architecture de Darmstadt (de), 1971
- Église Sainte-Hildegarde de Düsseldorf (de), Gottfried Böhm, 1972
- Haus Sindlingen (de), Francfort sur le Main, Günther Bock, 1962
- Oberpostdirektion (City Nord) (de), Hambourg, Gerhard Weber et Georg Küttinger, 1977
- Hochhaus Lister Tor (de), Hanovre, Dieter Bahlo, 1975
- Parkhaus Osterstraße (de), Hanovre, Heinz Wilke, 1974
- Hochschule für Musik, Theater und Medien Hannover, Rolf Ramcke, 1973
- Maritim Grand Hotel Hannover (de), Otto Apel et Hannsgeorg Beckert, 1965
- Église Saint-Augustin d'Ingolstadt (de), Hans Zitzelsperger, 1959
- Théâtre municipal d'Ingolstadt (de), Marie Brigitte Hämer-Buro et Hardt-Waltherr Hämer, 1966
- Église Saint-Christophe d'Ingolstadt (de), Erhard Fischer, 1970
- Bâtiment Schubert & Salzer (de), Ingolstadt,Josef Elfinger, 1974
- Badisches Staatstheater Karlsruhe, Helmut Bätzner, 1975
- Église de la Résurrection du Christ à Lindenthal (de), Cologne, Gottfried Böhm, 1970
- Hochschule für Musik und Tanz Köln, Cologne
- Seidenweberhaus (de), Krefeld, Max Sippel, Bruno Trubert, Rolf Klein, 1976
- Lukaskirche à Mannheim (de), Carlfried Mutschler, 1967
- Église Saint-Maurice de Munich (de), Herbert Groethuysen, Detlef Schreiber, Gernot Sachsse, 1967
- Église Saint-Michel de Trêves (de), Konny Schmitz, 1968
- École d'Ulm, Max Bill, 1955

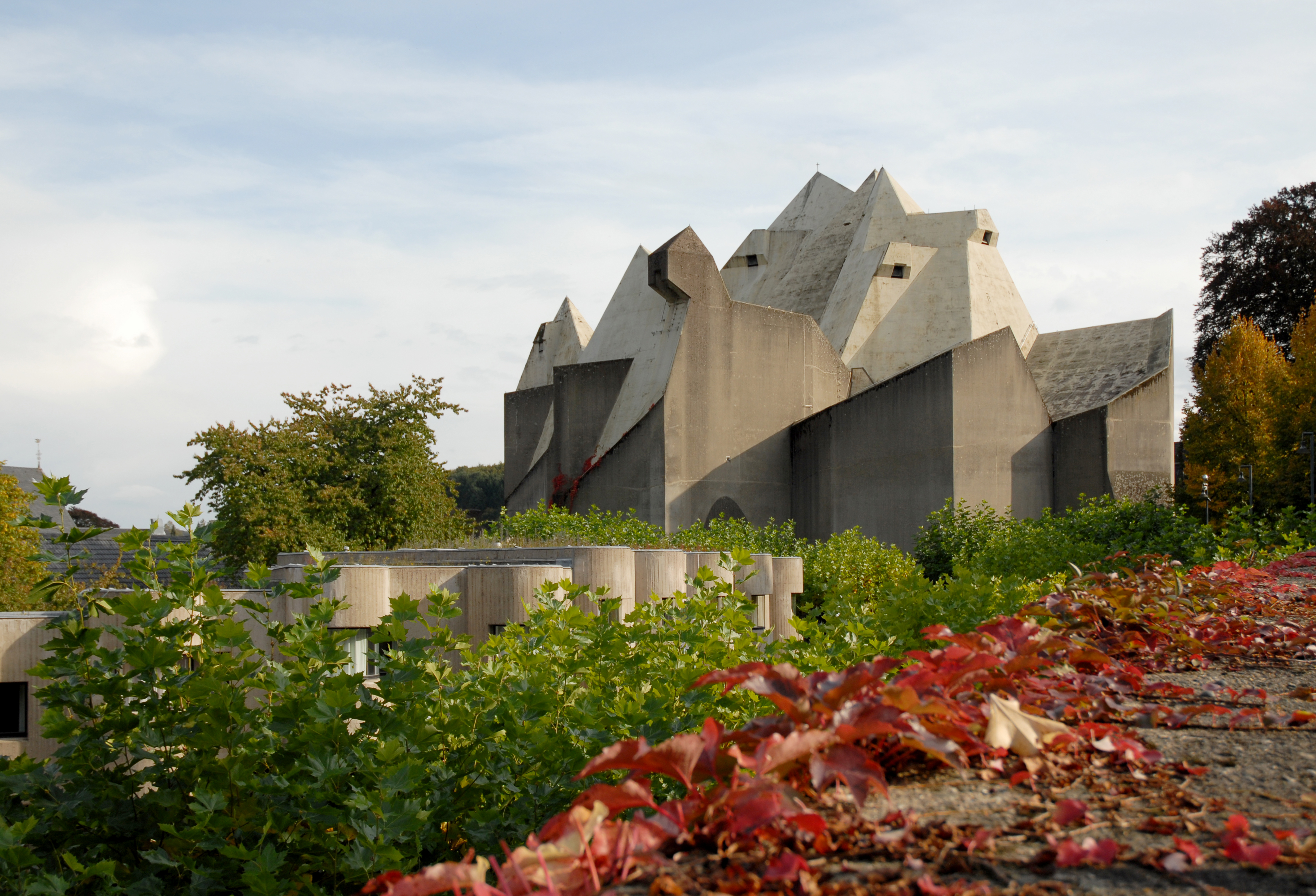
Nevigeser Wallfahrtsdom à Velbert (Gottfired Böhm).

- Nevigeser Wallfahrtsdom (de), Velbert, Gottfried Böhm, 1969
- Kunsthalle de Düsseldorf, 1967

### Arménie
- Cinéma « Rossiya » (de), Erevan, Spartak Khatchikian, Hratchik Poghosian, Artur Tarkhanian, 1975

### Autriche

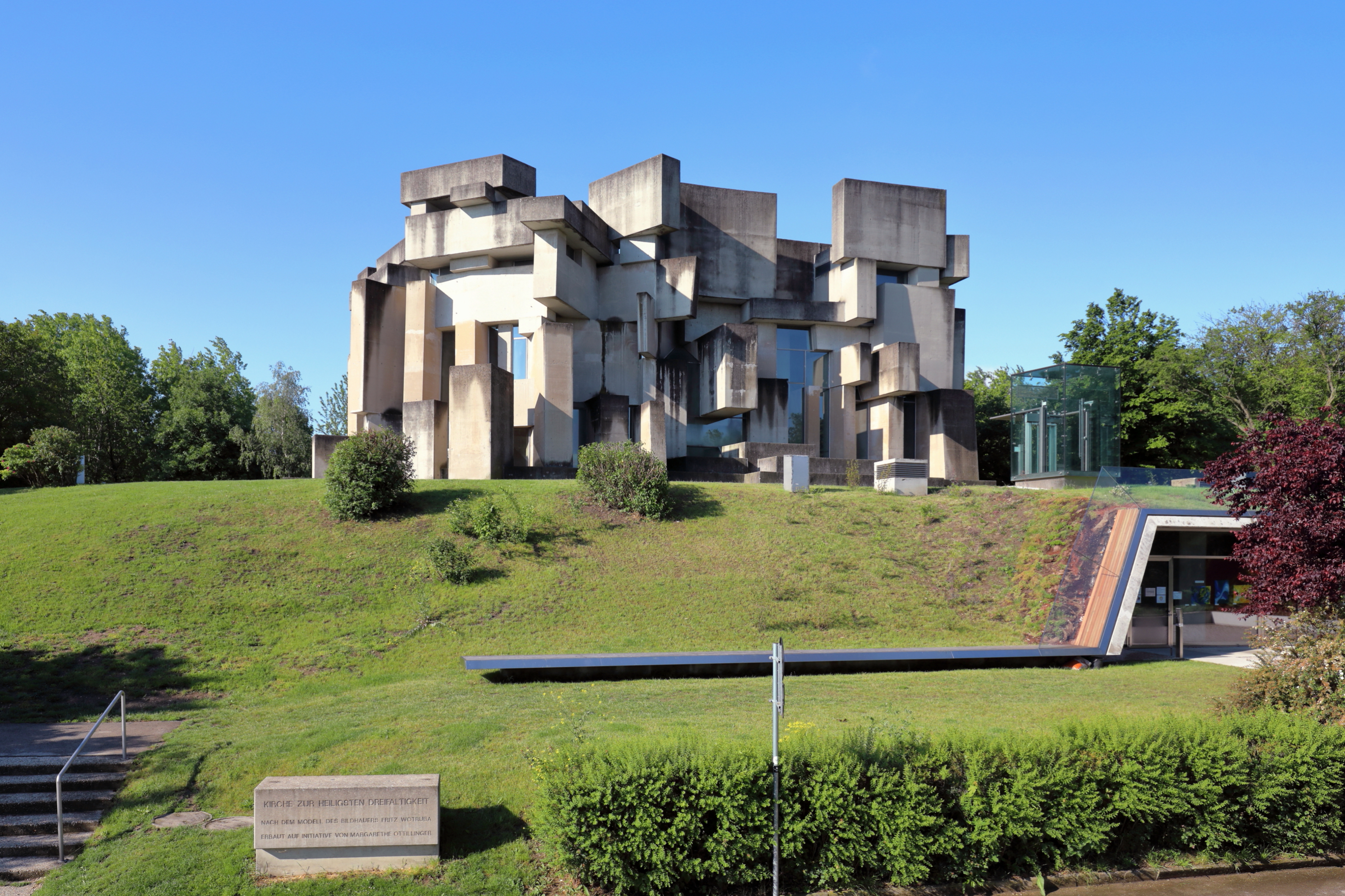
La Wotrubakirche de Vienne

- Cité des congrès de Bad Gastein (de), Bad Gastein, Gerhard Garstenauer, 1974
- Kulturzentrum Mattersburg (de), Mattersburg, Herwig Udo Graf, 1976
- Église d'Oberwart (de), Oberwart, Günther Domenig et Eilfried Huth, 1969
- Neue Pfarrkirche Stegersbach (de), Stegersbach, 1974
- Wotrubakirche (de), Vienne, Fritz Wotruba et Fritz Gerhard Mayr, 1976
- Wohnpark Alterlaa, Vienne, Harry Glück et Kurt Hlaweniczka

### Belgique
- Bâtiment CBR, Watermael-Boitsfort, Bruxelles (Constantin Brodzki, 1970)[4]
- Ancien siège social et entrepôts Cinzano, Forest, 1971
- Église Saint-François-d'Assise de Louvain-la-Neuve, Jean Cosse, 1984
- Ancienne bibliothèque des Sciences de Louvain-la-Neuve, André Jacqmain, 1973
- Centre sportif du Sart-Tilman, Liège, Charles Vandenhove et Bruno Albert, 1984
- Restaurant universitaire du Sart Tilman, Liège, André Jacqmain, 1968
- Église Saint-Joseph de Grivegnée (nl)
- Onze-Lieve-Vrouw van Kerselarekapel (nl), Audenarde, Juliaan Lampens, 1965

### Bulgarie

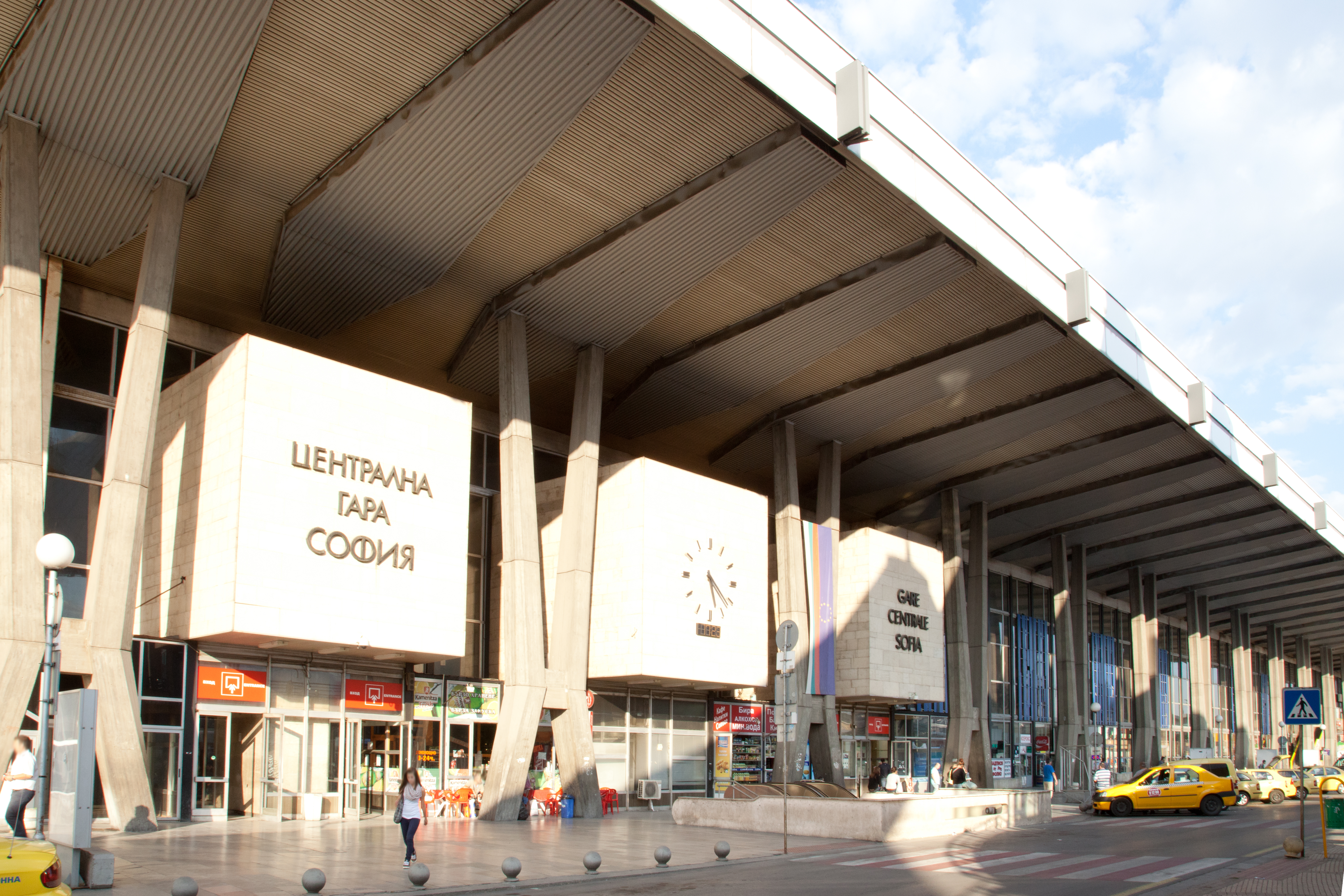
Gare centrale de Sofia (1974), Bulgarie

Palais national de la culture (1981), Sofia, Bulgarie

- Salle Festivalna (Felatival) (1968), Sofia
- Salle Sofia (1968), Sofia
- Blocs Diplomatiques (1973), rue Joliot Curie, Sofia
- Gare centrale de Sofia, Sofia, Bulgarie (1974)
- Monument Kambanite (1979), Sofia
- Palais national de la culture (1981), Sofia
- Monument de Bouzloudja, montagnes des Balkans, Bulgarie (1981)
- Monument aux 1300 ans de la Bulgarie, Shumen (1981)
- Grande volière, ourserie, et autres structures du zoo de Sofia (1982)
- Complexe sportif « Tcherveno zname » (Drapeau Rouge) (1985)
- Bâtiment 2 (« Le Transistor ») de la Maison Internationale des Journalistes, Varna

### Croatie

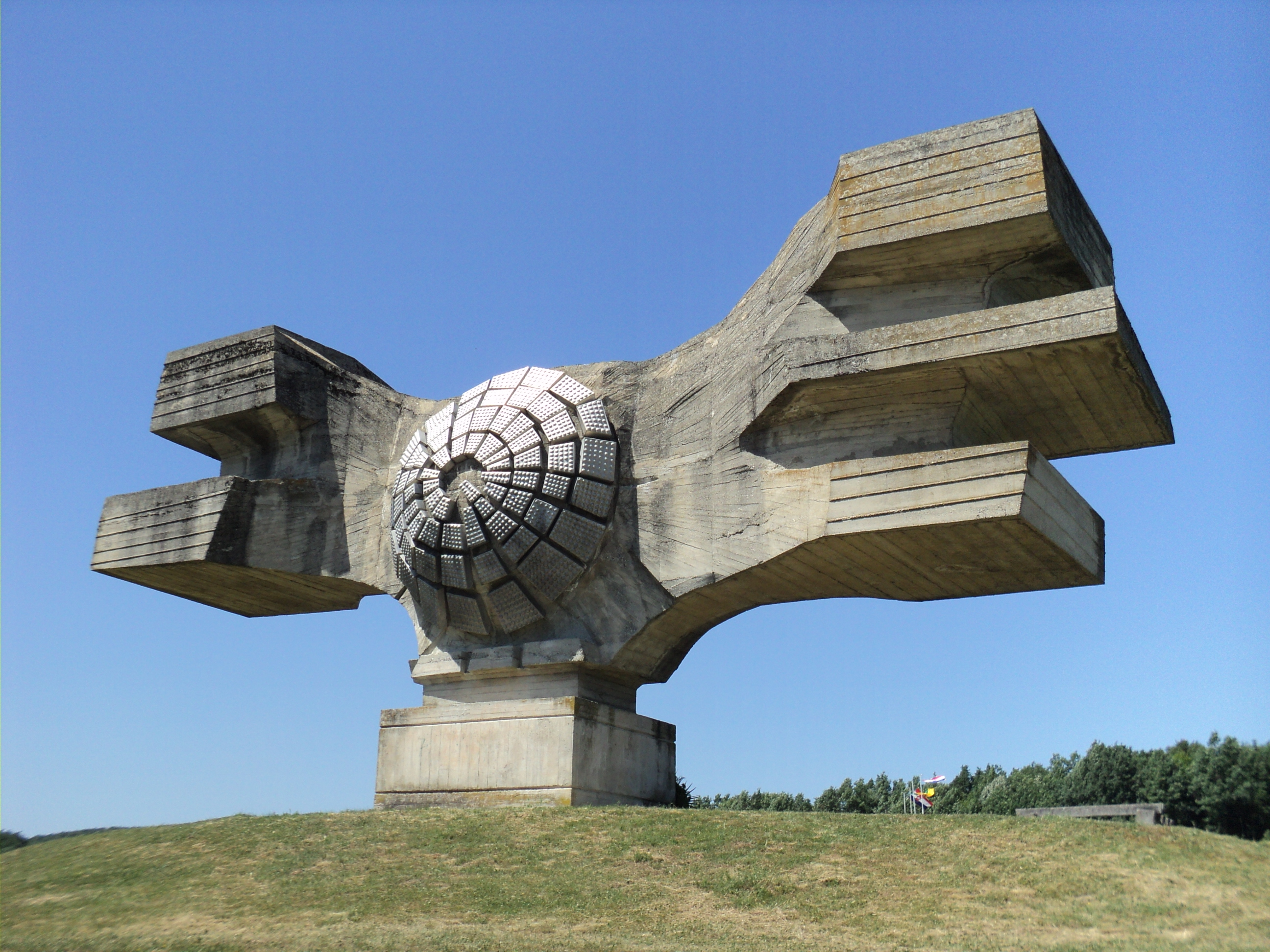
Le Monument à la Révolution est un exemple typique d'architecture brutaliste yougoslave

- Monument à la Révolution, Podgarić, Dušan Džamonja (en), 1967

### Danemark
- Institut Hans Christian Ørsted (en), Copenhague, Danemark, (Eva Koppel, 1955-1962)
- Université technique du Danemark, Kongens Lyngby, Danemark (Eva Koppel, 1961-1975)
- Institut Panum (en), Copenhague, Danemark (Eva Koppel, 1966-1986)

### Espagne
- Torres Blancas, Madrid (1968)

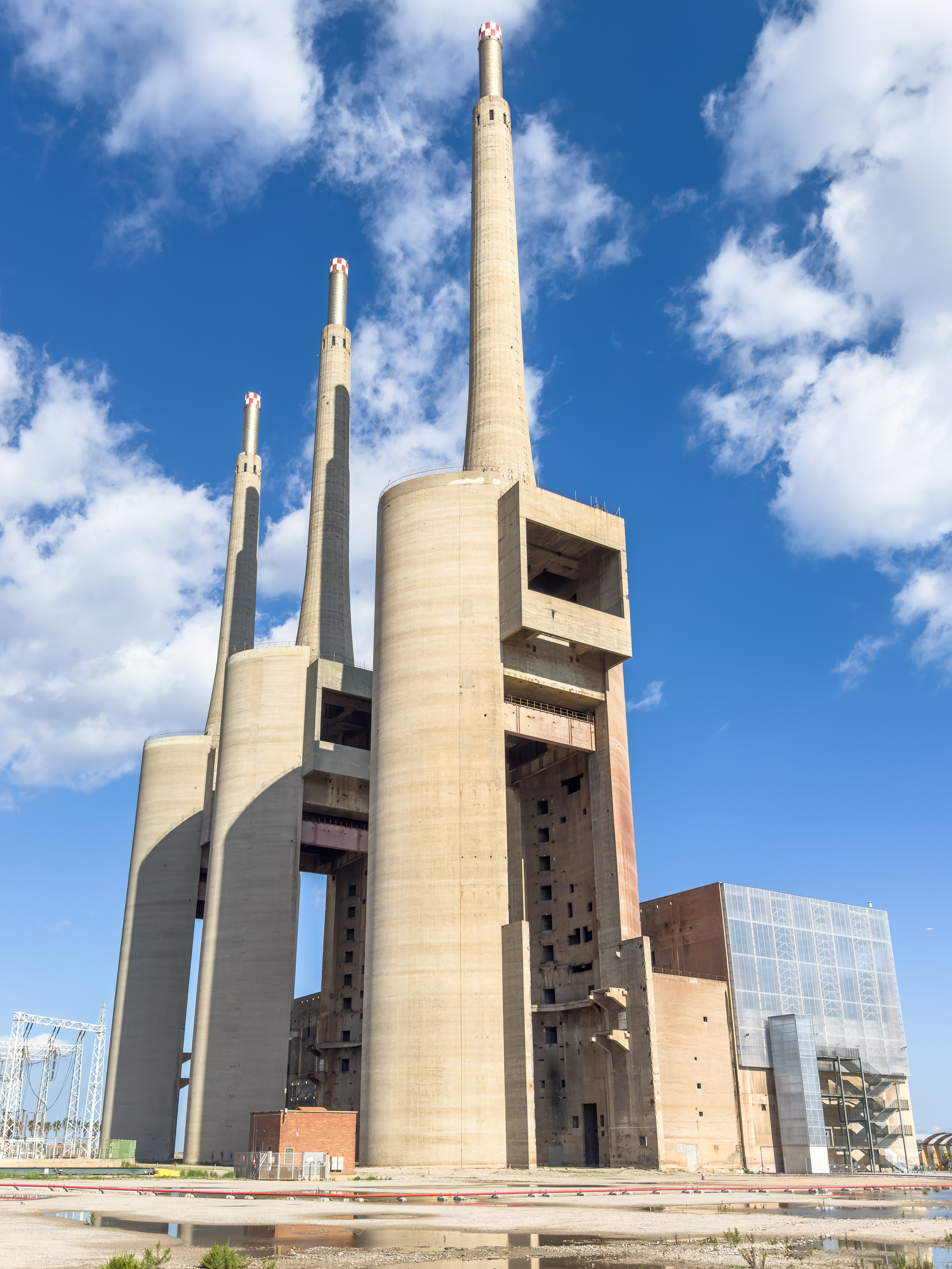
Les Trois Cheminées de Barcelone (Les Tres Xemeneies de Barcelona)

- Facultades de Ciencias Biológicas y Geológicas (Université Complutense de Madrid), Madrid (Francisco Fernández Longoria, 1965-1968)
- Bâtiment Walden 7, Sant Just Desvern - Barcelone (Ricardo Bofill, 1975)
- Facultad de Ciencias de la Información (Universidad Complutense de Madrid), Madrid, (José María Laguna Martínez et Juan Castañón Fariña, 1979)
- Cimetière d'Igualada, Igualada, Enric Miralles et Carme Pinós
- Edifici Colon, Barcelone, Josep Ribas i González, 1970
- Fossar de la Pedrera, Barcelone, Elisabeth Galí i Camprubí, 1985
- Centrale thermique de Badalone-Sant Adrià, Badalone, 1985
- Tunnels de la Rovira, Barcelone, Beth Galí, 1987
- Torre Urquinaona (es), Barcelone, Antoni Bonet Castellana et Bernat Miró Llort, 1971

### Estonie
- Linnahall, Tallinn, Estonie (Raine Karp, Riina Altmäe, 1975-1980)
- Bibliothèque nationale d'Estonie, Tallinn (Raine Karp, 1985–1993)

### Finlande
- Église d'Alava, Kuopio, André Schütz, 1969
- Église de Järvenpää, Erkki Elomaa, 1968
- Musée Sibelius, Turku, Woldemar Baeckman, 1968
- Bâtiment du Musée d'Art moderne d'Espoo, 2006

### France

La Chapelle Notre-Dame-du-Haut construite sur la colline de Bourlémont, à Ronchamp.

- Unité d'Habitation de Marseille (Cité Radieuse), Marseille (Le Corbusier, 1952)
- Maisons Jaoul, Neuilly-sur-Seine (Le Corbusier, 1954-1956)
- Sainte Marie de La Tourette, Lyon (Le Corbusier et Iannis Xenakis, 1960)
- Flaine, France (Conçu par Marcel Breuer, l'ensemble des hôtels, commerces, immeubles d'appartements et bâtiments administratifs de Flaine constitue une unité thématique), achevée en 1969
- Centre National de la Danse, Pantin (1972)
- Auditorium Maurice-Ravel, Lyon (1975)
- Couvent Sainte-Marie de La Tourette, Évreux, Le Corbusier et Pierre Jeanneret, 1960
- IBM La Gaude, La Gaude, Marcel Breuer, 1963
- Église Sainte-Bernadette du Banlay, Nevers, Claude Parent et Paul Virilio, 1966
- Chapelle Notre-Dame du Haut, Ronchamp, Le Corbusier, 1955
- Église Saint-Pierre de Firminy, Le Corbusier, 2006
- Musée Sainte-Croix, Poitiers, Jean Monge, 1974
- Église Sainte-Bernadette d'Angoulême, 1964
- Centre national de la danse, Pantin, Jacques Kalisz, 1965
- Îlot 8 de la ZAC Basilique, Saint-Denis, Renée Gailhoustet, 1986
- « Le Navarre », Tarbes, Edmond Lay, 1973
- Église du Saint-Sépulcre de Roubaix, Marcel Spender, 1962
- Siège syndical de la CGT à Cannes, Michel Brante et Gérard Vollenweider, 1972

### Géorgie

Le palais des mariages de Tbilissi.

- Siège de la Banque de Géorgie, Tbilissi, Zourab Djalagania et Giorgi Tchakhava, 1975
- Palais des mariages, Tbilissi, Victor Djorbenadze (en) et Vazha Orbeladze (en), 1984

### Grèce
- Maison de Radiodiffusion de l'ERT (en) (siège de la Société Hellénique de Radiodiffusion), Athènes, (1969)
- Porto Carras Resort, Chalcidique (Walter Gropius, construit à titre posthume en 1973)
- Faculté de théologie, Université nationale et capodistrienne d'Athènes (L. Kalivites et G. Leonardos), 1976

### Irlande
- « Central Plaza » de Dublin (en) (à l'origine, le bâtiment de la Banque centrale d'Irlande, 1978)
- Tour Phibsborough, Dublin[5]

### Italie

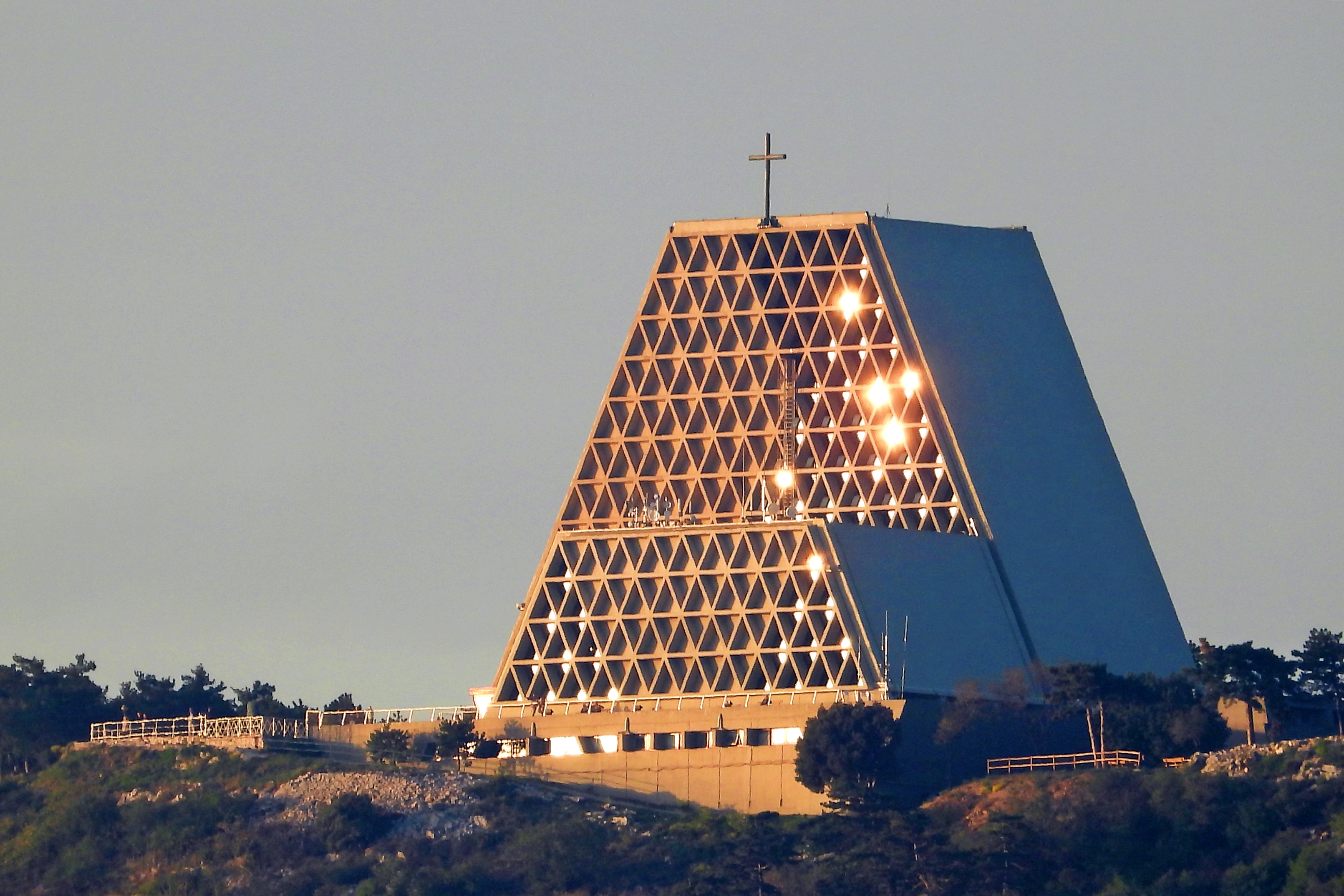
Le Sanctuaire Marie-Mère-et-Reine de Trieste.

- Torre Velasca, Milan (groupe BBPR 1954)
- Hôtel DUPARC Contemporary Suites, Turin (Laura Petrazzini, 1971)
- Ambassade du Royaume-Uni à Rome (en) (Basil Spence, 1968)
- Rozzol Melara (en), Trieste, Carlo et Luciano Celli, 1983
- Sanctuaire Marie-Mère-et-Reine de Trieste, Trieste, Antonio Santin (it) et Antonio Guacci, 1966
- Santuario di Nostra Signora di Fátima a San Vittorino (it), Rome, Lorenzo Monardo, 1979
- Église Saint-Louis-Gonzague de Trieste (it), Dino Tamburini, 1960
- Église Santissimo Nome di Maria, Rome, 1980
- Chiesa di San Giovanni Bono (it), Milan, Arrigo Arrighetti (it), 1980
- Palazzo ENEL (it), Cagliari, Gigi Ghò (it), 1961
- Padiglione della Cassa per il Mezzogiorno (it), Cagliari, Adalberto Libera, 1953
- Torre BBPR (it), Turin, BBPR, 1961
- Basilique-sanctuaire Madonna delle Lacrime, Syracuse, Michel Andrault et Pierre Parat, 1994

### Kosovo
- Monument aux partisans serbes et albanais (en), Kosovska Mitrovica, Bogdan Bogdanović, 1973

### Lituanie
- Palais du Seimas, Vilnius (1980)
- Palais des concerts et des sports de Vilnius (en), Eduardas Chlomauskas, Zigmas Liandzbergis, Jonas Kriukelis, 1971

### Macédoine du Nord

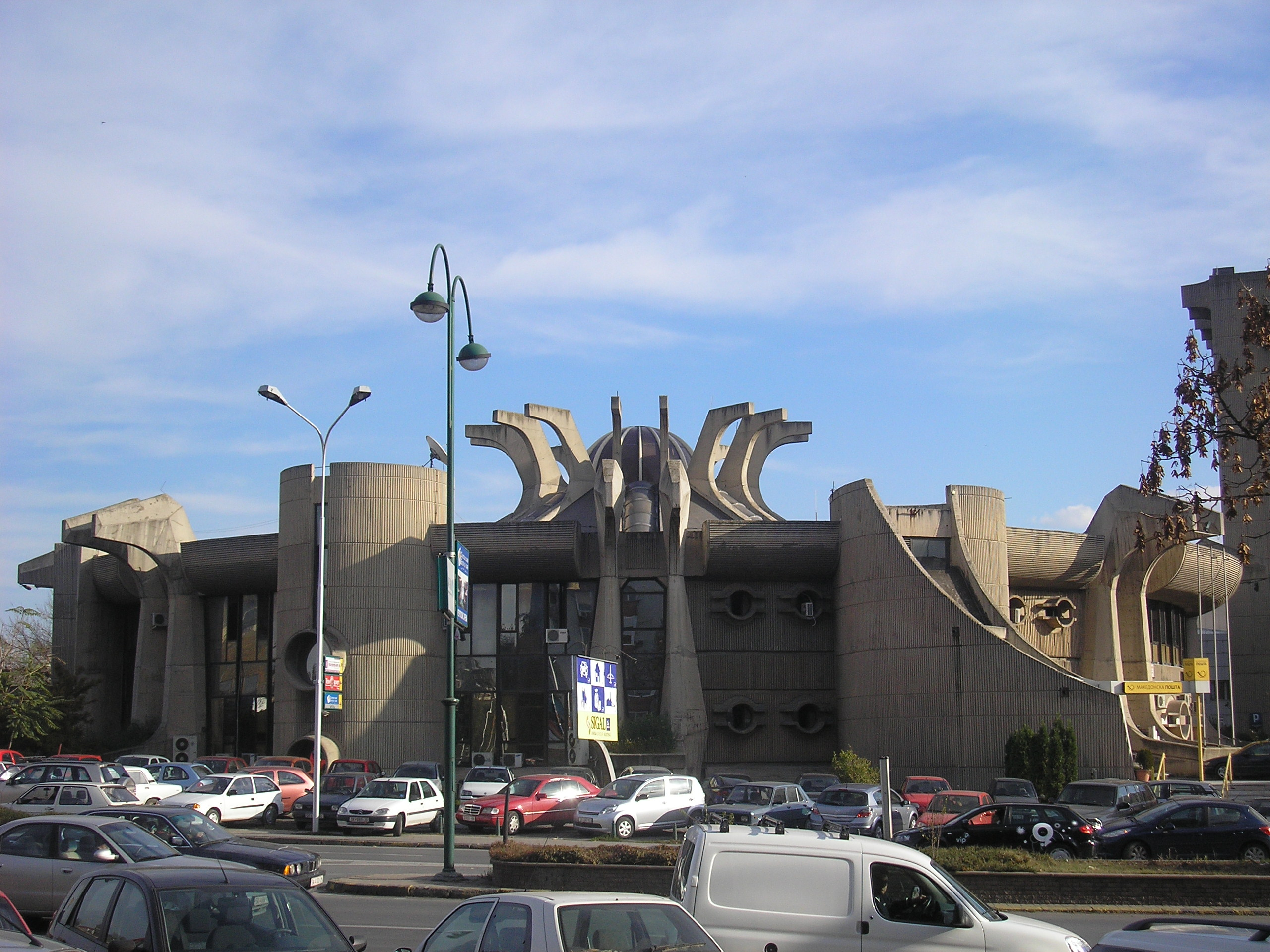
Poste centrale de Skopje

- Bâtiment des Postes de Macédoine du Nord, Skopje, Yakov Konstantinos, 1989

### Malte
- Maison du Parlement (La Valette), Renzo Piano, 2015

### Moldavie

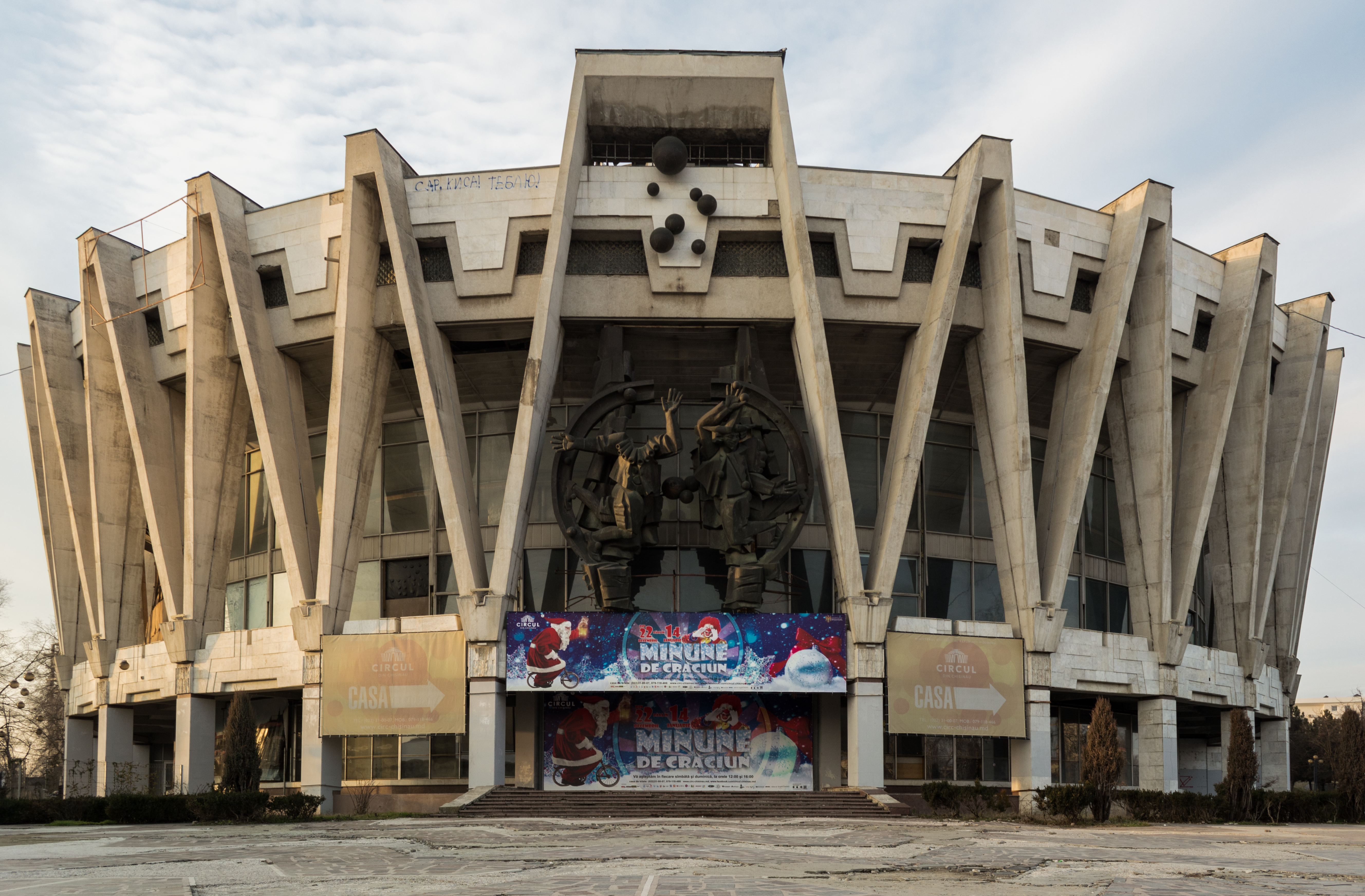
Le bâtiment du cirque d'État de Chișinău

- Ballet de l'Opéra national de Moldavie (en), Chișinău (1980)
- Résidence présidentielle de Moldavie, Chișinău (1987)
- Cirque d'État de Chișinău (ro), Semion Șoihet (ro), Ala Kiritchenko et Anatol Kolotovkine, 1981

### Norvège
- Y-Block (en), Oslo, Erling Viksjø (en), 1970 (démoli en 2020)

### Pays-Bas
- Aula (TU Delft) (nl), Delft, Broekbakema (nl), 1966
- Hoofdgebouw Vrije Universiteit (nl), Amsterdam, Christiaan Nielsen , 1974
- Hofpoort (kantoortoren) (nl), Rotterdam, Piet Zanstra (en), 1976
- Stadhuis van Terneuzen (nl), Terneuzen, Jacob Bakema, 1972
- Sijthoff-gebouw (en), Ryswick, Architectenbureau LIAG, 1981

### Pologne
- Supersam (en), Varsovie (1962)

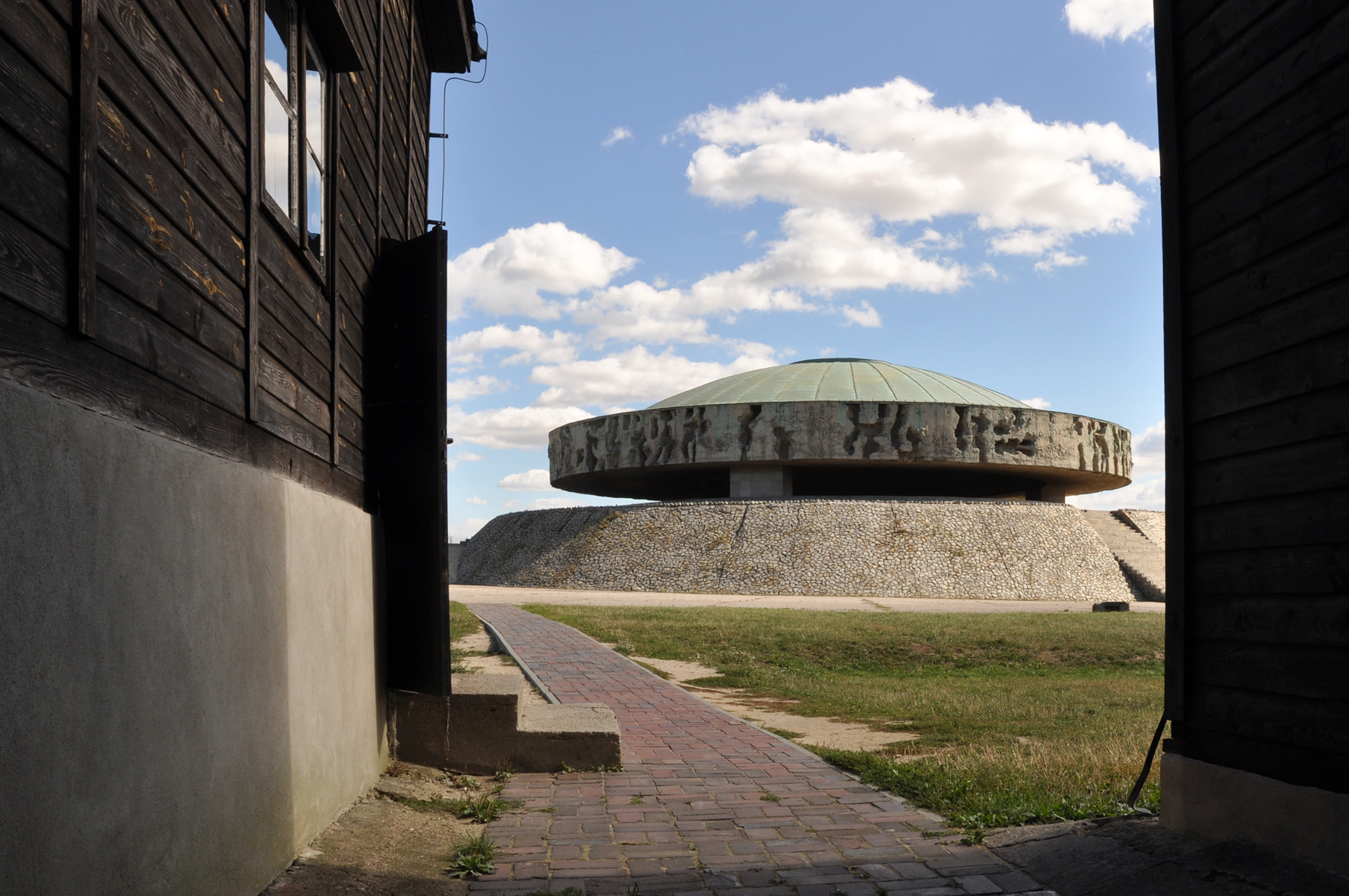
Mausolée du camp de concentration de Majdanek, Pologne

- Młotek, 8 rue Smolna à Varsovie (1964, par Jan Bogusławski, Bohdan Gniewiewski)
- Bunkier Sztuki, Cracovie (Krystyna Tołłoczko-Różyska, Antoni Hajdecki, 1965)
- Mausolée du camp de concentration de Majdanek (Wiktor Tołkin, Janusz Dembek, 1969)
- Spodek, Katowice (1971)
- Gare de Katowice, Katowice (Wacław Kłyszewski, Jerzy Mokrzyński et Eugeniusz Wierzbicki, 1972)
- Hala Olivia, Gdańsk (1972)
- Hotel Forum, Cracovie (Janusz Ingarden, 1978-1989)
- Église de l'Exaltation de la Sainte Croix et de Notre-Dame de la Santé des Malades à Katowice (Henryk Buszko, Aleksander Franta, 1991)
- Gare de Warszawa Powiśle (pl), 1963
- Monument de la Barricade de Septembre (en), Varsovie, Julian Pałka (en), 1979
- Uniwersus (pl), Varsovie, Leszek Sołonowicz (pl), 1980
- Siège de l'Institut National de Silésie (pl), Katowice, Stanisław Kwaśniewicz (pl), 1977

### Portugal
- Palais de Justice, Lisbonne (Januário Godinho et João Andresen, 1970)
- Casino Park Hotel, Funchal (Oscar Niemeyer et Viana de Lima, 1976)
- Musée Calouste-Gulbenkian, Lisbonne, Alberto Pessoa, 1969

### Roumanie
- Palais administratif de Satu Mare (en), Nicolae Porumbescu, 1984
- Palais des Téléphones de Cluj
- Grand Hotel Bucharest (ro), Bucarest, Dinu Hariton, Gheorghe Nădrag, Ion Moscu et Romeo Ștefan Belea (ro), 1971

### Royaume-Uni

#### Angleterre
- Lycée Smithdon (en), Norfolk, Peter et Alison Smithson (1950–1954)
- Extension du département d'architecture de l'Université de Cambridge (en), Colin St John Wilson et Alex Hardy avec la participation des étudiants de l'université (1959)
- Weeks Hall, Imperial College London, Sheppard Robson and Partners (1957–58)
- Park Hill, Sheffield, Ivor Smith et Jack Lynn (1957–60)
- Les ruches, St John's College, Oxford, Michael Powers d'Architects' Co-Partnership (1958-1960)
- Crescent House Golden Lane Estate, Londres, Chamberlin, Powell et Bon (1958–62)
- Falmer House, Université du Sussex, Basil Spence (1960–62)[6]
- Ringway Centre (en), Birmingham, James Roberts (1962)[7]
- Pont de Kingsgate (en), am, Ove Arup (1963)

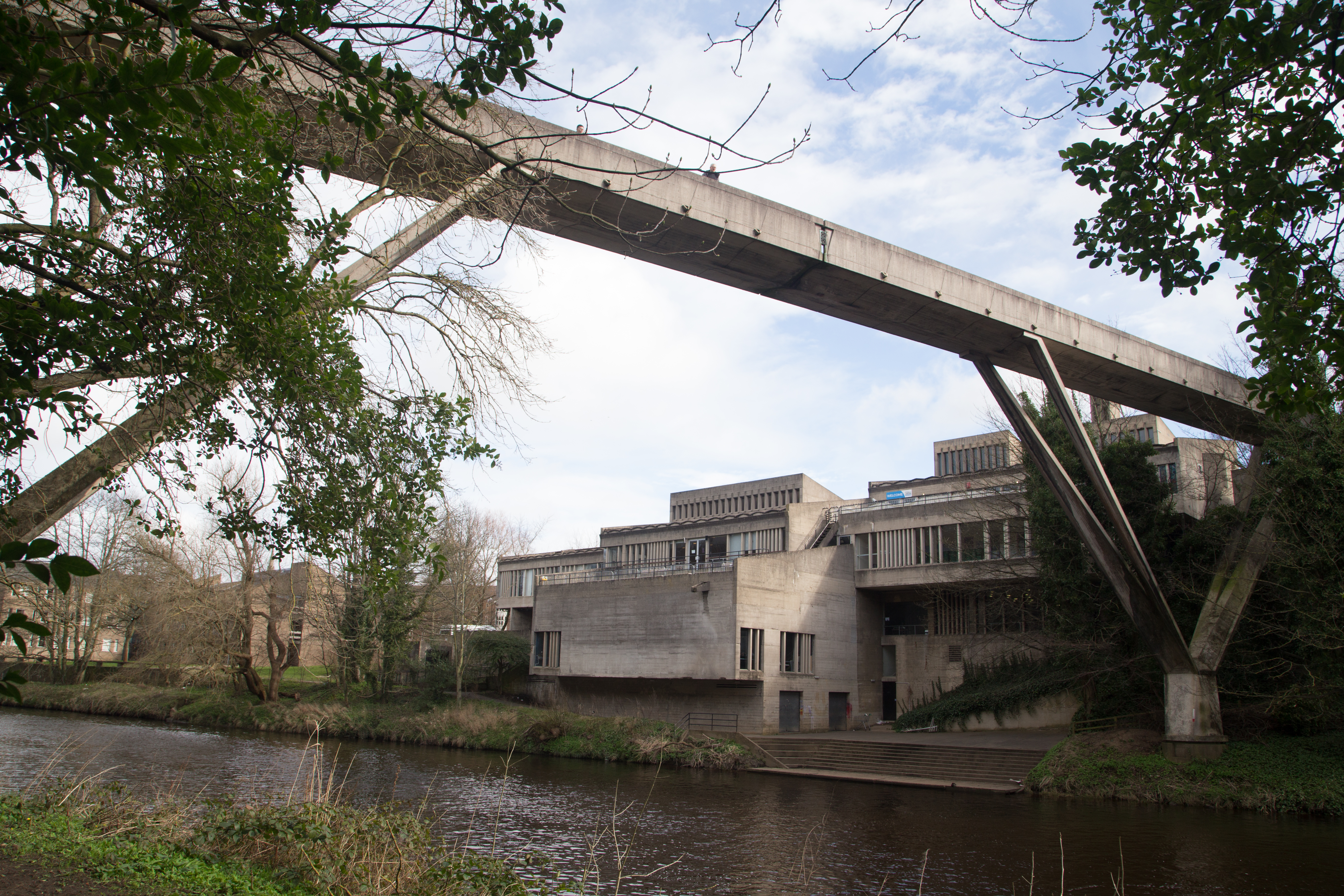
Pont Kingsgate et Dunelm House, à Durham, Royaume-Uni

- Cathédrale Saints-Pierre-et-Paul de Clifton, Bristol, Percy Thomas Partnership, 1973
- Eros House (en), Londres, Owen Luder et Rodney Gordon, 1962
- The Economist Building (en), Londres, Alison et Peter Smithson, 1964
- Queen Elizabeth Hall, Londres, Hubert Bennett, 1968
- Hayward Gallery, Londres, Norman Engleback, 1968
- Balfron Tower, Londres, Ernő Goldfinger, 1970
- Trellick Tower, Londres, Ernő Goldfinger, 1970
- Glenkerry House, Londres, Ernő Goldfinger, 1970
- Barbican Centre, Londres, 1955–1982
- Bâtiment The Teaching Wall de l'Université d'East Anglia, Norwich, Denys Lasdun, 1962
- Gare routière de Preston, Keith Ingham, 1969
- Robin Hood Gardens, Londres, Alison et Peter Smithson, 1972
- Centre Point, Londres, George Marsh et Richard Seifert, 1966

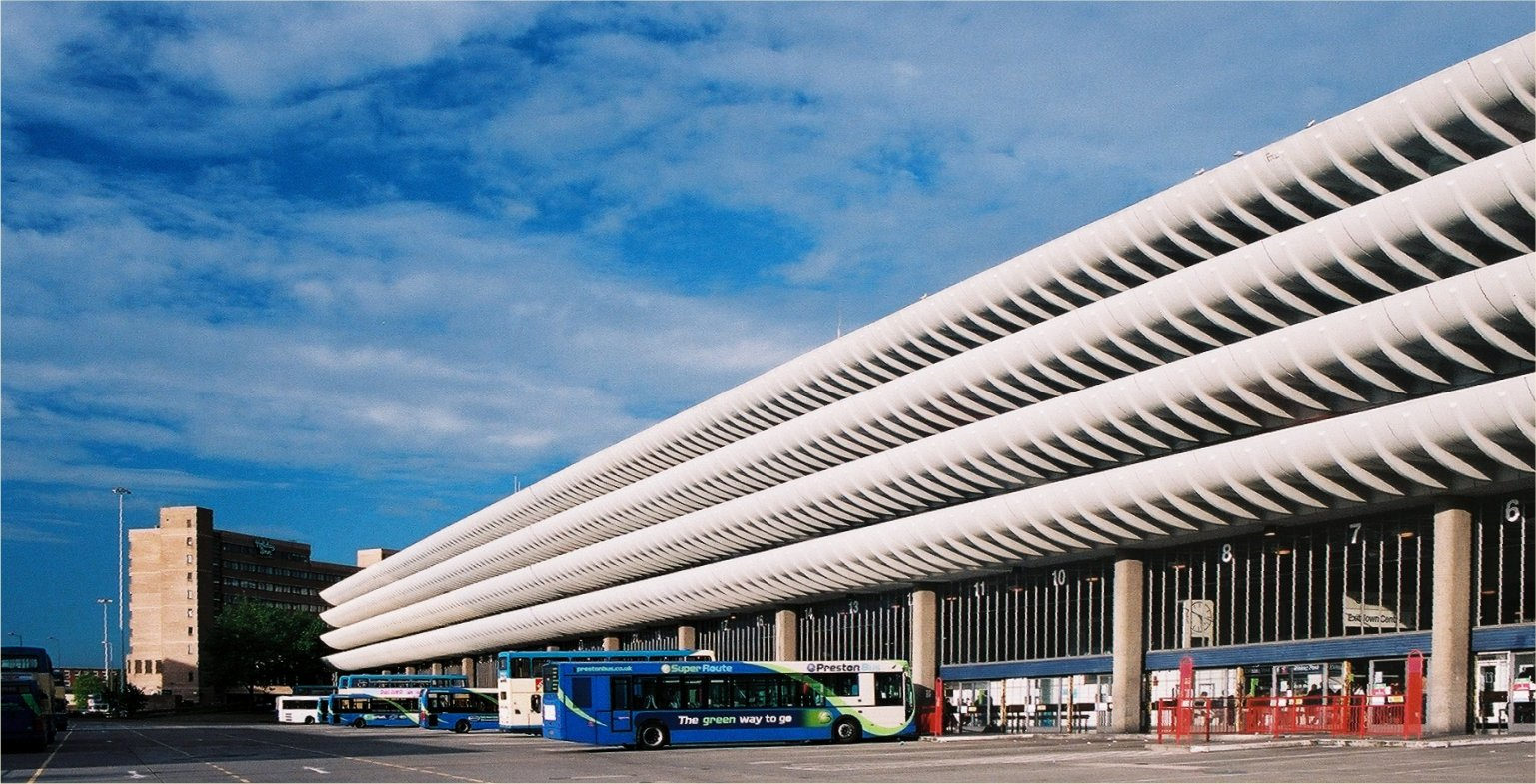
Gare routière de Preston

#### Écosse
- Cables Wynd House (en), Leith (1962)
- Stade de football de Netherdale, Galashiels, Scottish Borders (Peter Womersley, 1963)
- Centre Cumbernauld (en), Cumbernauld (1963-1967) ; démoli en 2022
- Séminaire Saint-Pierre, Cardross (Gillespie, Kidd &amp; Coia 1966)
- Aéroport de Glasgow-Abbotsinch, Paisley (Basil Spence, 1966)
- Andrew Melville Hall (en), St Andrews (James Stirling, 1968)

#### Irlande du Nord
- Musée d'Ulster, Jardins botaniques, Belfast (1964–1972)

#### Pays de Galles
- Bâtiments de la Couronne, Cathays Park, Cardiff (1979)

### Russie

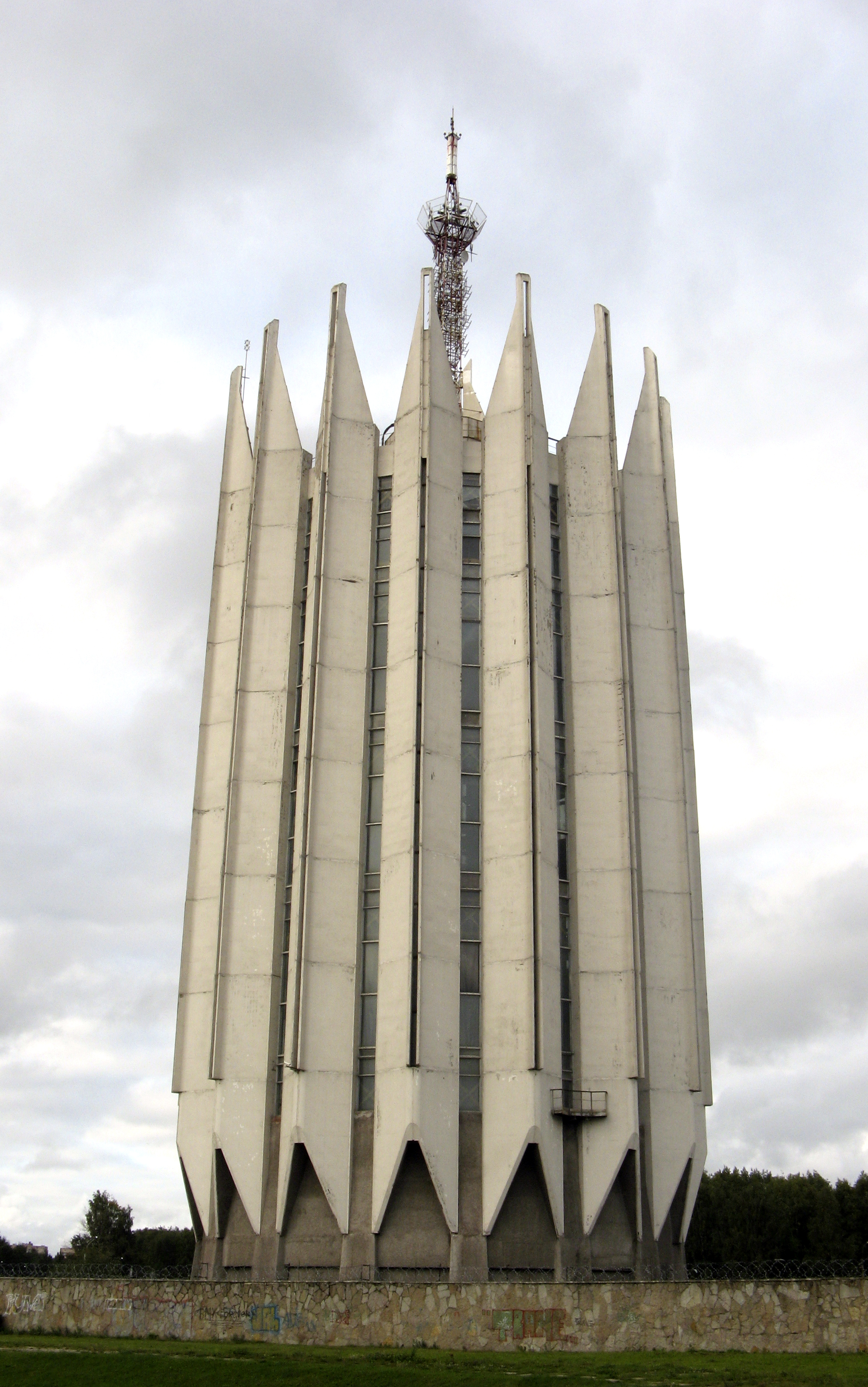
Centre de robotique et de cybernétique.

- Siège de RIA Novosti, ancien centre de presse des Jeux olympiques d'été de 1980, Moscou (1976-1979)
- Bâtiment TASS, Moscou, V. S. Egerev, 1977
- Maison des Soviets (Kaliningrad), 1985
- Théâtre de Novgorod
- Maison des aviateurs (ru), Moscou, André Dimitrevitch Mayerson (ru), 1978
- Maison-bateau de Moscou (ru), Vladimir Davidovitch Babad (ru) et Vsévolod Léonidovitch Voskresenski (ru), 1986
- Micro-quartier de Severnoïé Tchertanovo (ru), Moscou, Mikhaïl Possokhine, 1975
- Gare ferroviaire de Tver (ru), V. I. Kouznetsov
- Ascenseur expérimental de Samara (ru), Valentin Smirnov, Nikolaï Degtyarev et Mikhaïl Koltchine, années 1970
- Centre scientifique national russe de robotique et de cybernétique technique (en), Saint-Pétersbourg, 1981

### Serbie

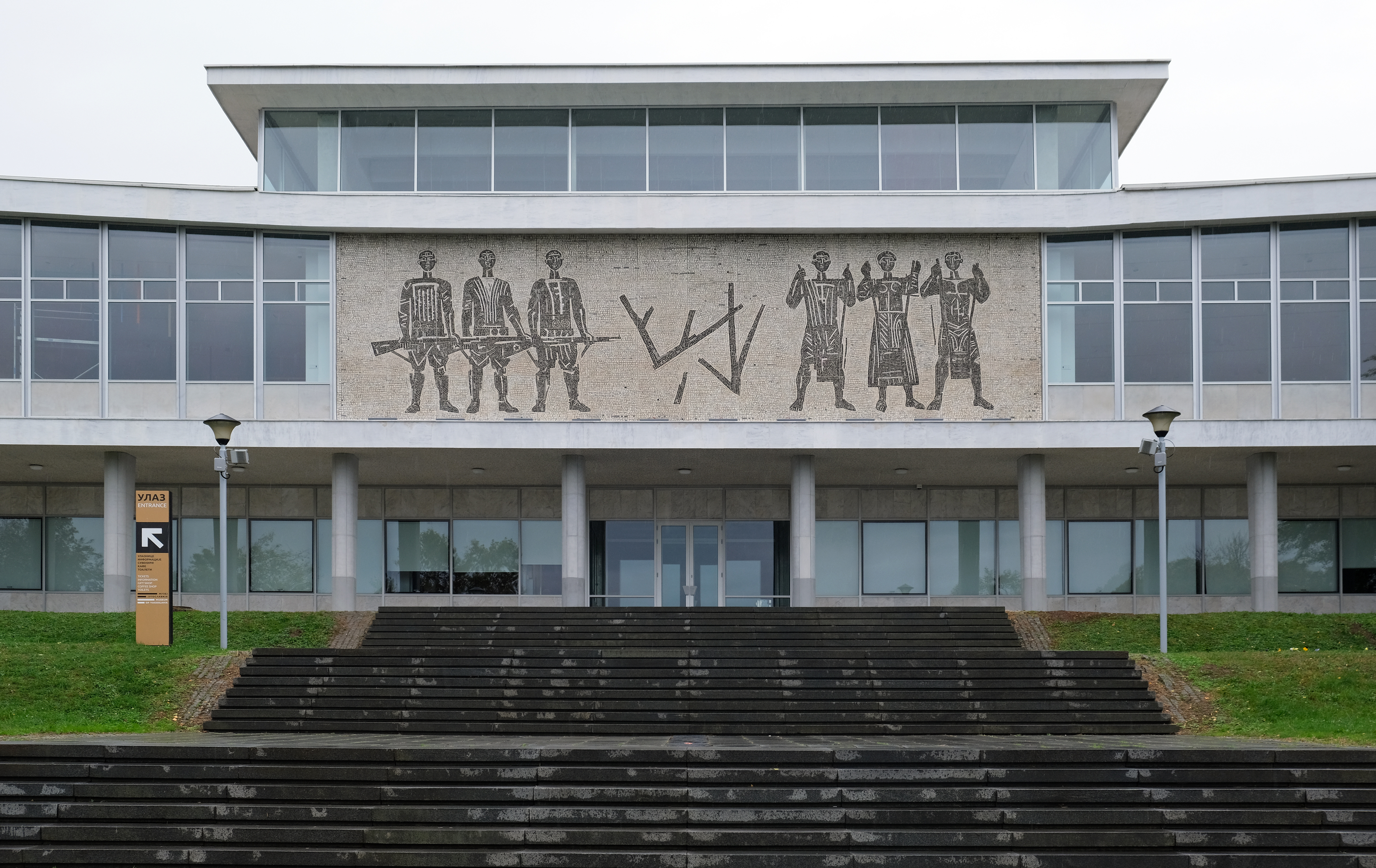
Entrée du Musée d'histoire de la Yougoslavie à Belgrade

- Novobeogradski blokovi (blocs 22, 23, 28, 30, 61, 62, 63), Belgrade (1948-1990)
- Musée de la Yougoslavie, Belgrade (1962)
- Bâtiment Toblerone, Belgrade (1963)
- Tour Avala, Belgrade (1965 ; 2009)
- Hôtel de ville de la nouvelle ville de Belgrade (1967)
- 25 mai Sportcenter, Belgrade (1975)
- Porte Est de la Ville, Belgrade (en) (1976)
- Tribunal départemental, Požarevac (1976)
- Porte Ouest de la Ville, Belgrade (1977)
- Tribunal départemental de Sremska Mitrovica (1979)
- Hôtel Zlatibor, Užice (1981)
- Tour Genex, Belgrade, Mihajlo Mitrović, 1980

### Suède
- Villa Göth (en), Uppsala (Bengt Edman et Lennart Holm, 1950)
- Kaknästornet, Stockholm, Hans Borgström et Bengt Lindroos, 1967
- Högsbo kyrka (sv), Göteborg, Bror Thornberg et Thorsten Roos, 1966
- Église Saint-Marc de Stockholm, Sigurd Lewerentz, 1960
- Villa Delin (sv), Djursholm, Léonie Geisendorf
- Norrköpings stadsbibliotek (sv), Norrköping, Sten Samuelson (en), 1972

### Suisse

Escalier au centre du bâtiment principal de l'Université de Saint-Gall, 1963

- Université de Saint-Gall, Campus Rosenberg, Saint-Gall (Walter Maria Förderer, 1957-1963)
- Bâtiment thermal 7132 des Thermes de Vals, Vals (Peter Zumthor, 1993–1996)
- Fondation Suisse pour la Recherche Médicale (La Tulipe), Genève (Jack Bertoli, 1976)
- Schulhaus Grono (de), Grono, Raphael Zuber, 2011
- Oberstufenschulhaus Paspels (en), Paspels, Valerio Olgiati, 1998
- Église réformée d'Effretikon, Illnau-Effretikon, Ernst Gisel (de), 1961

### Tchéquie
- Hotel Thermal (de), Karlovy Vary, Věra Machoninová et Vladimir Machonin, 1977
- Transgas (it), Prague, Václav Aulický, Jiří Eisenreich, Ivo Loos, Jindřich Malátek, 1978
- Bâtiment du magasin Kotva, Prague, Věra Machoninová et Vladimir Machonin, 1975
- Dům bytové kultury (cs), Prague, Věra Machoninová et Vladimir Machonin, 1981

### Turquie
- Bâtiment de l'Université technique du Moyen-Orient, Ankara, Altuğ Çinici et Behruz Çinici, 1963
- Hilton Istanbul Bosphorus (en), Istanbul, Skidmore, Owings and Merrill, Sedat Hakkı Eldem (en) et Gordon Bunshaft, 1955

### Ukraine

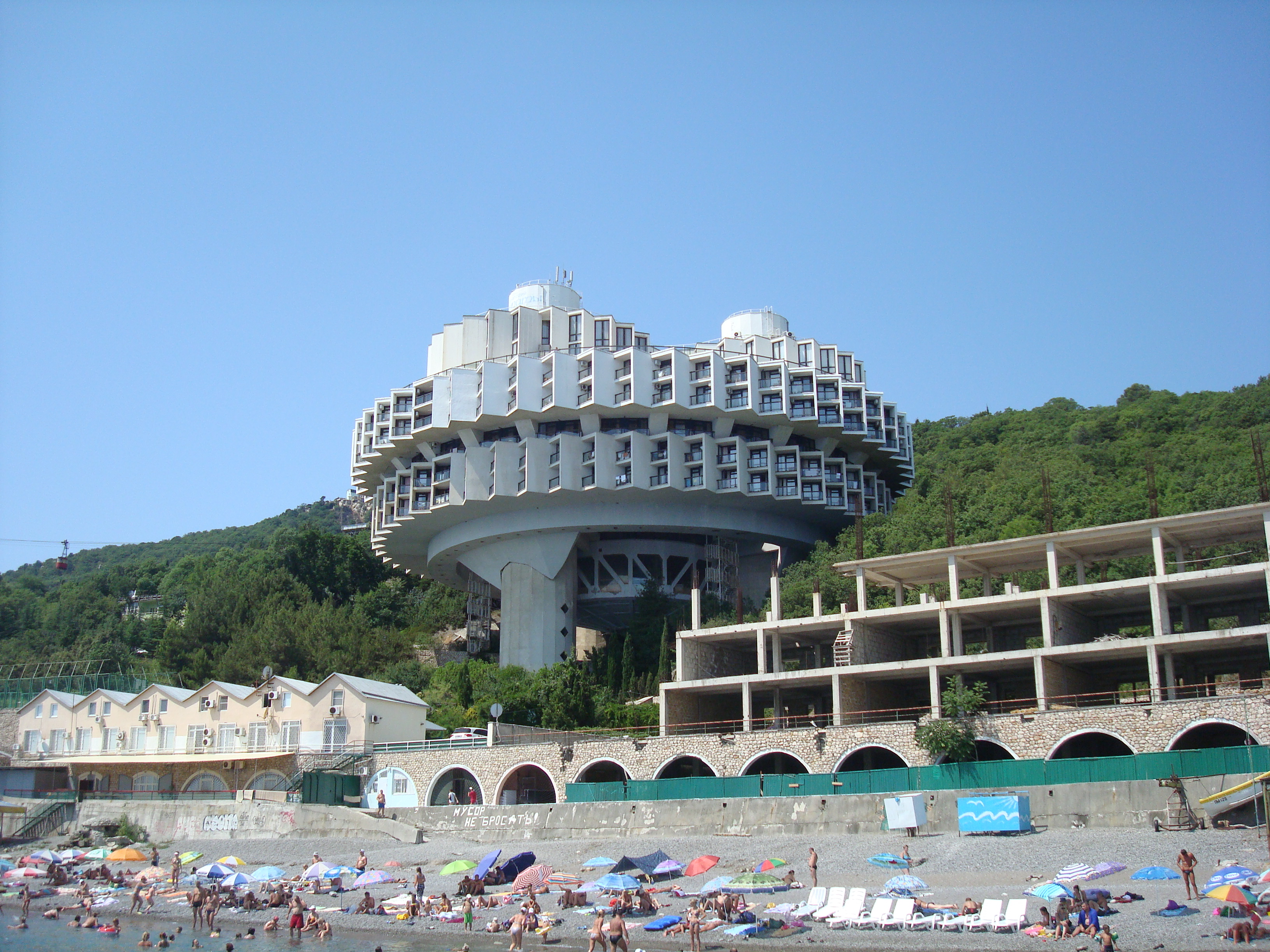
Pension « Droujba » à Yalta, en Crimée

- Pension « Droujba », Yalta, Igor Vassilevski, 1985

## Océanie

### Australie

Carillon national d'Australie

- Council House, Perth (Howlett and Bailey Architects, 1962)
- Université Macquarie, Sydney (1964)
- Bibliothèque de l'Université Macquarie (en), Sydney (1967-1978)
- Centre de natation Harold Holt Memorial (en), Melbourne, Victoria (Kevin Borland et Daryl Jackson, 1969)
- Llewellyn Hall (en), Canberra (Daryl Jackson et Evan Walker, 1970)
- Carillon national, Canberra (Cameron, Chisholm & Nicol, 1970)
- Bureaux Cameron (en), Canberra (John Andrews, 1972)
- Salle de concert de Perth (en) (Howlett and Bailey Architects, 1973)
- Bâtiment de biochimie G08, Université de Sydney (1973)
- Abribus en béton à Canberra (en), (Clem Cummings, 1975 au début des années 1990)
- École de commerce Curtin, Université de technologie Curtin, Perth
- Bâtiment Sirius (en), Sydney (1978-1979)
- Bâtiment de la Haute Cour d'Australie, Canberra (Edwards Madigan Torzillo et Briggs, 1980)
- Tour UTS (en), Université de Technologie, Sydney (1979)
- Galerie nationale d'Australie, Canberra (James Johnson Sweeney et James Mollison, 1982)
- Centre des arts du spectacle (en), Geelong (1983)
- Centre culturel du Queensland (en), Brisbane (1985)

### Nouvelle-Zélande

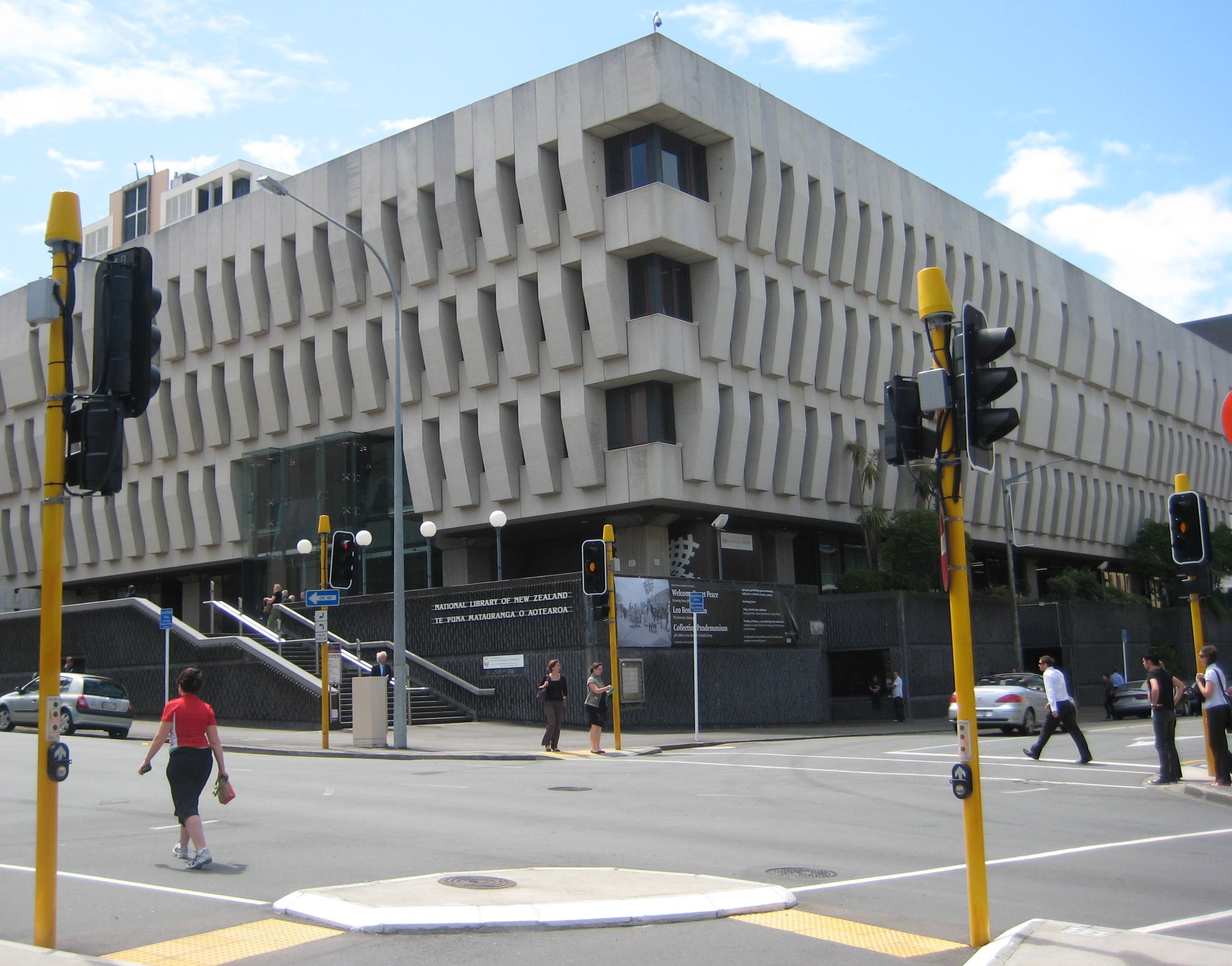
Bibliothèque nationale de Nouvelle-Zélande

- La piscine de Moana (en), Dunedin (1964)
- Collège de Christchurch (en), Christchurch (Sir Miles Warren, 1964)
- Tribunal de district d'Alexandra, Alexandra (1972)
- Théâtre Hannah, Wellington (James Beard, 1973)
- Bâtiment Puaka–James Hight (en), Université de Canterbury, Christchurch (1974)
- Bâtiment Richardson, Université d'Otago, Dunedin (Ted McCoy, 1979)
- Hôpital public de Dunedin (en), Dunedin (1980)
- Bâtiment de la Bibliothèque nationale de Nouvelle-Zélande, Wellington, 1965

## Galerie

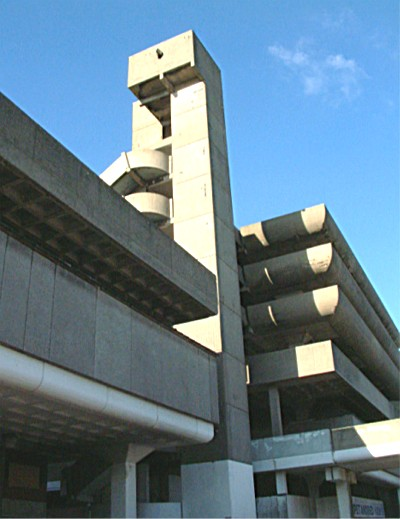
Tricorn Centre (en), Royaume-Uni
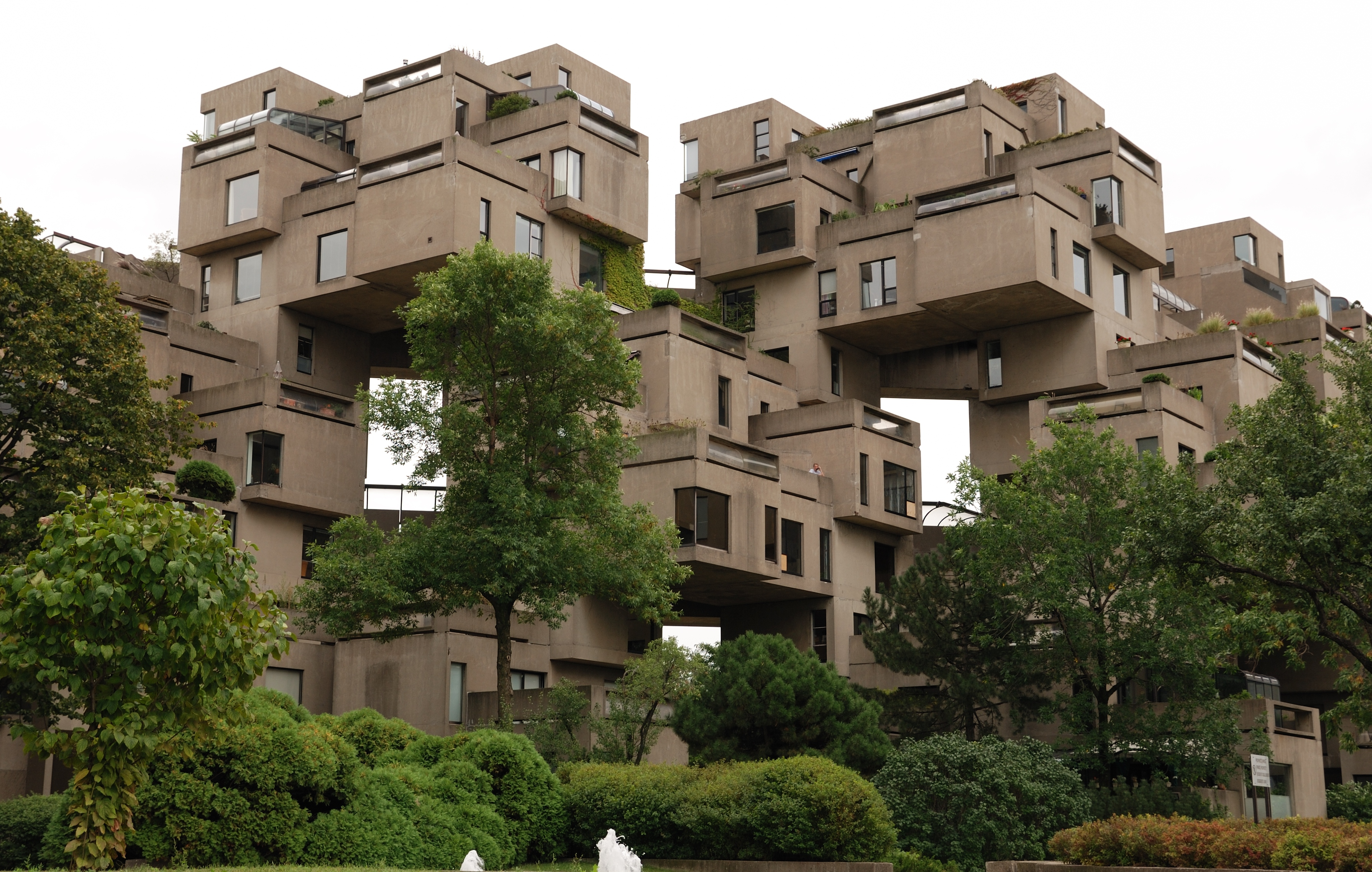
Habitat 67, Montréal, Canada
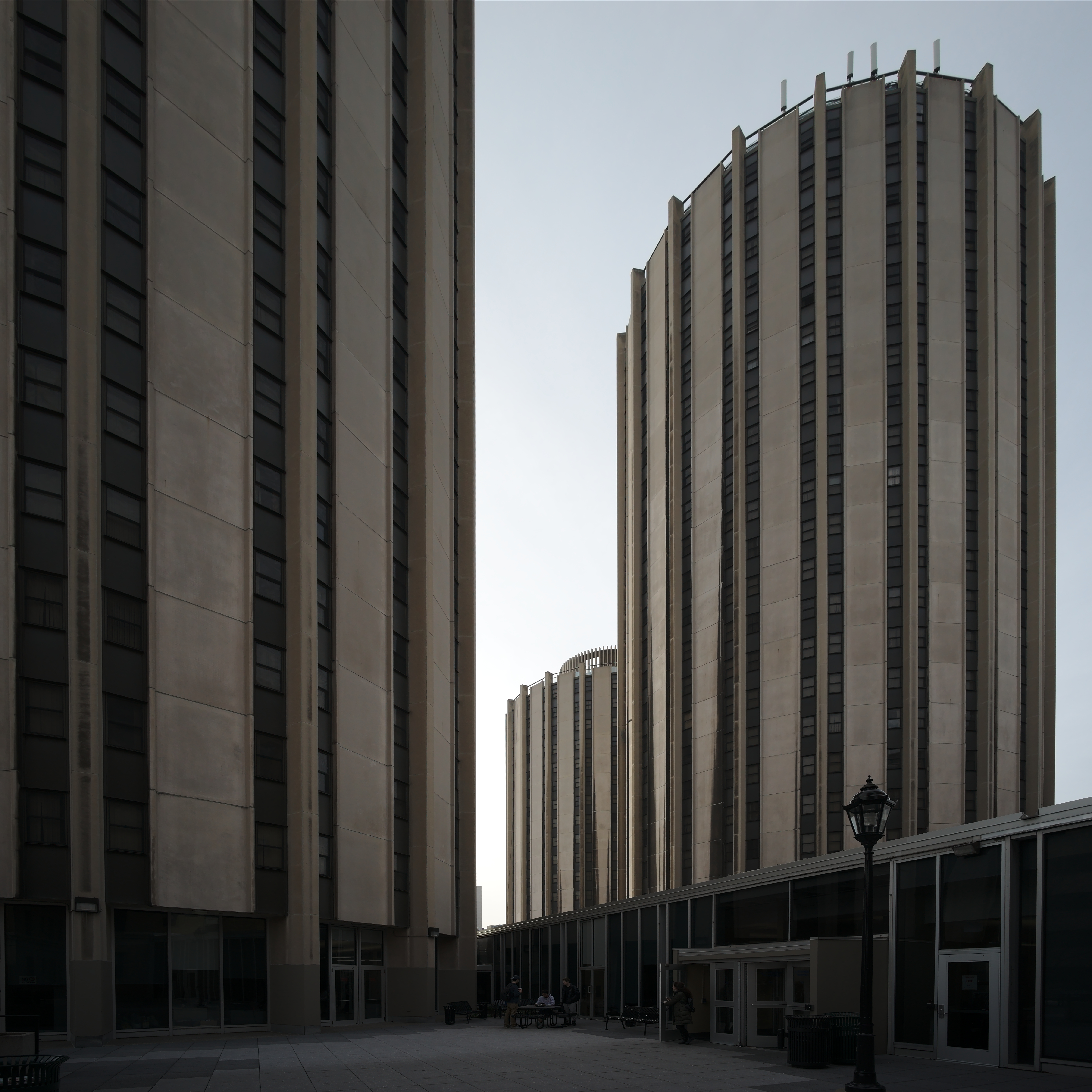
Litchfield Towers (en), États-Unis
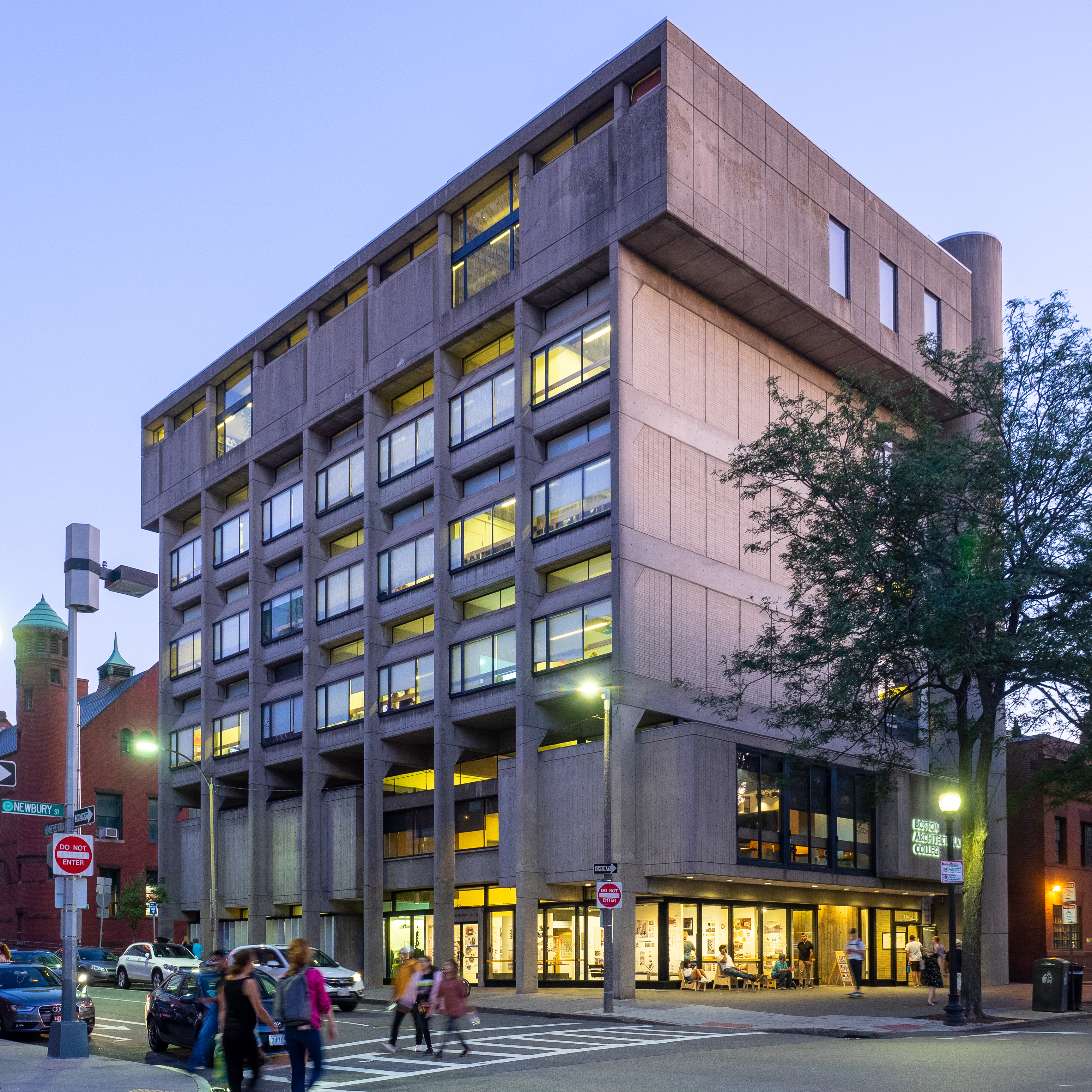
320 Newbury Street (en) (École d'architecture de Boston (en)), États-Unis
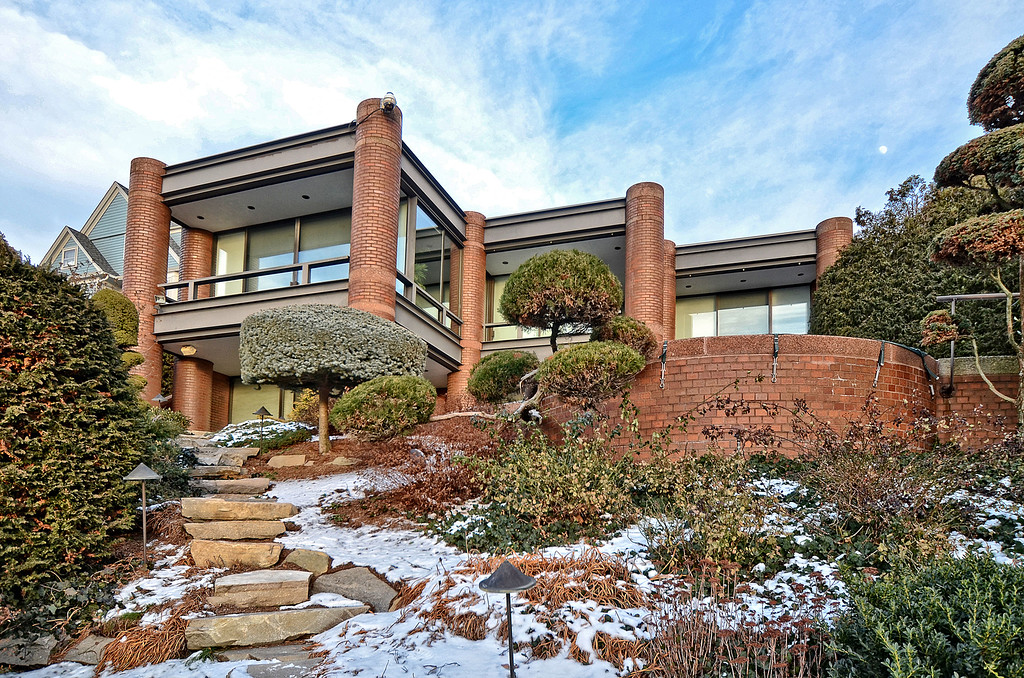
Huygens & Tappe, Providence (États-Unis)
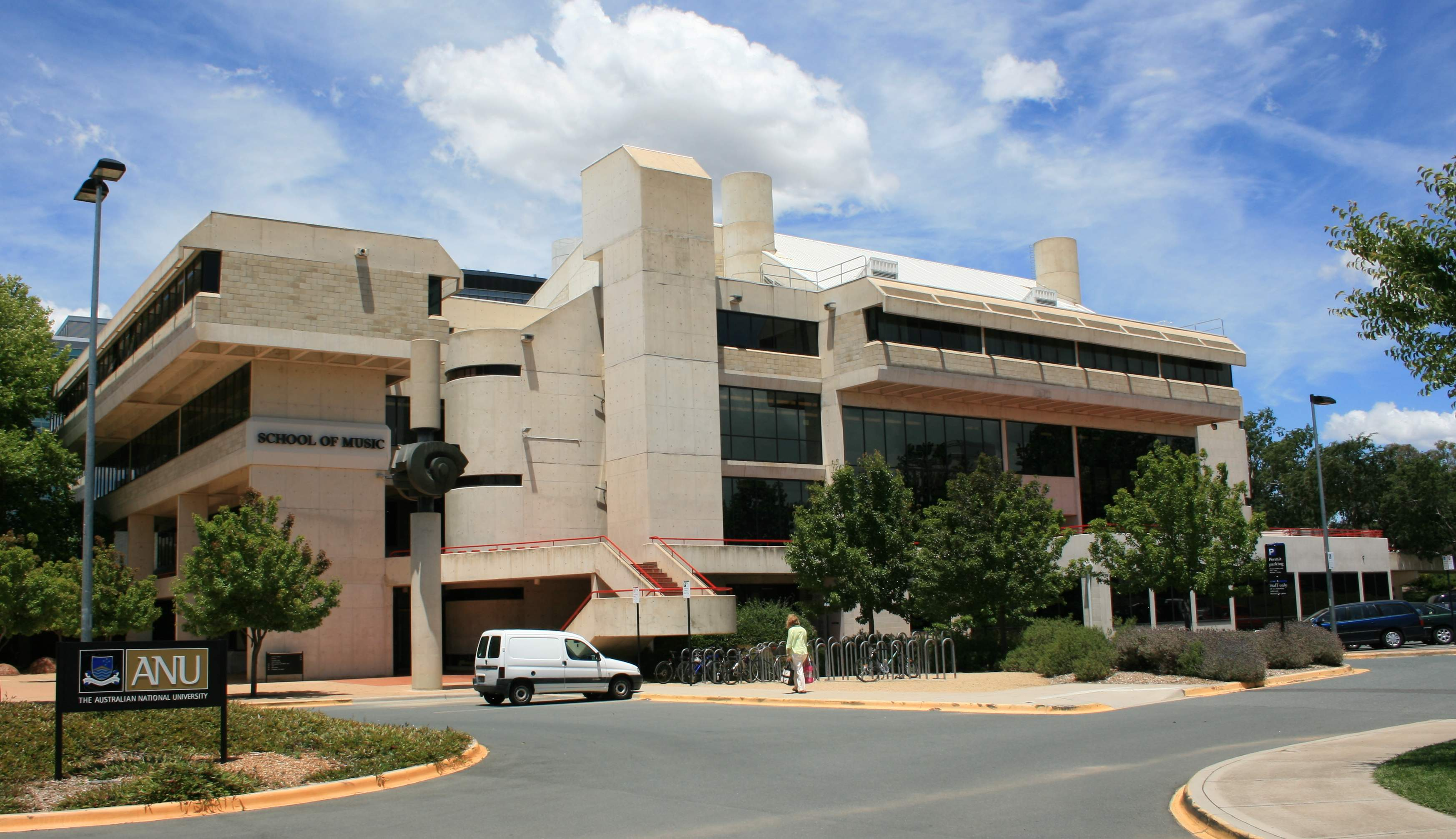
Llewellyn Hall, Canberra, Australie
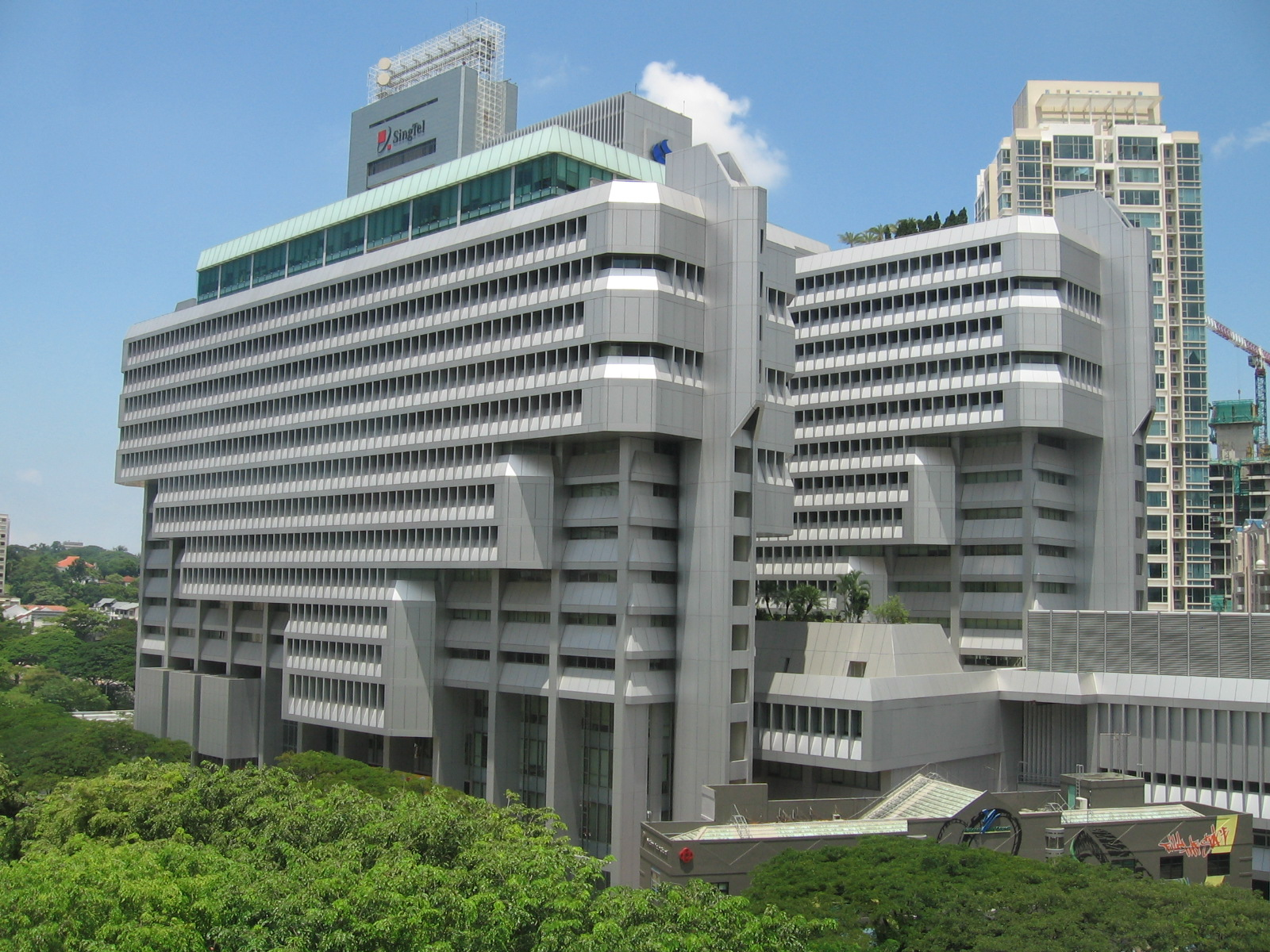
111 Somerset (en), Singapour
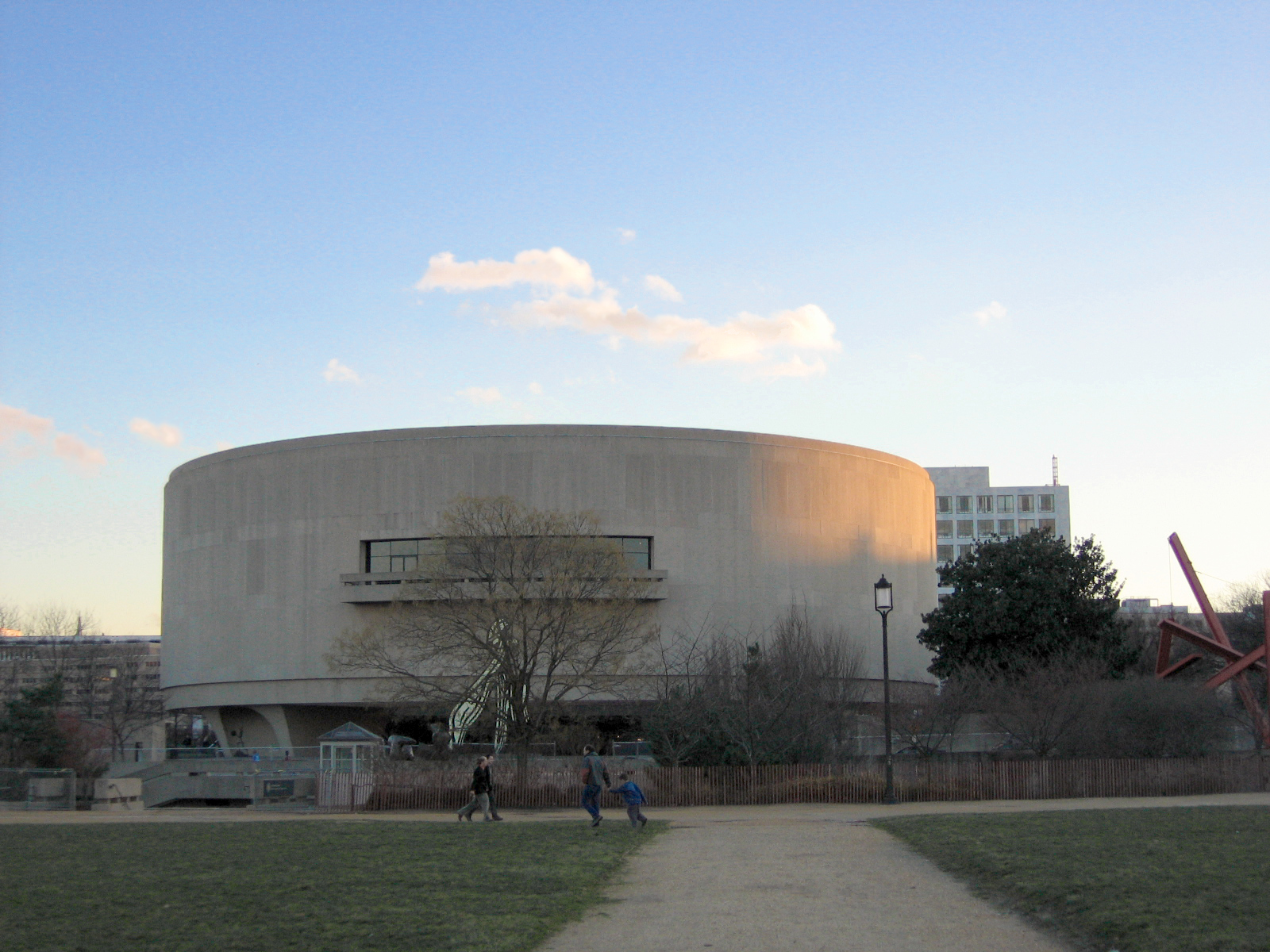
Hirshhorn Museum and Sculpture Garden, Washington DC, États-Unis (1974)
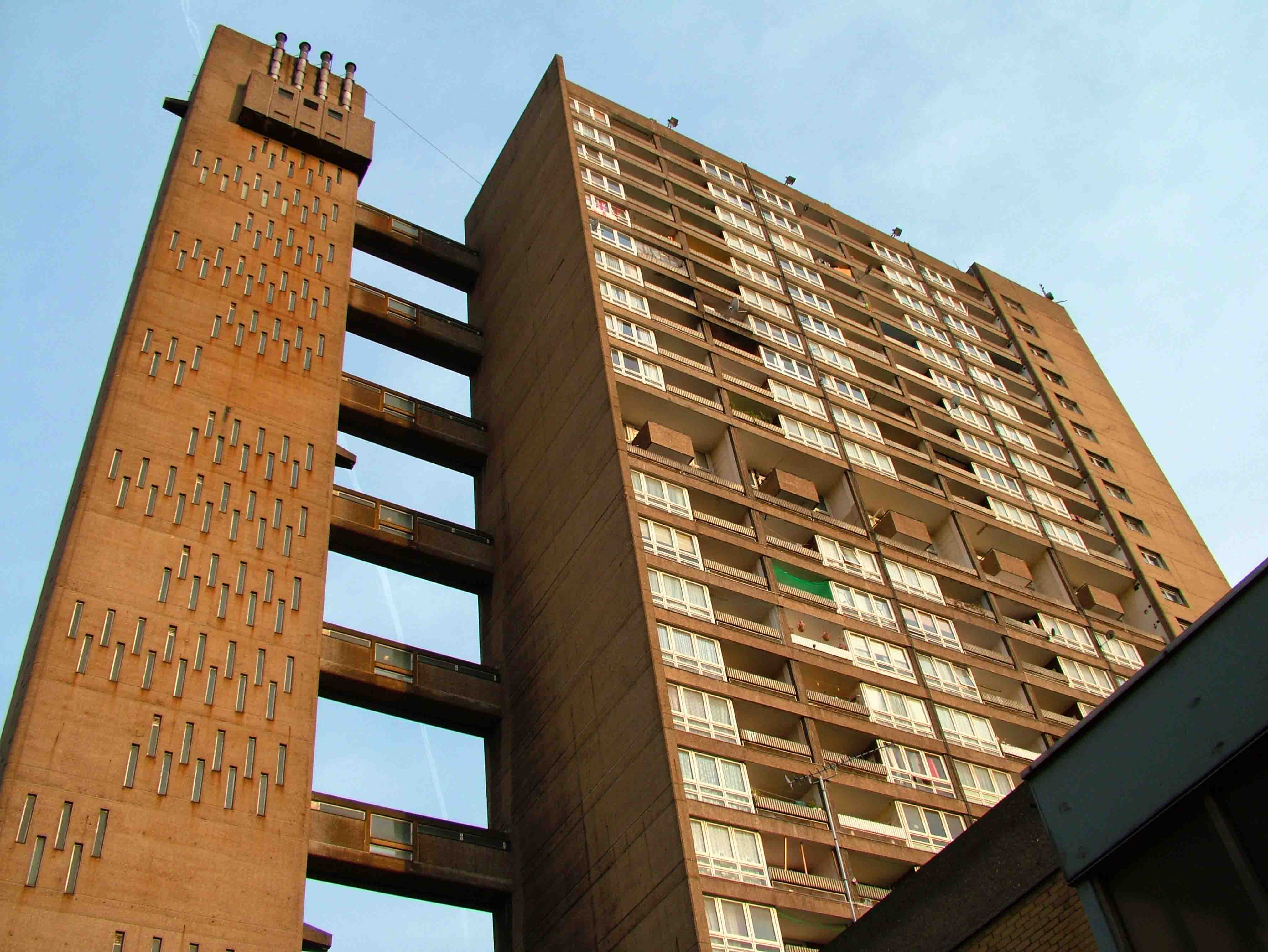
Balfron Tower, Londres, Royaume-Uni
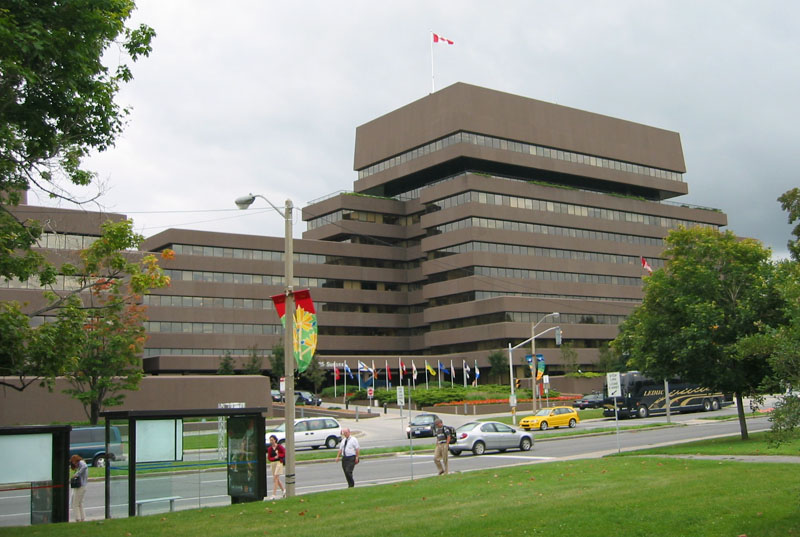
Lester B. Pearson Building (en), Ottawa, Canada
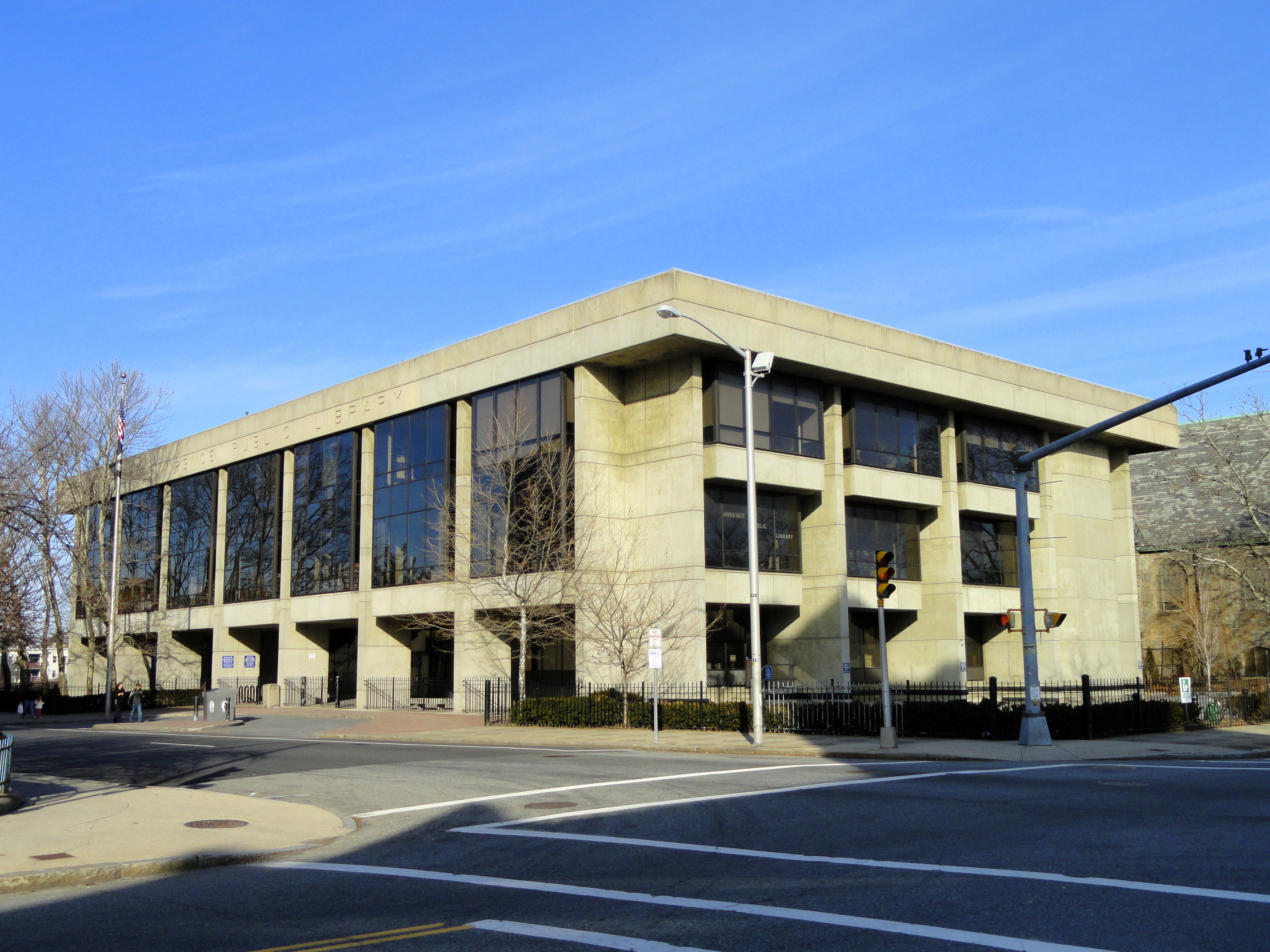
Lawrence Public Library (en), Lawrence, États-Unis
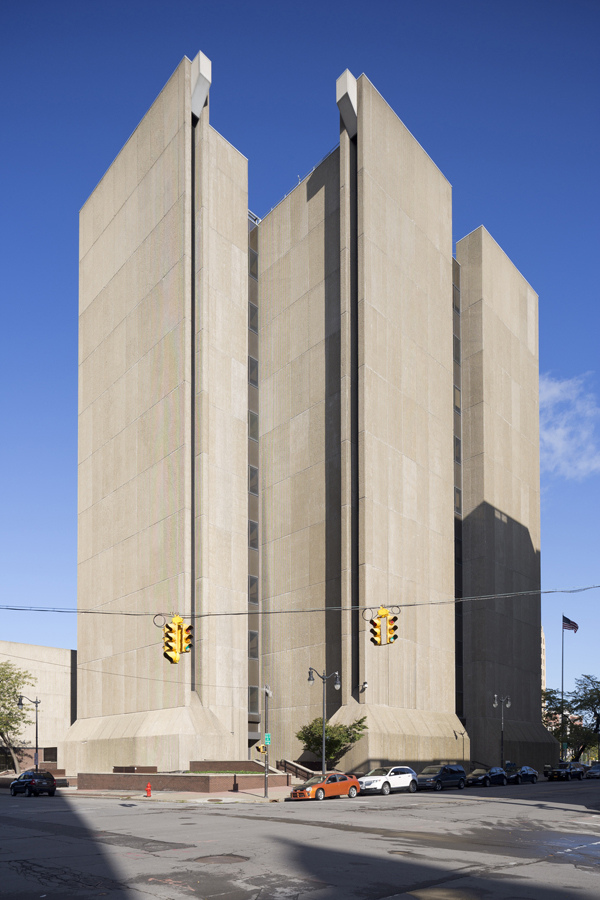
Buffalo City Court Building (en), Buffalo, États-Unis
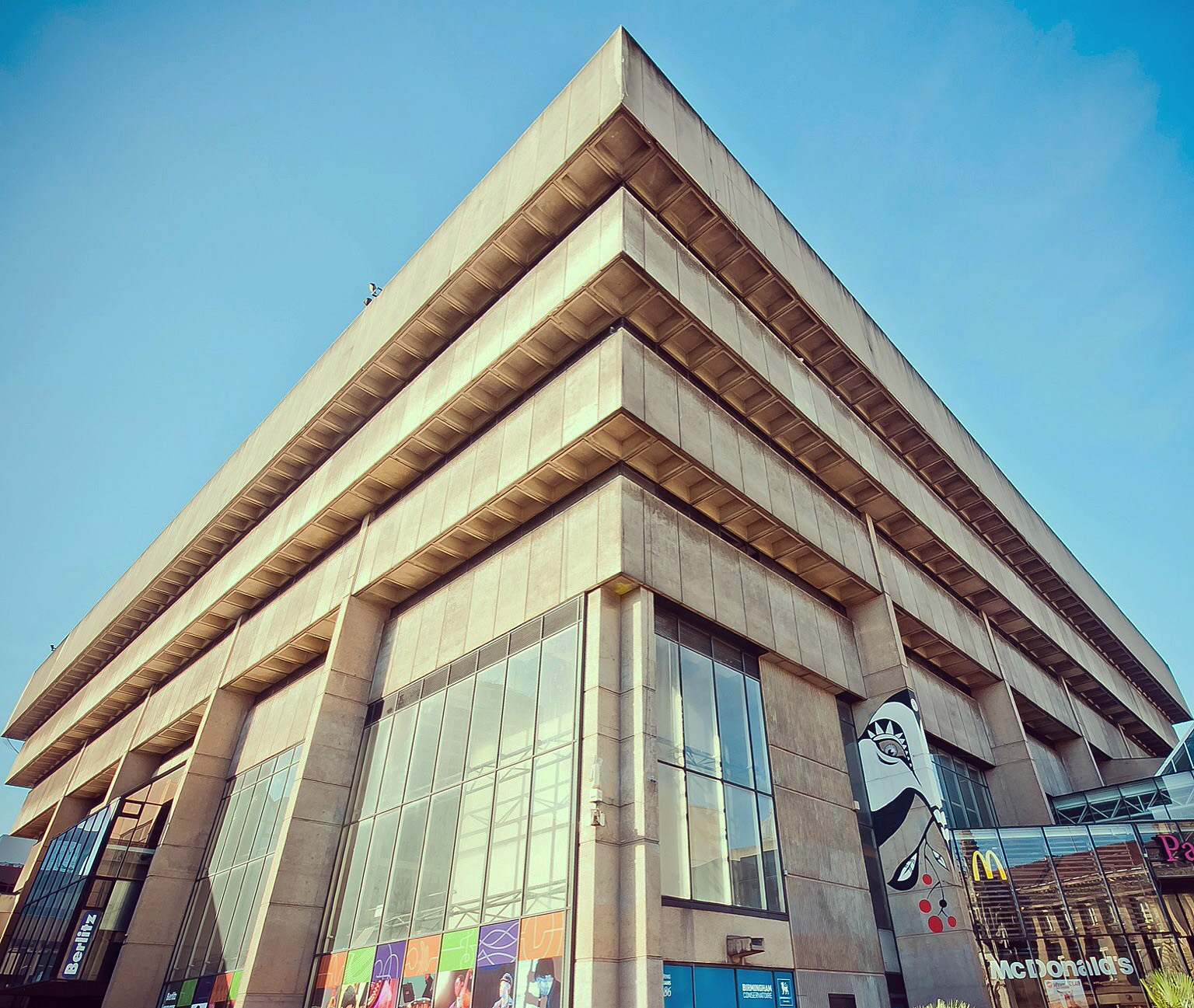
Birmingham Central Library (Royaume-Uni)
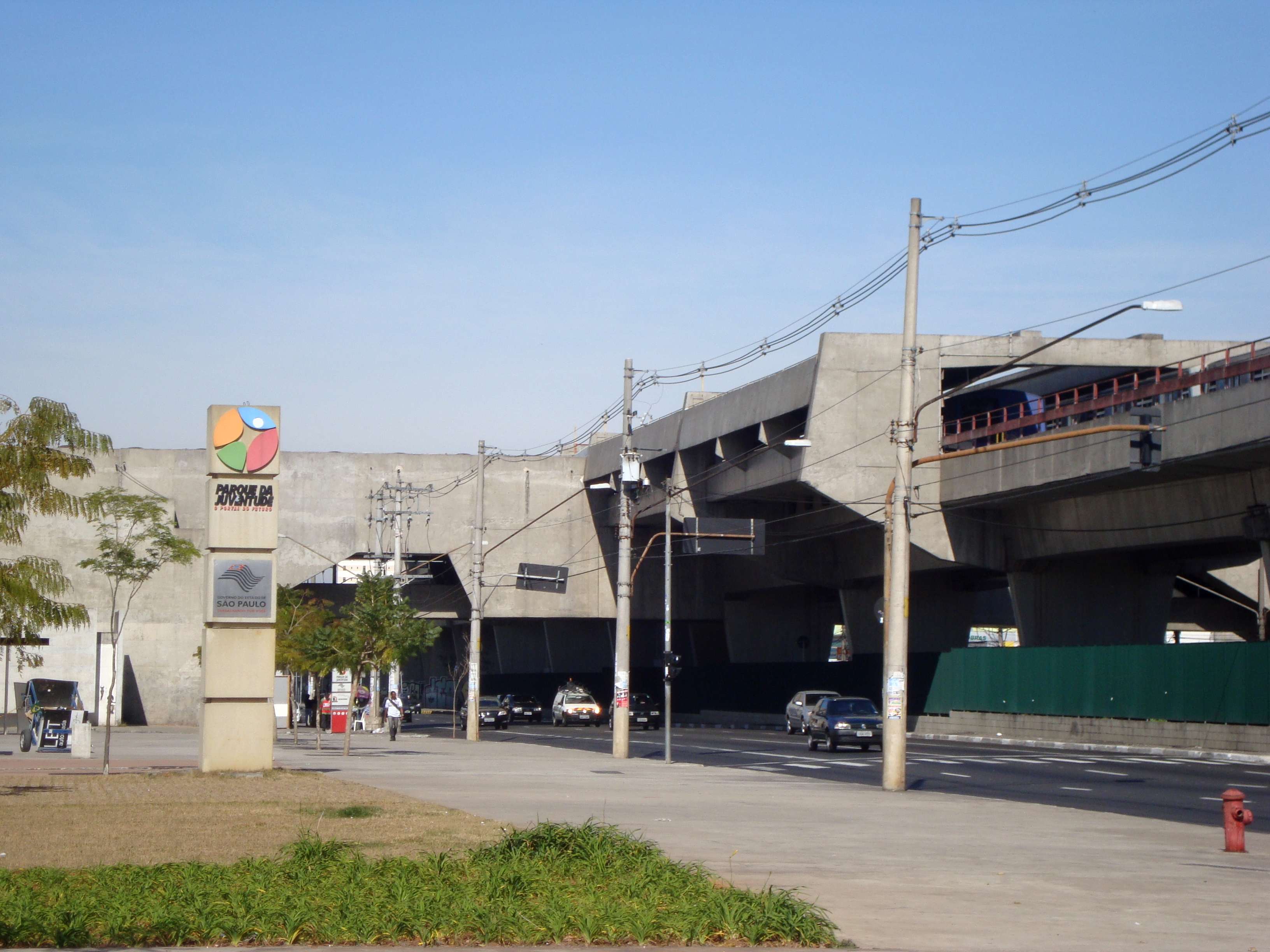
Carandiru (São Paulo), Brésil
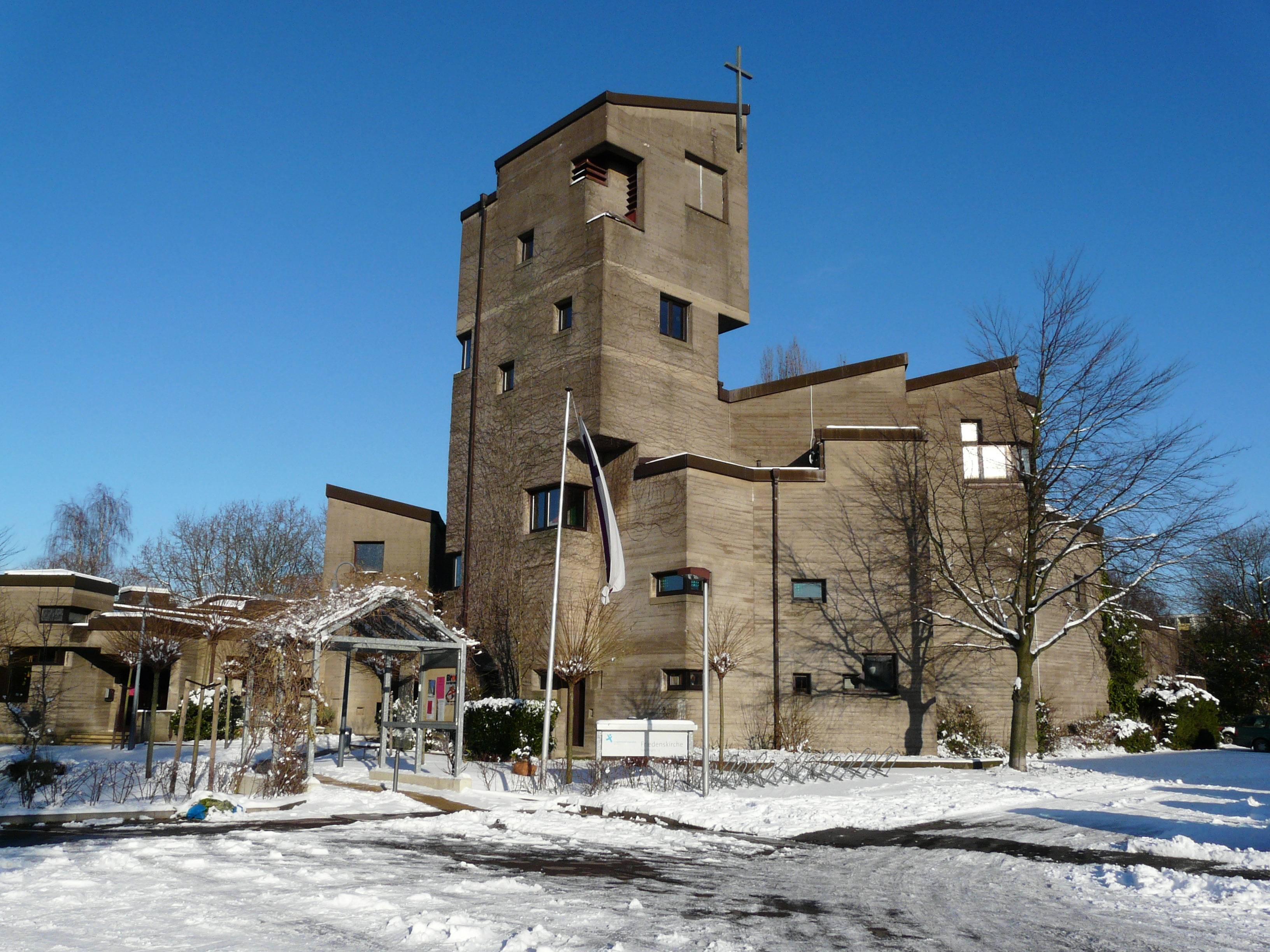
Friedenskirche, Monheim-Baumberg (en), Allemagne
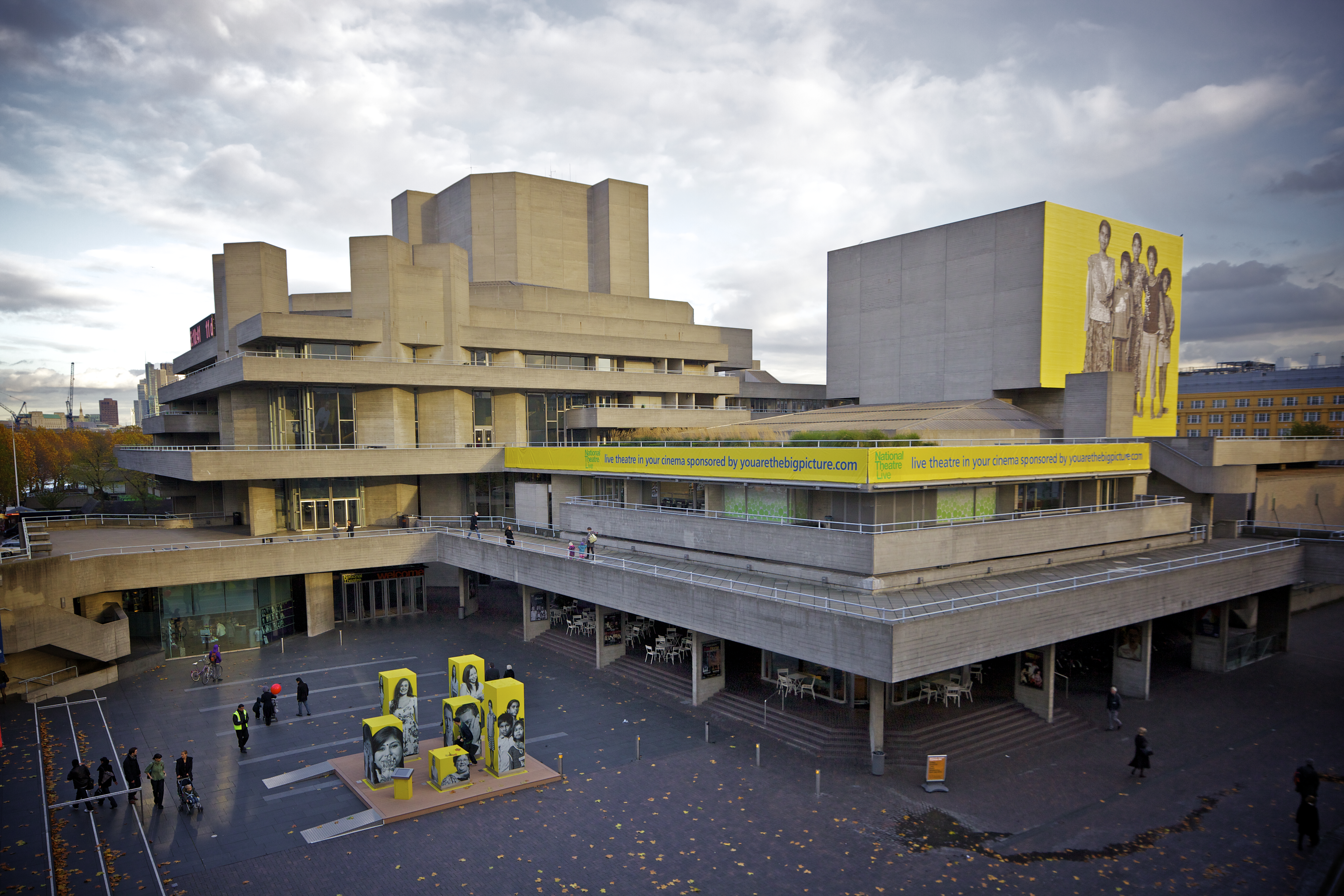
Royal National Theatre, Londres, Royaule-Uni
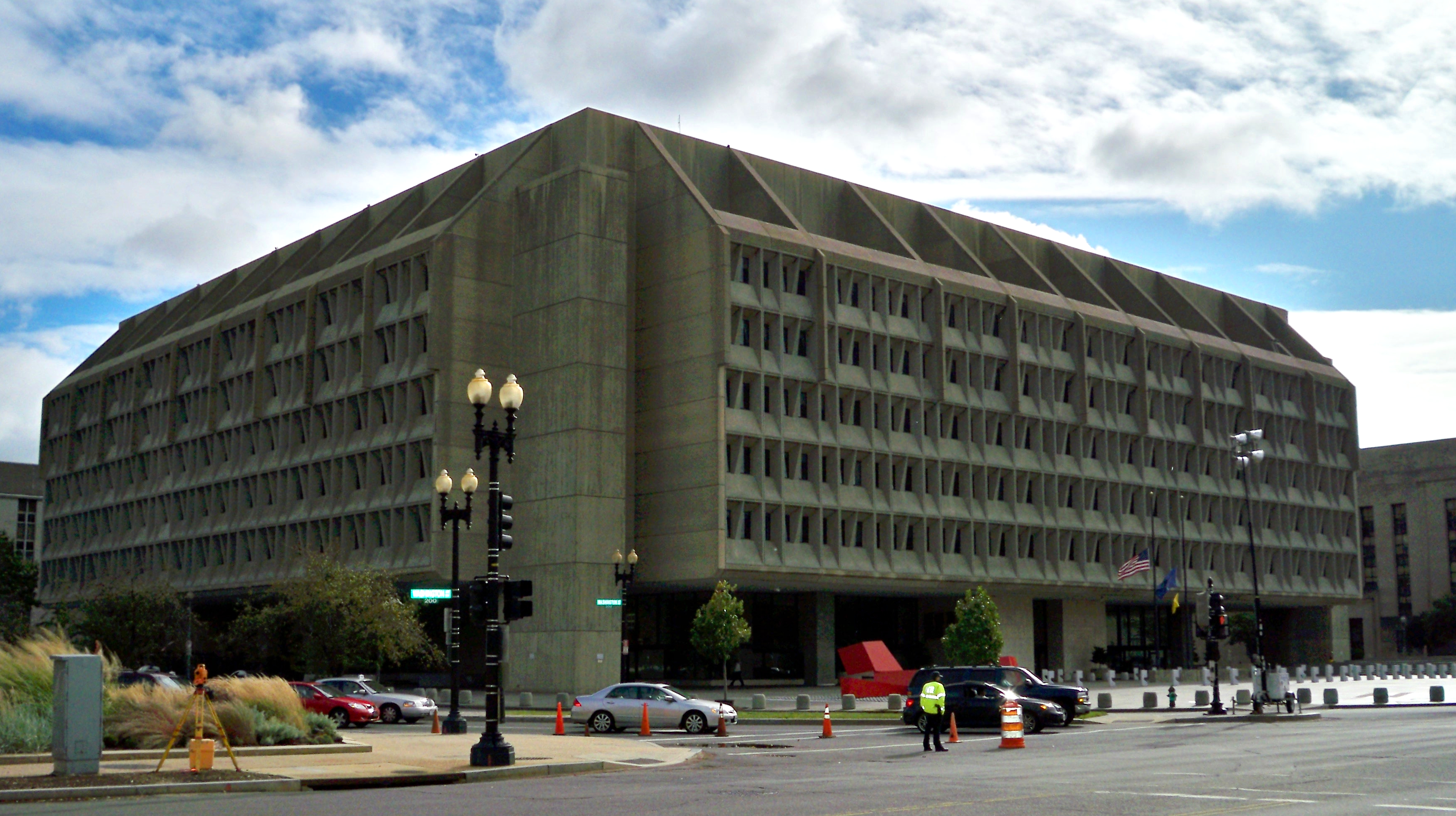
Hubert H. Humphrey Building (en), Washington DC, États-Unis
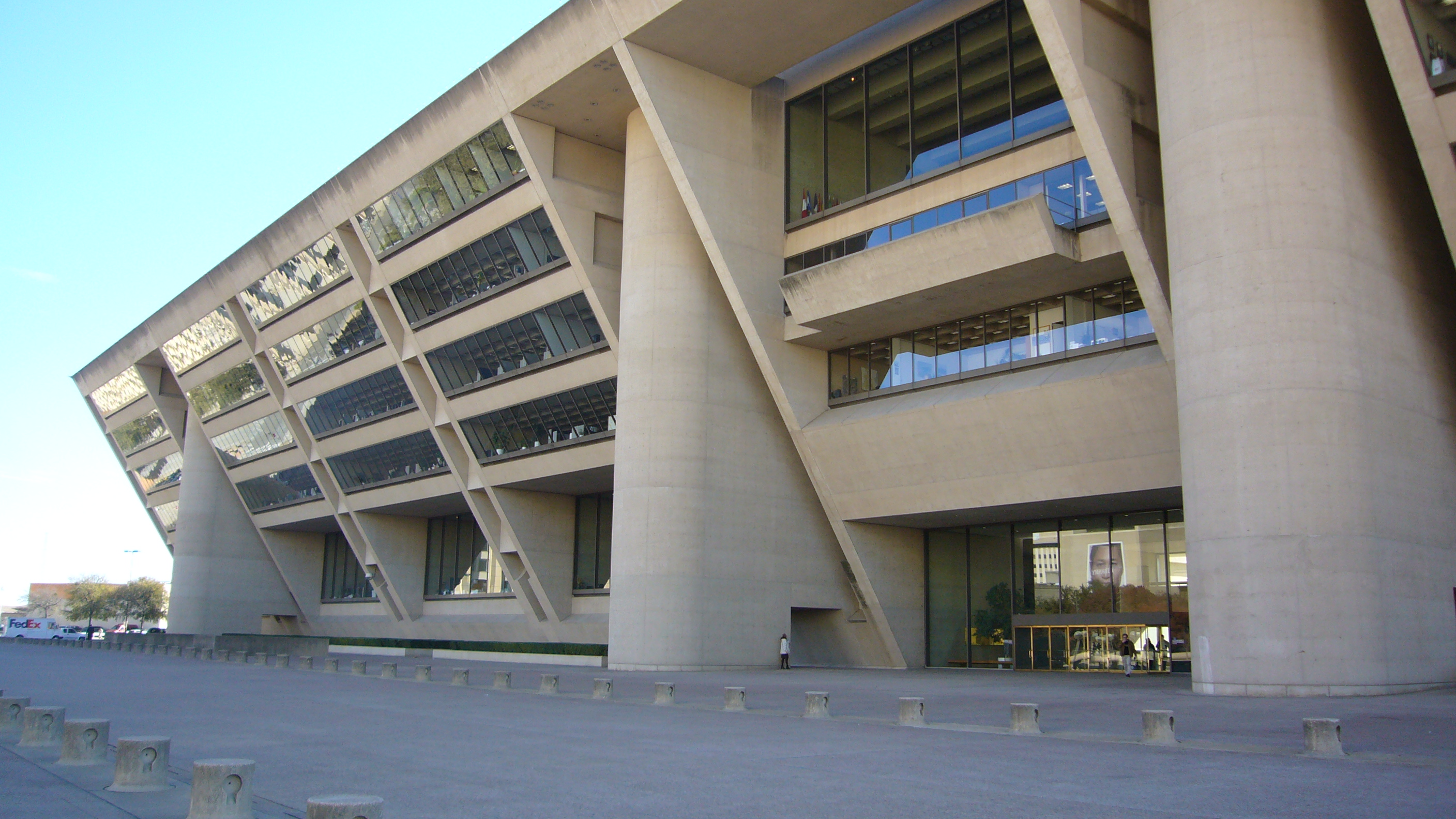
Dallas City Hall, Dallas, États-Unis
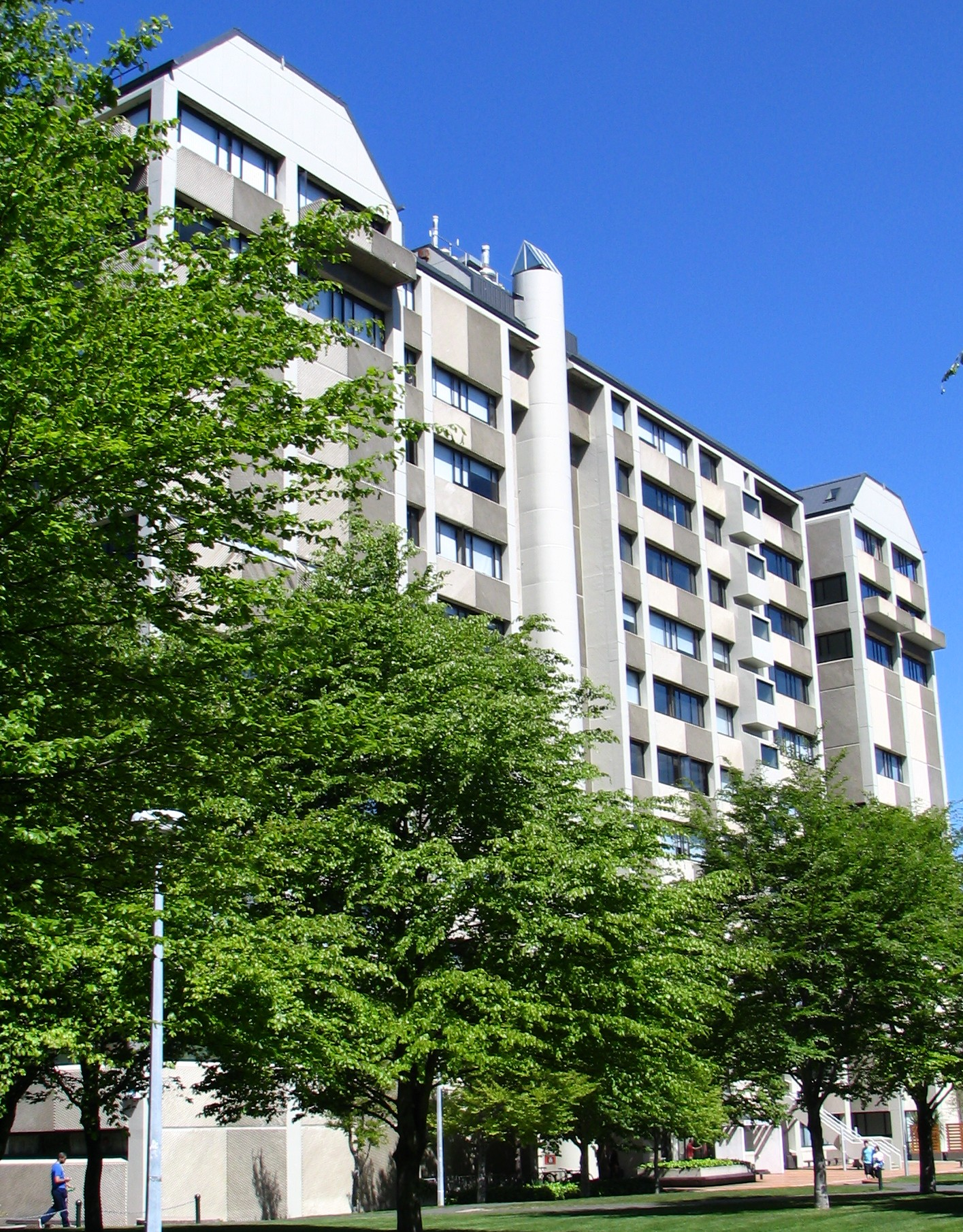
Richardson Building, Université d'Otago, Nouvelle-Zélande
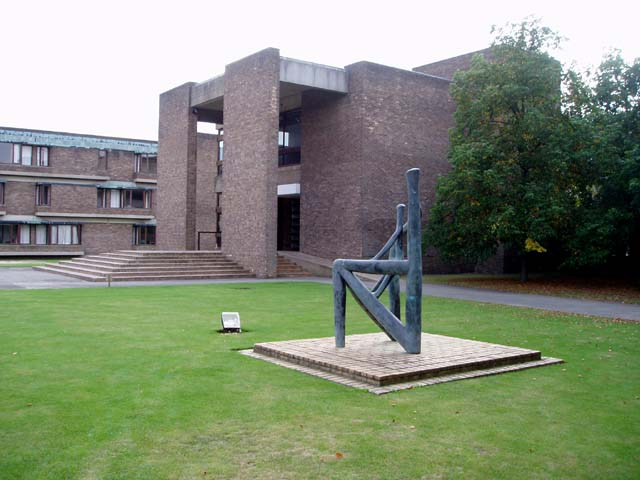
Churchill College, Cambridge, Royaume-Uni
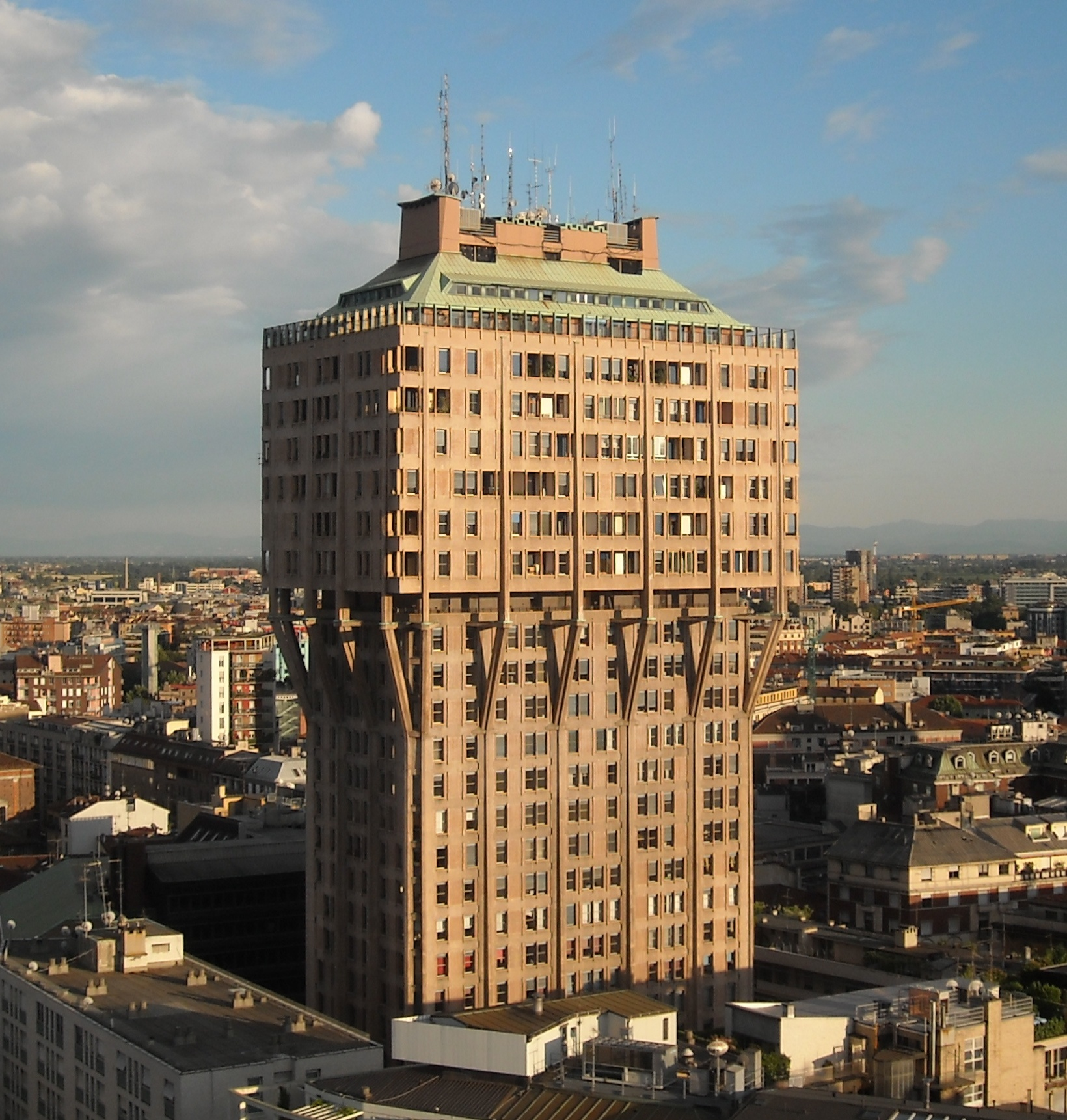
Torre Velasca, Milan, Italie
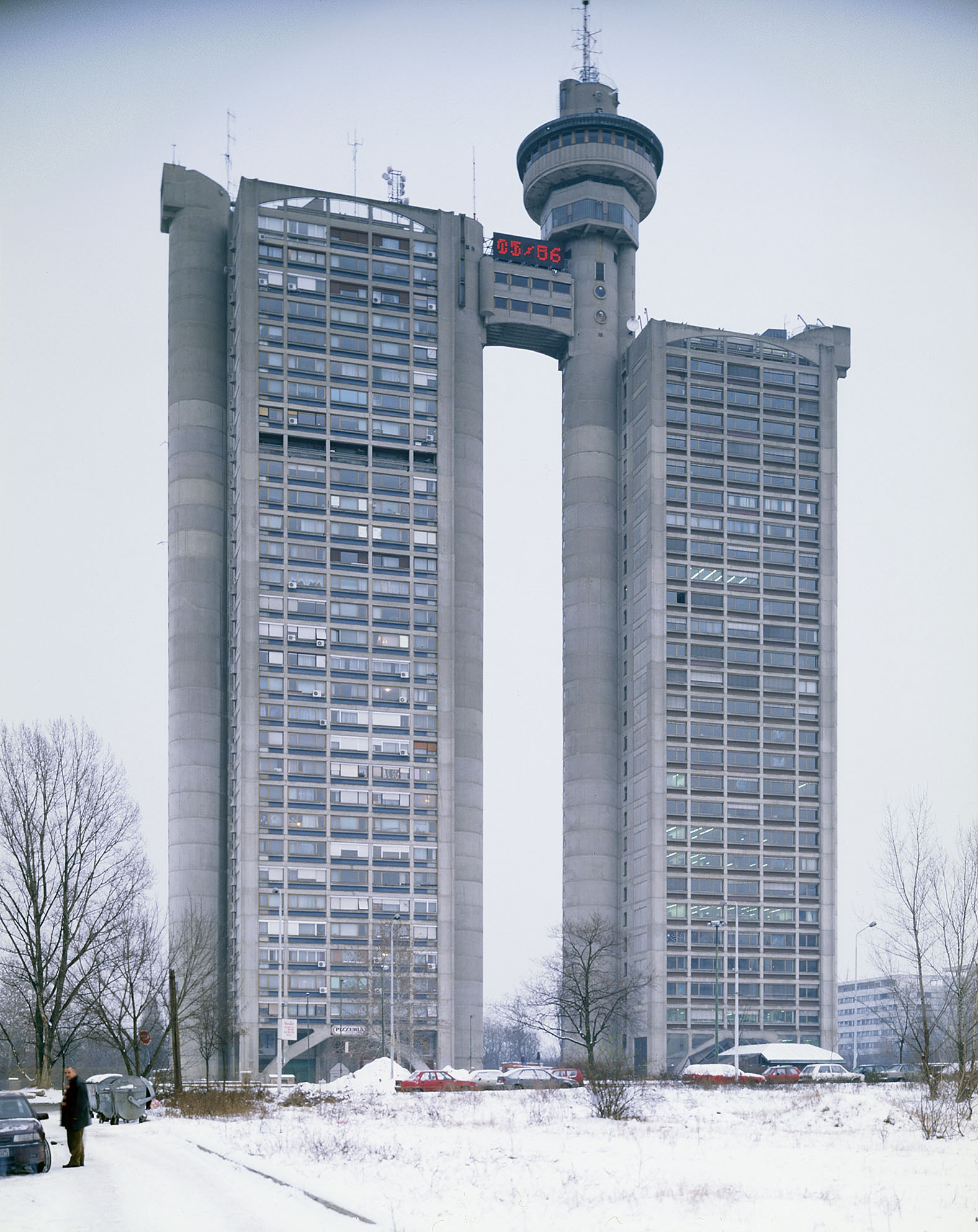
Tour Genex, Belgrade, Serbie
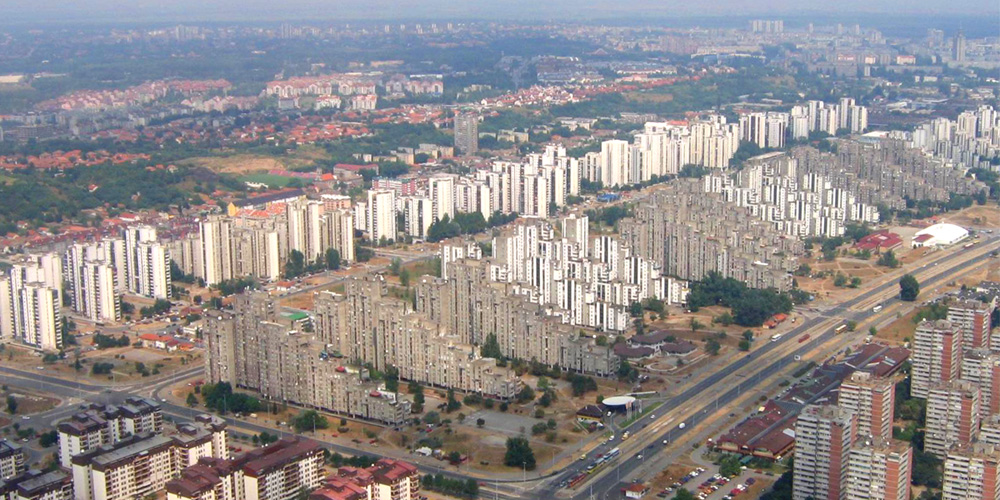
Bežanijski Blokovi, Belgrade, Serbie
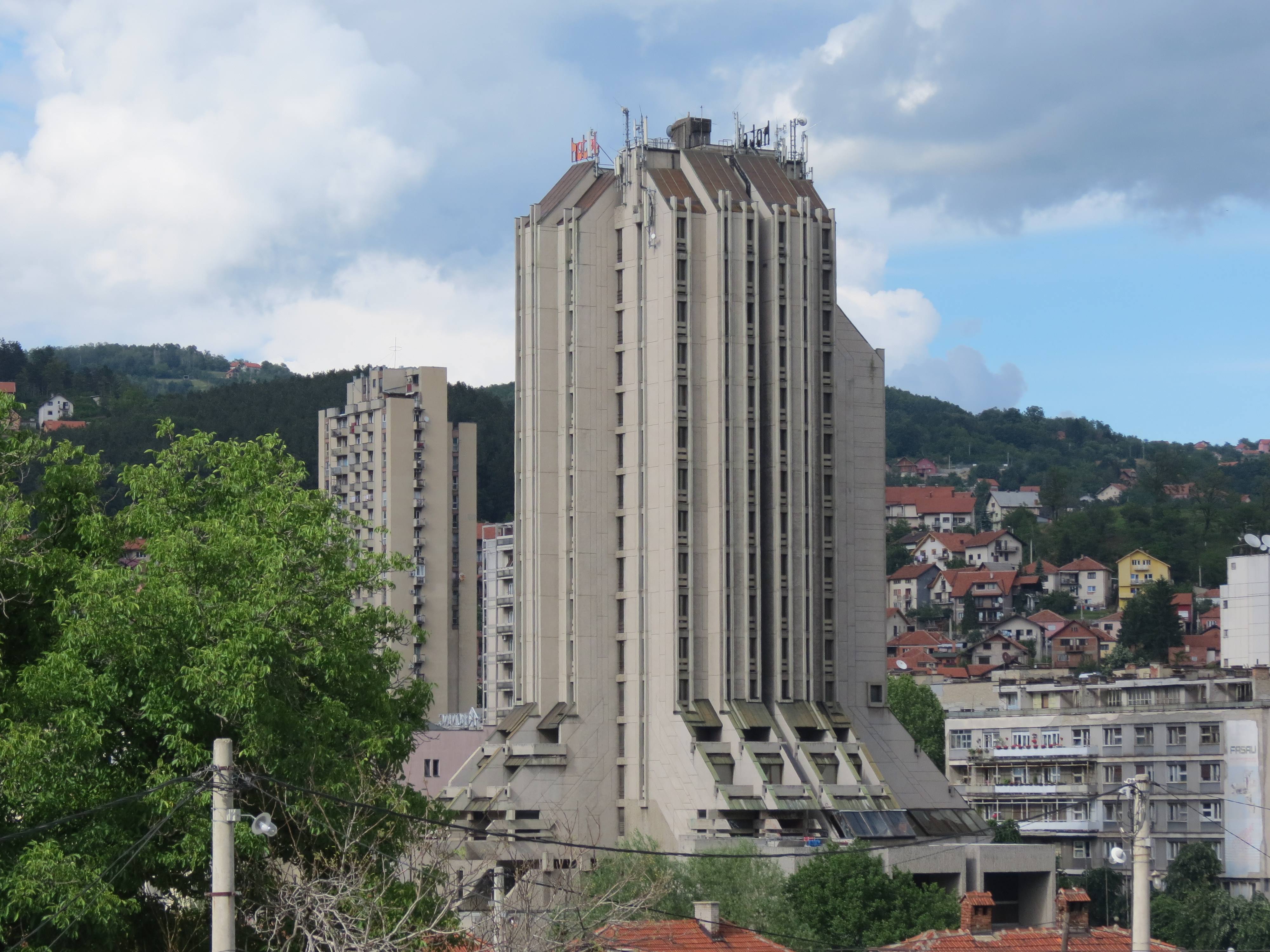
Zlatibor Hotel, Užice, Serbie
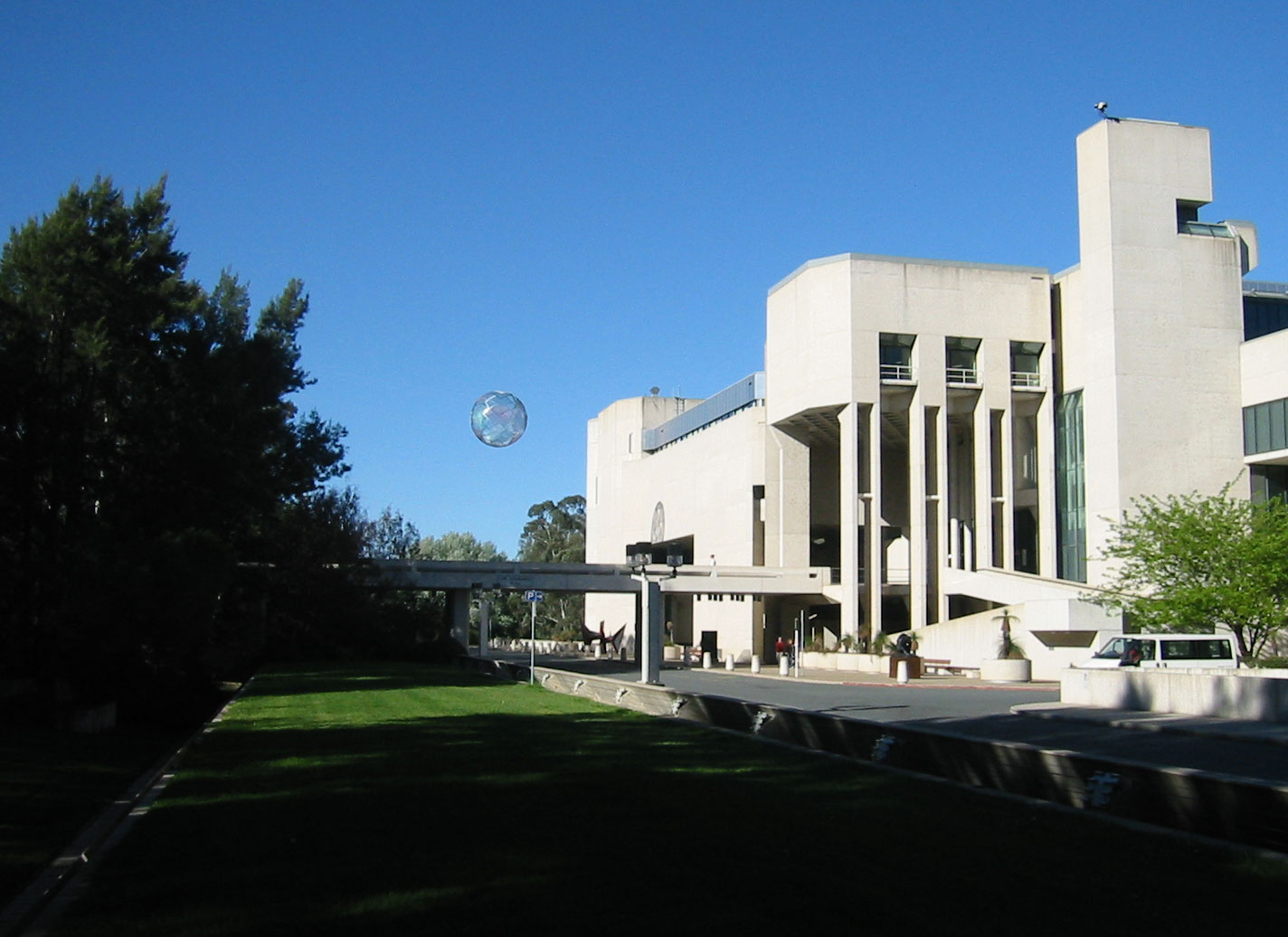
National Gallery of Australia, Canberra, Australie
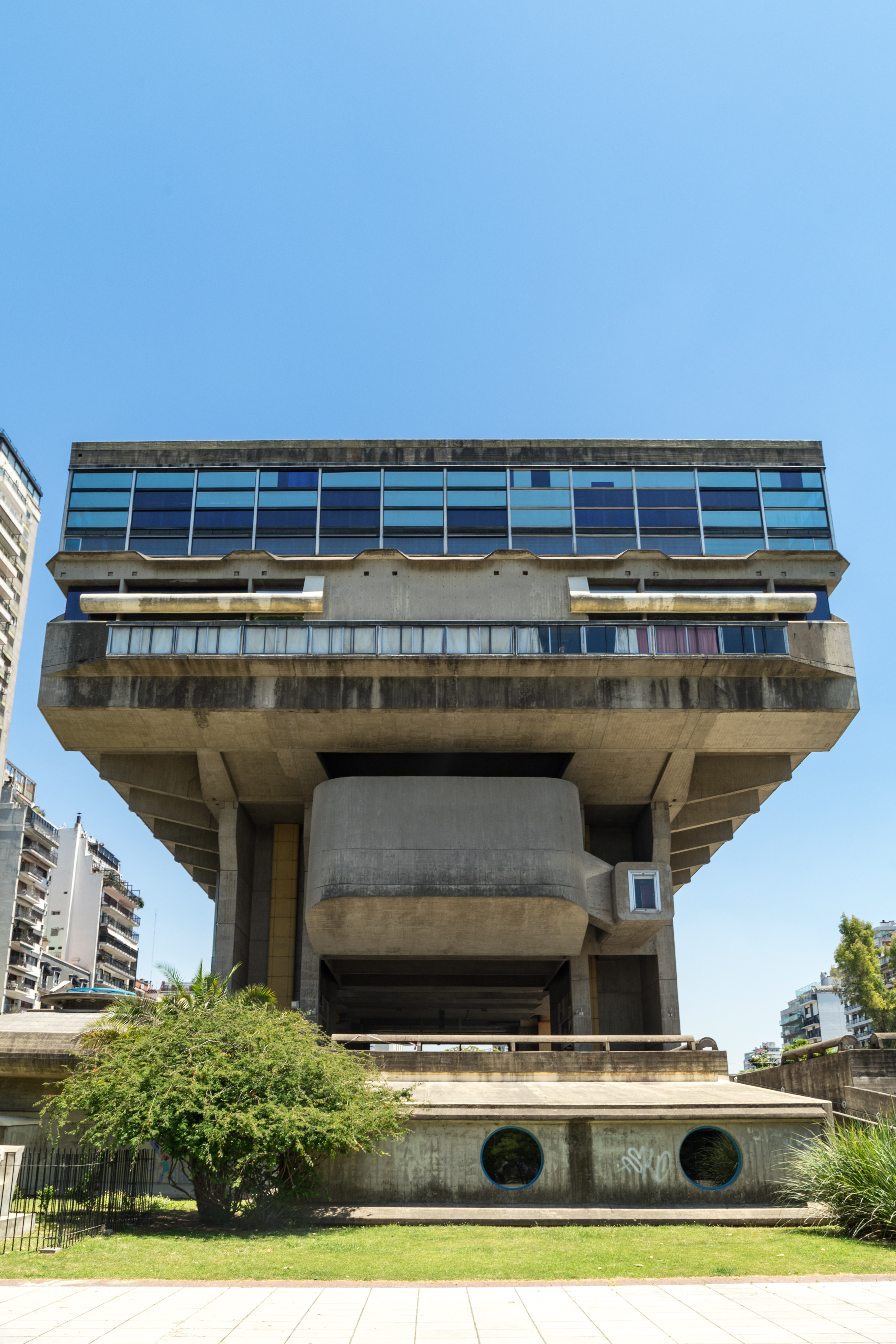
Bibliothèque nationale, Buenos Aires, Argentine
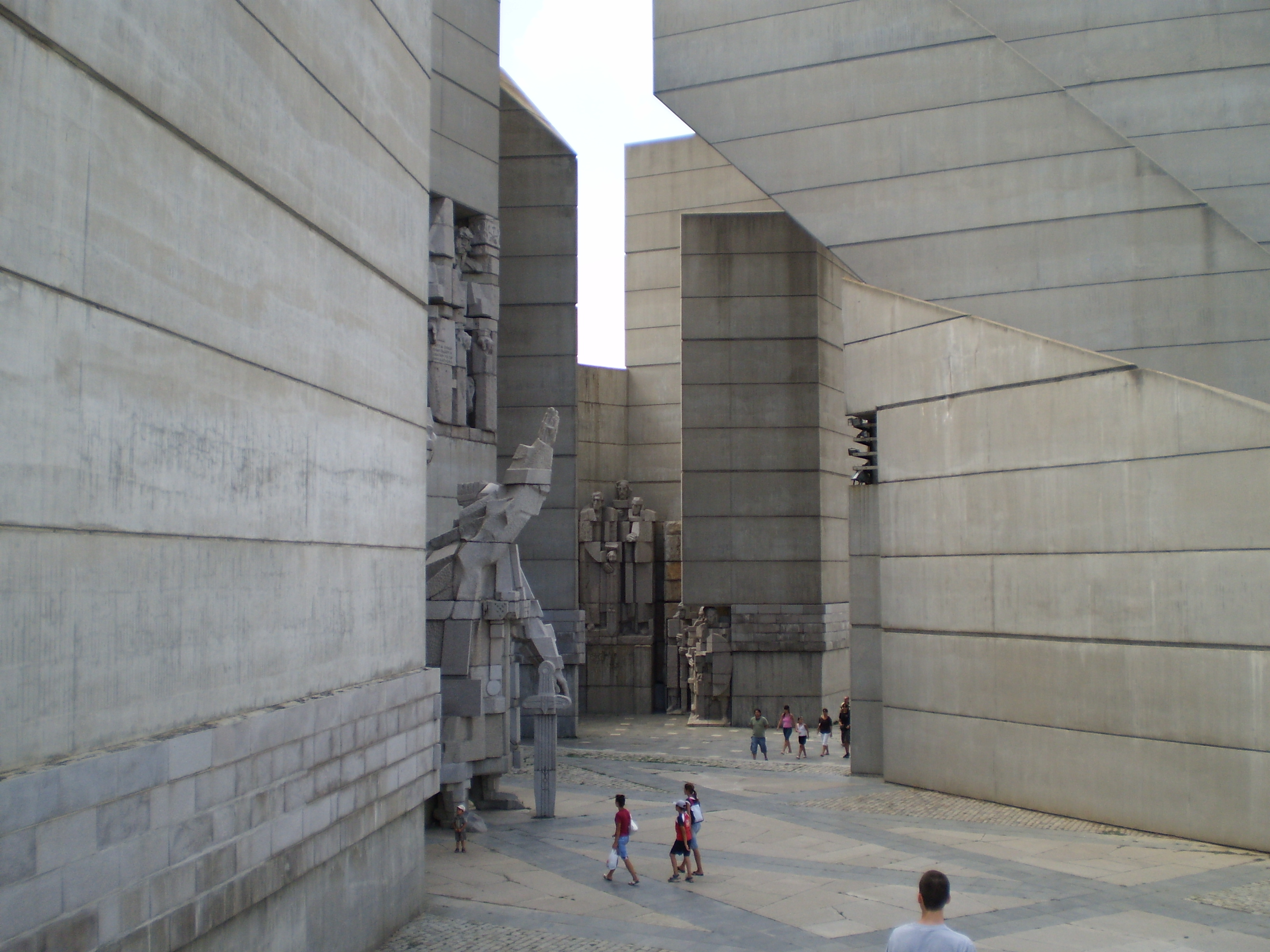
Monument aux 1300 ans de la Bulgarie (1981), Choumen, Bulgarie
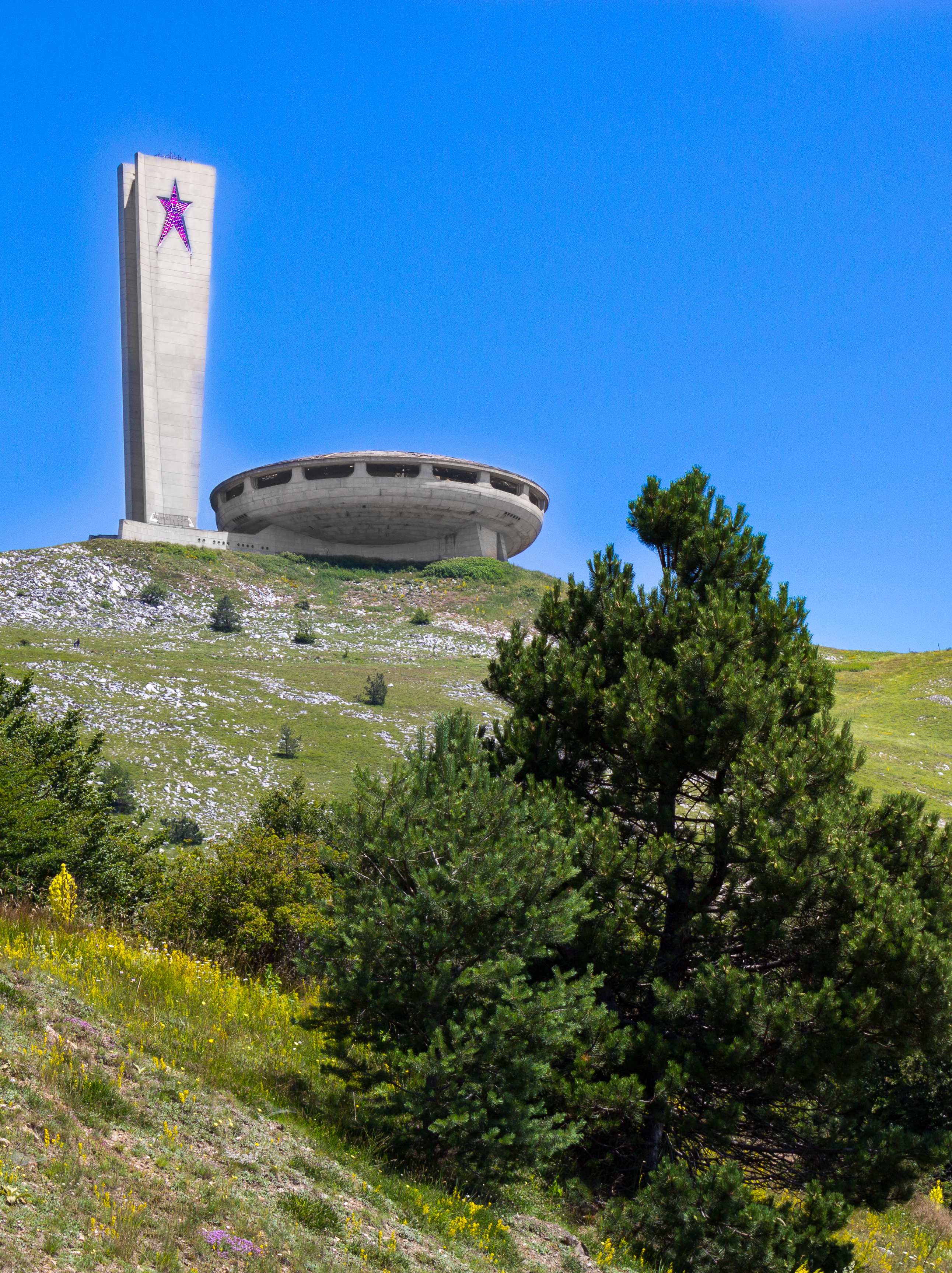
Bouzloudja (1981), Bulgarie
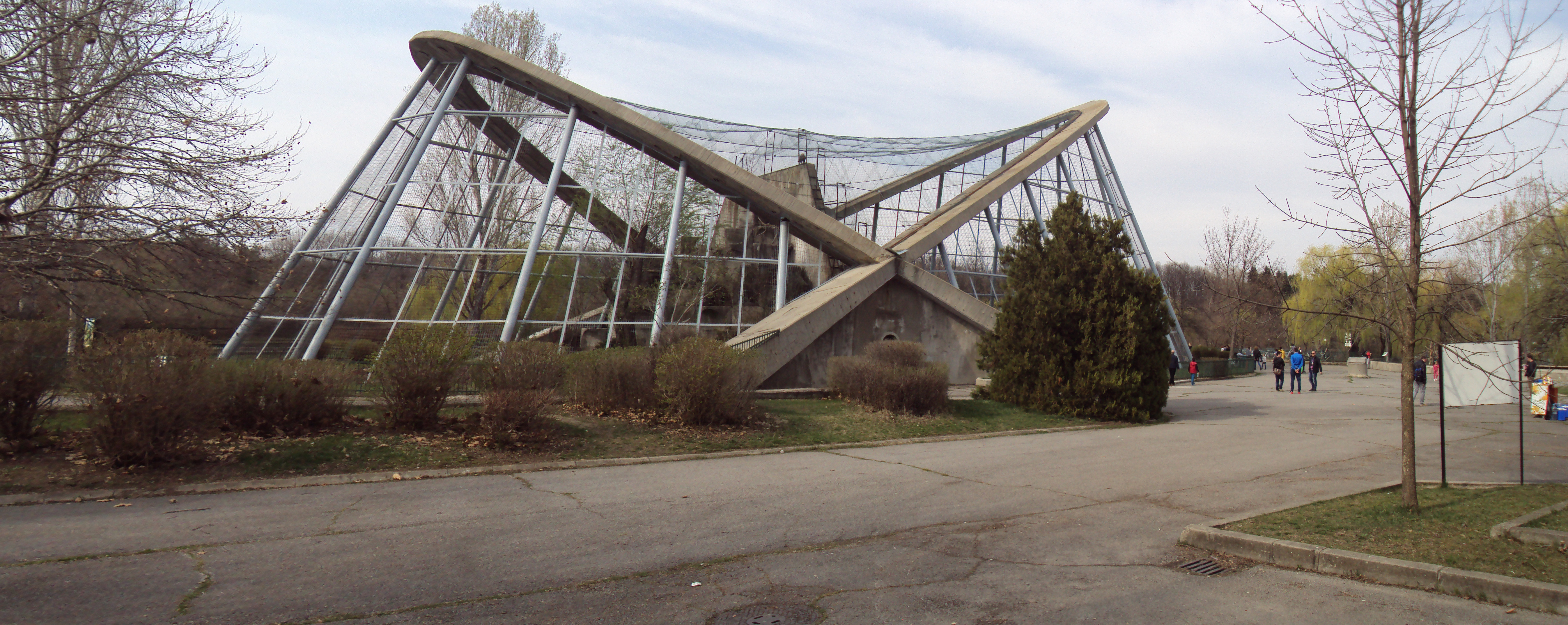
Zoo de Sofia (1982), Bulgarie
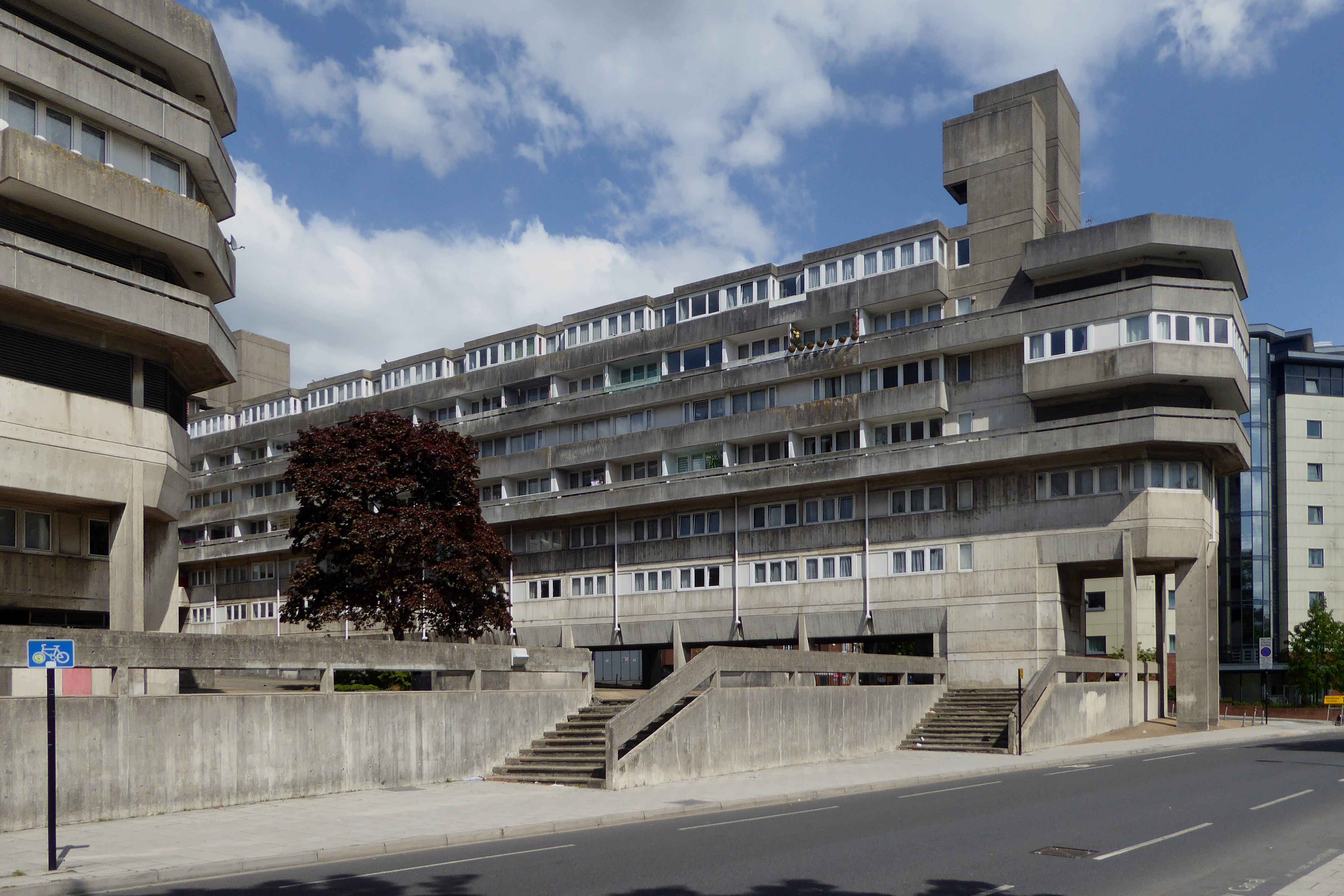
Wyndham Court (en), Southampton, Royaume-Uni